# Європейський Союз
Європе́йський Сою́з, іноді також Європе́йська У́нія (скорочення: Євросою́з, ЄС) — економічний і політичний союз, що об'єднує 27 держав-членів, що розташовані в Європі. Веде свій початок від утворення Європейської спільноти з вугілля й сталі (ЄСВС) і Європейської економічної спільноти (ЄЕС), які складались із шести країн у 1957 році. У наступних роках територія ЄС була збільшена за рахунок включення нових держав-учасниць, тоді як ЄС збільшував сферу свого впливу шляхом розширення політичних повноважень. У сучасному вигляді існує на основі Маастрихтського договору, підписаному 7 лютого 1992 року й чинному від 1 листопада 1993. Останній значний перегляд конституційних принципів ЄС був затверджений у Лісабонській угоді, яка набула чинності 2009 року. Юридично в ЄС немає столиці, але де-факто нею є місто Брюссель, де базується більшість інституцій Європейського Союзу.
ЄС діє через систему незалежних наднаціональних інституцій і спільно узгоджених рішень держав-членів. Найважливішими інституціями ЄС є: Європейська комісія, Рада Європейського Союзу, Європейська рада, Суд Європейського Союзу, Європейський центральний банк і Європейський парламент, який обирають кожні 5 років громадяни Європейського Союзу.
У ЄС діє єдиний ринок через стандартизовану систему законів, що діють у всіх державах-членах. У Шенгенській зоні (у склад якої входять 25 держав-членів й 4 держави, що не є членами ЄС) паспортний контроль скасовано. Політика ЄС спрямована на забезпечення вільного руху людей, товарів, послуг і капіталу, законодавчих актів про спільні питання справедливості й підтримки спільної торгової політики, сільського господарства, рибальства й регіонального розвитку. Єврозона (валютний союз) була заснована 1999 року й вступила в повну силу 2002 року, коли були введені в обіг монети й банкноти євро. Станом на 2025 рік, у Єврозону входить 20 держав-учасниць, що використовують євро як свою національну валюту. ЄС відіграє важливу роль у спільній зовнішній і безпековій політиці. Європейський Союз має постійні дипломатичні місії в усьому світі й офіційних представників в ООН, Світовій організації торгівлі (СОТ), «Великій Сімці» й «Великій двадцятці».
На сьогодні Європейський Союз займає площу 4 233 255 км2 (7-ме місце у світі), з населенням близько 445 мільйонів людей (3-тє місце). Загальний номінальний валовий внутрішній продукт становить більш як 17 трлн доларів США (2-ге місце), за паритетом купівельної спроможності — 21 трлн доларів США (2-ге місце). Якщо вважати ЄС країною, то за доходом на душу населення він входив би в тридцятку (якщо окремо в рейтингу враховувати країни-члени ЄС) або двадцятку (якщо не враховувати) найзаможніших країн світу (серед усіх 186 або 158 відповідно) ЄС сьогодні не має власних збройних сил, але сприяє військовому співробітництву його країн-членів, більшість яких є членами НАТО. Через великий політичний і економічний глобальний уплив Європейський Союз розглядають однією з потенційних наддержав.

## Назва
Європейський Союз пройшов кілька етапів розвитку й зміни назв. Спершу 1951 року була створена Європе́йська спільно́та з вугі́лля та ста́лі (ЄСВС), метою якої було сприяння економічній інтеграції шести країн-засновників. 1957 року на основі Римських договорів виникли Європе́йська економі́чна спільно́та (ЄЕС) та Європе́йська спільно́та з а́томної ене́ргії (Євра́том). Разом ці три міжнародні організації утворювали Європе́йські спільно́ти (ЄС), які керувалися одним набором інституцій.
1993 року після підписання Маастрихтського договору організація офіційно отримала сучасну назву — Європе́йський Сою́з (ЄС), відображаючи ширший політичний та економічний союз між державами-членами.
Деякі публіцисти вважають, що в українській мові варто використовувати назву Європе́йська У́нія (ЄУ), оскільки слово унія краще передає історичні та культурні особливості об'єднань держав у Європі, наприклад Шведсько-норвезька унія тощо. Також уживання слова унія усуває мовознавчі та конотаційні проблеми, наприклад плутанину сучасного об'єднання з Європейськими спільнотами (ЄС), які існували до 1993 року.

## Історія
Від кінця Другої світової війни суверенні європейські країни укладали договори й тим самим співпрацювали й узгоджували політику (або об'єднували суверенітет) у дедалі більшій кількості сфер, у так званому європейському інтеграційному проєкті чи будівництві Європи (фр. la construction européenne). Наступна хронологія окреслює правову основу Європейського Союзу (ЄС) — фундаменту цього об'єднання. ЄС успадкував багато своїх нинішніх обов'язків від Європейських Співтовариств, заснованих у 1950-х роках у дусі Декларації Шумана.

### Передумови

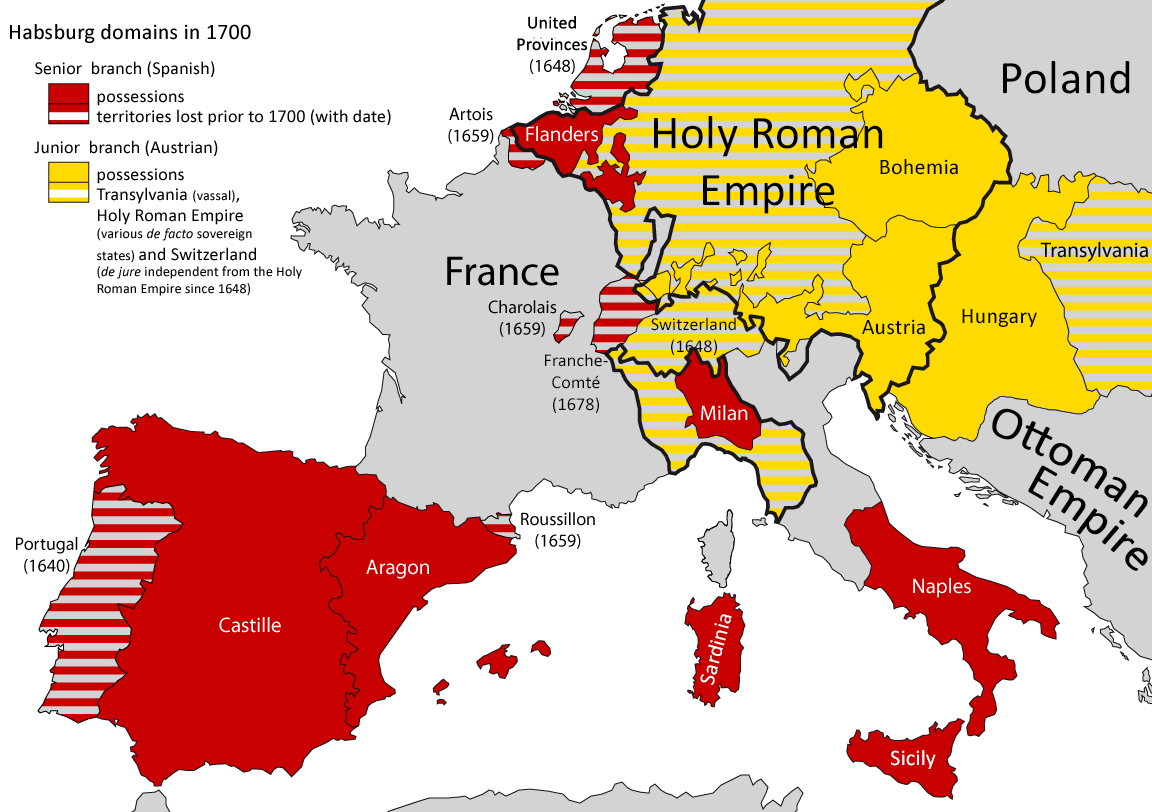
Іспанські та австрійські європейські землі Габсбургів, 1700

Протягом століть після падіння Риму 476 року кілька європейських держав розглядали себе як translatio imperii («передача правління») неіснуючої тоді вже Римської імперії: Імперія Франків (481—843) і Священна Римська імперія (962—1806) намагалися тим самим відродити Рим на Заході. Ця політична філософія наднаціонального панування над континентом, аналогічна прикладу древньої Римської імперії, привела в ранньму середньовіччі до концепції відродження імперії («відновлення імперії») або у формі Reichsidee («імперська ідея»), або як релігійно натхненний Imperium Christianum («християнська імперія») Середньовічний християнський світ і політична влада папства були названі такими, що сприяють європейській інтеграції і єдності..
У східних частинах континенту Московське Царство і, врешті-решт, Російська Імперія (1547—1917) оголосили Москву Третім Римом і спадкоємцем східних традицій після падіння Константинополя 1453 року. Розрив між грецьким Сходом і латинським Заходом уже збільшився через політичний поділ Римської імперії в IV столітті та Великій схизмі 1054 року. У XX столітті його знову поглиблено залізною завісою (1945—1991). 2004 року почалося розширення Європейського Союзу в напрямку Центрально-східної Європи.
Загальноєвропейська політична думка справді виникла в XIX столітті, натхненна ліберальними ідеями Французької та Американської революцій після загибелі імперії Наполеона (1804—1815). У десятиліття після підсумків Віденського конгресу ідеали європейської єдності процвітали на всьому континенті, особливо в працях Войцеха Ястшембовського (1799—1882) і Джузеппе Мацціні (1805—1872). Термін Сполучені Штати Європи (фр. États-Unis d'Europe) ужив Віктор Гюго (1802—1885) під час виступу на Міжнародному конгресі миру, що відбувся в Парижі в 1849 році:
Прийде день, коли всі нації на нашому континенті утворять європейське братство ... Настане день, коли ми побачимо ... Сполучені Штати Америки та Сполучені Штати Європи віч-на-віч, що тягнуться один до одного через моря.

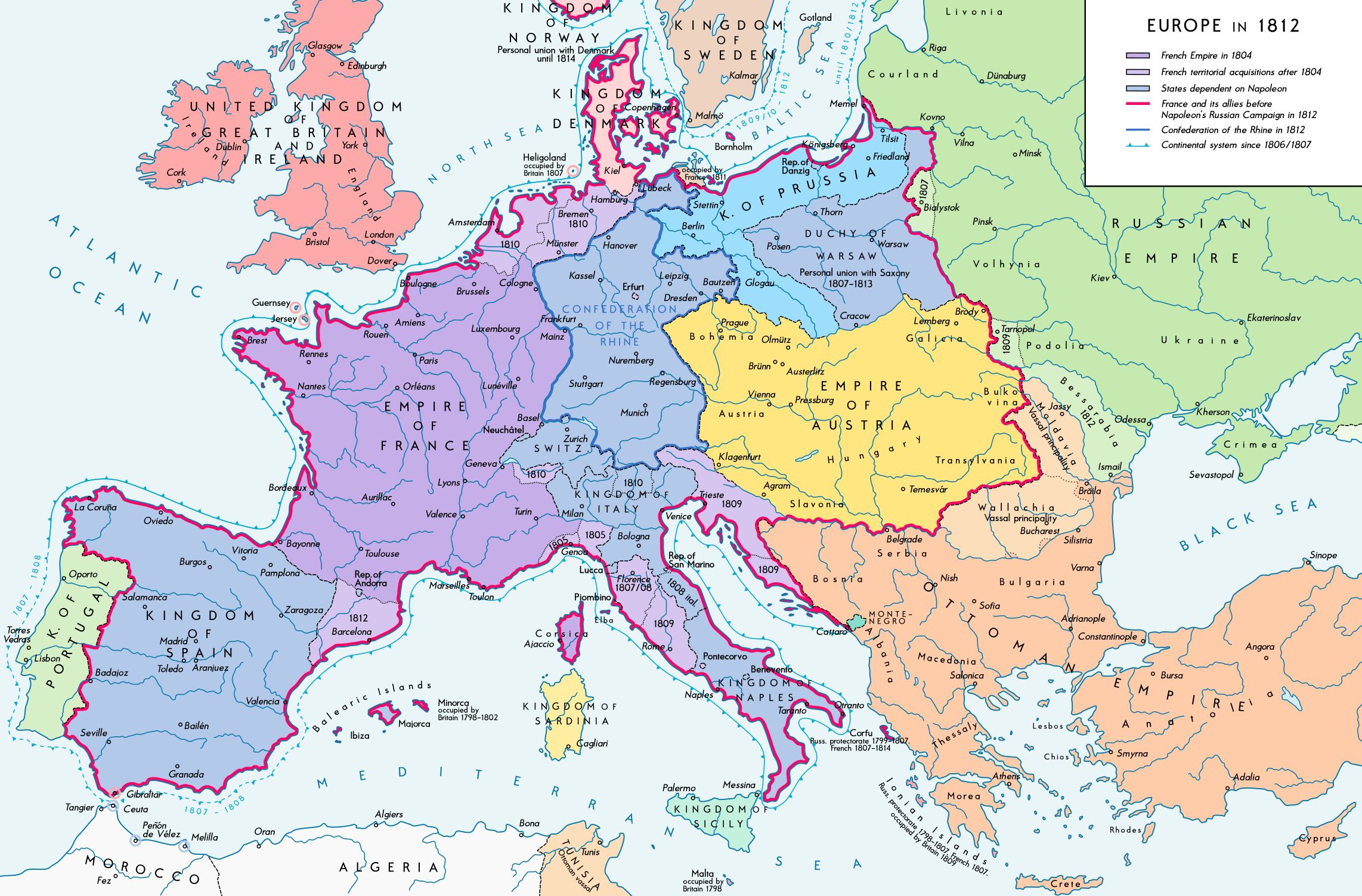
Європа, де панує Франція в 1812

Протягом міжвоєнного періоду усвідомлення того, що національні ринки Європи взаємозалежні, хоча й конфронтаційні, поряд зі спостереженням за більшим і зростаючим ринком США з другого боку океану живило потяг до економічної інтеграції континенту. 1920 р. виступаючи за створення Європейського економічного союзу, британський економіст Джон Мейнард Кейнс писав, що «слід створити Вільну профспілку…, яка б не вводила жодних протекціоністських мит проти продуктів інших членів Союзу». Протягом того самого десятиліття Річард фон Куденгове-Калергі, один із перших, хто уявив собі сучасний політичний союз Європи, заснував рух «Пан-Європа». Його ідеї вплинули на його сучасників, серед яких тодішній прем'єр-міністр Франції Арістід Бріан. 1929 р. Бріан виступив з промовою за Європейський Союз перед асамблеєю Ліги Націй, попередниці ООН. У своєму радіозверненні в березні 1943 року, коли все ще вирувала війна, прем'єр-міністр Сполученого Королівства сер Вінстон Черчилль тепло сказав про «відновлення справжньої величі Європи» після досягнення перемоги і розмірковував про повоєнне створення «Ради Європи» що об'єднало б європейські держави для побудови миру.

### Попередньо (1945—1951)

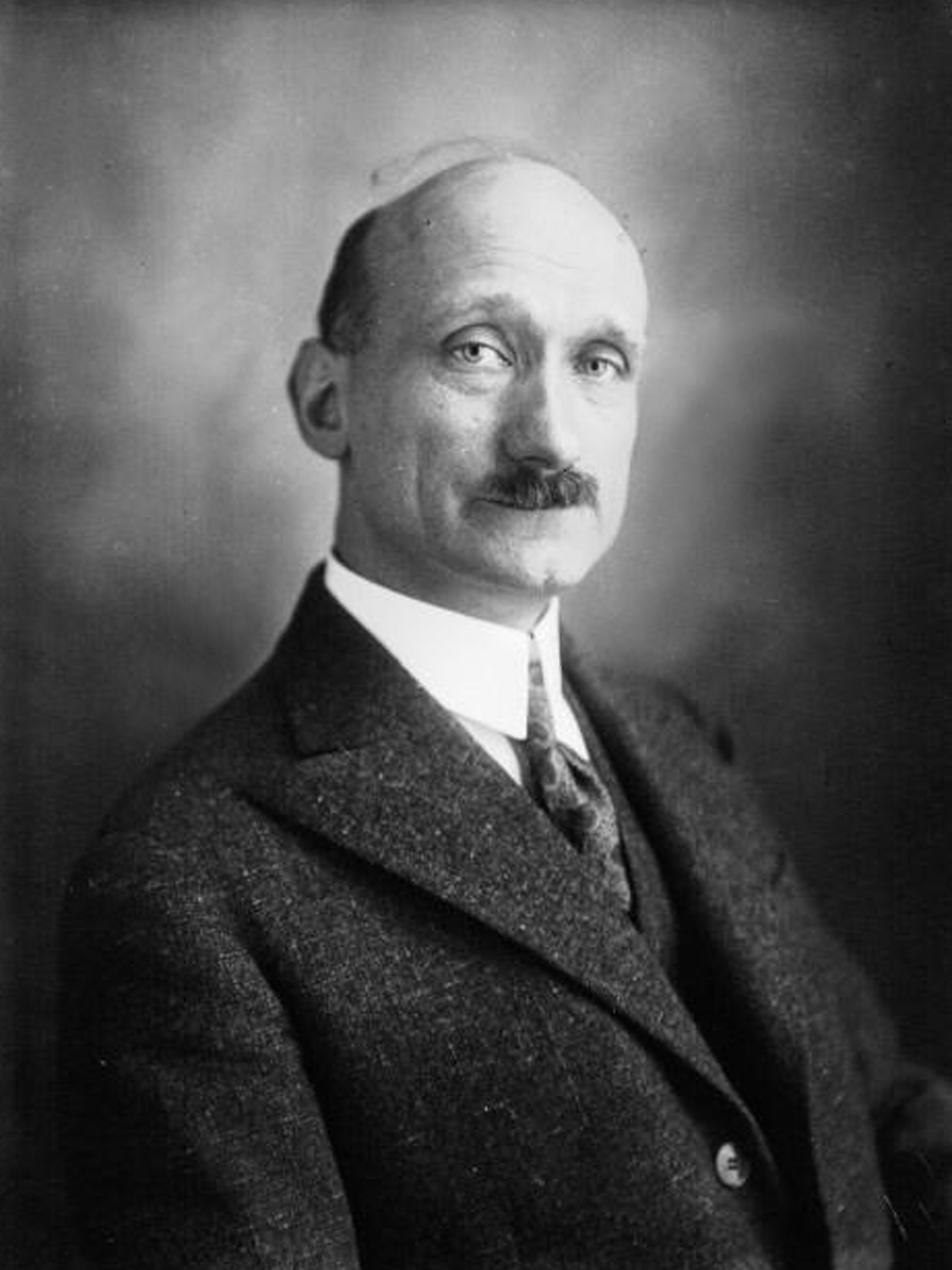
Робер Шуман, один з співзасновників Європейського Союзу.

По закінченні Другої світової війни (1939—1945) Європа була зруйнована. Німеччина була знищена, як з погляду людського життя, так і матеріально. Франція та Сполучене Королівство, які оголосили війну нацистській Німеччині у вересні 1939 року, хоч і перемогли в цій війні, але також зазнали великих збитків, що сильно вплинуло на їхню економіку й світовий авторитет. Щойно закінчився конфлікт у Європі, 8 травня 1945 року німецький режим був звинувачений у війні, оскільки його експансіоністська політика призвела до того, що країна захопила, а в деяких випадках і анексувала, території інших європейських країн. Німеччина була окупована союзниками, які розділили країну на чотири частини.
У наступних роках обурення й недовіра серед європейських народів ускладнювали примирення. У цьому контексті міністр закордонних справ Франції Робер Шуман рішуче захищав створення Західної Німеччини як об'єднання трьох окупаційних зон, контрольованих західними демократичними державами (Тризонія), залишаючи осторонь зону, окуповану Радянським Союзом. Шуман, особа німецько-люксембурзького походження,й мав три національності (французьку, німецьку й люксембурзьку), що дало йому змогу зрозуміти складність європейських конфліктів і виробити особливий інтерес до європейського об'єднання.
9 травня 1950 року, через п'ять років після капітуляції нацистського режиму, Шуман звернувся до Західної Німеччини та інших європейських країн з ідеєю створити єдиний загальний транснаціональний орган для управління своїми підприємствами з виробництва, стратегічно важливими для військових потреб, сталі та вугілля. Цю промову, відому як «Декларація Шумана», вітали європейські уряди та ознаменували початок мирної європейської інтеграції, на відміну від націоналістичного напрямку та напруженого довоєнного суперництва. Це була перша конкретна офіційна пропозиція щодо європейського об'єднання. Однією з головних цілей плану стало примирення Франції та Німеччини і недопущення між ними війни у майбутньому, а також слабкість європейців на фоні появи двох наддержав — Сполучених Штатів та Радянського Союзу. Більш того, наслідки конфлікту спонукали європейських громадян до прагнення створити вільніший і чесніший континент, оскільки відносини між країнами мали розвиватись суто мирним шляхом, щоб уникнути нового конфлікту між європейськими країнами.

### Європейські спільноти

Держави-засновники Європейської спільноти з вугілля та сталі (ЄСВС). У той час Алжир був частиною території Четвертої Французької республіки.

18 квітня 1951 року «план Шумана» було реалізовано через підписання Паризького договору про створення Європейської спільноти з вугілля і сталі (ЄСВС), що сприяло обміну сировиною, необхідною для металургії, тим самим прискорюючи економічний ріст, що дало незалежність виробництва в Європі від зовнішніх ринків. До складу ЄСВС увійшли шість країн: Бельгія, Італія, Люксембург, Нідерланди, Франція та ФРН («європейська шістка», яка надалі стала «локомотивом» європейської інтеграції). Договір про ЄСВС набув чинності 23 липня 1952 року.
27 травня 1952 року, у розпал Холодної війни, країни «європейської шістки» підписують Договір про заснування Європейської оборонної спільноти (ЄОС). П'ять членів ЄСВС ратифікували цей договір, окрім Франції, де у серпні 1954 р. парламент після довгих дискусій вирішив відкласти ратифікацію. Враховуючи цю ситуацію, старий Брюссельський договір 1948 р. став основою для створення Західноєвропейського союзу (ЗЄС), який протягом десятиліть буде єдиною європейською організацією, що відповідає за оборону та безпеку, до набрання чинності Амстердамського договору 1999 року. Хоча це посилило старий договір, але ЗЄС був лише тіньовою організацією НАТО, якій було доручено забезпечити захист європейських країн від гіпотетичної ядерної атаки.
10 вересня 1952 року міністри закордонних справ країн-членів ЄСВС доручають Спільним зборам ЄСВС (прообразу майбутнього Європейського Парламенту) розробити проєкт Статуту Європейського політичного співтовариства (ЄПС). Проєкт Договору про європейське політичне співтовариство, підготовлений «Асамблею ad hoc», був готовий у лютому 1953 р. і передбачав створення повноцінно інституціональної структури влади, що максимально була наближена до національної моделі і мала функціонувати відповідно до принципу поділу влади. Так, законодавчий орган влади — двопалатний парламент (палата народів і Сенат), нижня палата якого мала обиратися шляхом загального голосування, що здійснював законодавчу діяльність і схвалював бюджет простою більшістю голосів обох палат, а також забезпечував демократичний контроль. Європейський виконавчий комітет мав здійснювати керівництво Співтовариством і володів правом законодавчої ініціативи. Він мав стати своєрідним урядом, що за функціями нагадую сучасну Європейську Комісію. На Раду національних міністрів покладався обов'язок гармонізувати діяльність Європейського виконавчого комітету і урядів держав-членів. Суд мав виступати в ролі своєрідного Касаційного Суду, до якого могли звертатися як юридичні, так і фізичні особи. Соціально-економічна рада виконувала консультативні функції.
Найважливішим досягненням 50-х років стало підписання в 1957 р. Римських договорів про заснування Європейської економічної спільноти (ЄЕС), для досягнення прогресу країнами-учасницями ЄСВС в економічній, соціальній та політичній співпраці. Метою ЄЕС визначалося усунення внутрішніх торговельних бар'єрів усередині Спільноти (створення зони вільної торгівлі), створення митного союзу і, нарешті — створення спільного ринку (забезпечення вільного руху по території країн-учасниць Спільноти товарів, послуг, капіталу, робочої сили). Ці документи також сформували третю спільноту безстрокової тривалості — Європейська спільнота з атомної енергії (Євратом). Метою Євратому визначалась співпраця країн-членів у використанні ядерної енергії у мирних цілях. Обидва договори набули чинності 1 січня 1958 року.

### Союз «трьох колон»

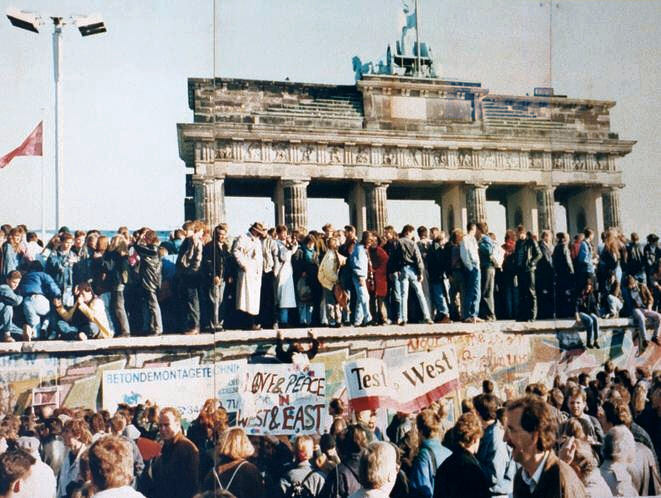
Падіння Залізної завіси у 1989 відкрило шлях до подальшого розширення ЄС у Східну Європу. На фото: падіння Берлінського муру.

8 квітня 1965 року було підписано Договір про злиття виконавчих органів ЄСВС, Євратому та ЄЕС шляхом створення Європейської Комісії та Ради Європейського Союзу. 1 липня 1967 року цей Договір набув чинності. 1968 року завершується формування зони вільної торгівлі та митного союзу (перших двох етапів інтеграції) Європейського економічного співтовариства (ЄЕС). Наприкінці 1969 року завершується формування спільного ринку (третього етапу інтеграції) ЄЕС. Цілі ЄЕС, визначені Римським договором 1957 року, виявились досягнутими.
На початку 70-х років розпочався процес розширення ЄЕС. 1 січня 1973 року членами ЄЕС стали Сполучене Королівство, Данія, Ірландія. 1 січня 1981 року членом ЄЕС стала Греція. 1 січня 1986 року членами ЄЕС стали Іспанія та Португалія.
1 липня 1987 року набув чинності Єдиний європейський акт, підписаний у лютому 1986 року. Цей документ визначив подальші цілі Європейської інтеграції. Зокрема, він поставив за мету створення до 1 січня 1993 року Єдиного внутрішнього ринку (наступного етапу економічної інтеграції, що передбачав гармонізацію економічної політики та інституцій), запровадив спільну політику в соціальній сфері, у галузі науково-технологічного розвитку, охорони довкілля. Цей документ також передбачав зміни до договорів про утворення Європейських Спільнот, зокрема створював Європейську раду, а також поширив інтеграційний процес на сферу зовнішньої політики. Крім того, у Єдиному Європейському акті було поставлено питання про створення Європейського Союзу, який мав стати інститутом не лише економічним, а й політичним.
7 лютого 1992 року в Маастрихті було підписано Маастрихтський договір (інша назва — Договір про Європейський Союз; саме поняття «Європейський Союз» з'явилось ще під час Паризької конференції 1972 року). Договір набув чинності 1 листопада 1993 року. Він визначив так звані «три колони» Європейського Союзу:
- «перша колона» — Європейські Спільноти: ЄСВС, Євратом та Європейська Спільнота (замість старої назви «Європейська Економічна Спільнота»). Причому Європейська Спільнота є серцевиною та каркасом процесу інтеграції і за своїми властивостями становить «наднаціональний феномен»;
- «друга колона» — спільна зовнішня та безпекова політика;
- «третя колона» — співробітництво у сферах юстиції та внутрішніх справ.

Також цей договір встановлював європейське громадянство, а також було ухвалено рішення про створення єдиної валюти, євро, яка повинна була бути введена в обіг у 2002 році під управлінням Європейського центрального банку.
В економічному сенсі прийняття Маастрихтського договору означало курс на завершення формування єдиного внутрішнього ринку (четвертий рівень економічної інтеграції) та перехід до реалізації ідеї економічного та валютного союзу (п'ятий — найвищий рівень економічної інтеграції).
1 січня 1995 року членами Європейського Союзу стали Фінляндія, Австрія та Швеція.

### Союз XXI століття, від Амстердама до Лісабона
2 жовтня 1997 року було підписано Амстердамський договір (набув чинності 1 травня 1999 року). Цей договір визначив принципи свободи, демократії та поваги до прав людини, включаючи принцип сталого розвитку. Також набула чинності Шенгенська угода про вільне (безвізове) пересування громадян у межах Європейського Союзу (укладена 1985 року).
26 лютого 2001 року був підписаний Ніццький договір, який передбачав зміни в механізмах інституційного розвитку ЄС з огляду на його майбутнє розширення. Зокрема, квоти представництва в інституціях ЄС були перерозподілені з урахуванням потенційної участі у них нових членів. Положення цього договору набрали чинності 1 лютого 2003 року.

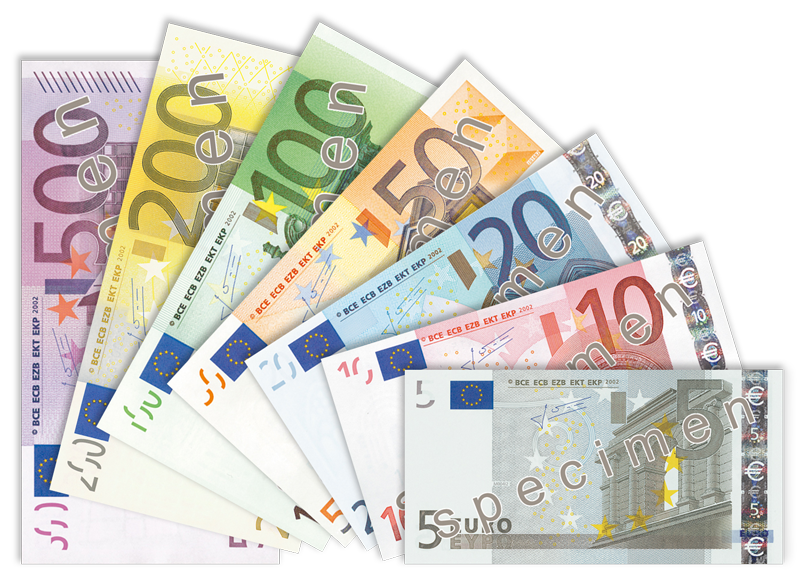
Банкноти Євро. З часу запровадження у 2002 році, валютою стало користуватися 19 країн.

1 січня 2002 року до готівкового обігу була введена єдина грошова одиниця ЄС — євро, що стало етапом переходу до формування економічного та валютного союзу ЄС — найвищого етапу інтеграції. Станом на 2017 рік, євро перебуває в обігу на території 19 країн-членів ЄС. Сполучене Королівство та Данія вирішили відмовитися від введення євро на своїй території, усі інші країни раніше чи пізніше зобов'язані приєднатися до Єврозони.
1 травня 2004 року відбулося найбільше за усю історію розширення Європейського Союзу. Новими членами стали одразу десять країн: Естонія, Кіпр, Латвія, Литва, Мальта, Польща, Словаччина, Словенія, Угорщина та Чехія.
17—18 червня 2004 року на Саміті ЄС у Брюсселі було схвалено текст Європейської конституції. 29 жовтня 2004 року Угоду про Європейську конституцію було підписано главами держав та урядів 25 країн-членів ЄС у Римі. Конституція ЄС складається з чотирьох розділів, у яких відображено головні цілі, завдання та функції ЄС, організаційна структура та процедура прийняття рішень, права і обов'язки всіх європейських органів управління, а також напрямки діяльності організації. 29 травня і 1 червня 2005 року населення Франції та Нідерландів голосує проти Конституційного договору. Негативні рішення референдумів спричинили паузу у прийнятті Європейської конституції.
У жовтні 2005 року ЄС починає переговори про вступ із Туреччиною та Хорватією. 1 січня 2007 року до Європейського Союзу приймають Болгарію і Румунію. Європейський Союз налічує 27 членів.

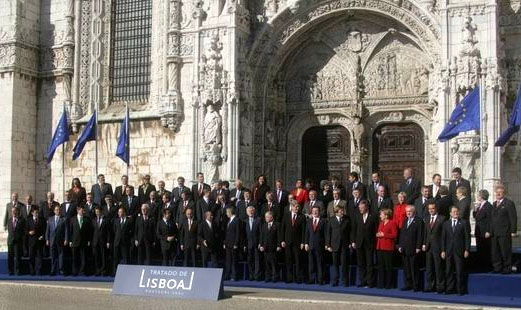
Підписанти Лісабонської угоди, 13 грудня 2007. Лісабонська угода внесла деякі нововведення в основоположний Договір про Європейський Союз

У грудні 2007 року глави держав і урядів ЄС підписали Лісабонський договір про реформу Європейського Союзу (набув чинності 1 грудня 2009 року). Він поставив ЄС на нову договірну основу і зробив його демократичнішим, прозорішим і ефективнішим. Прийняття рішень ЄС було полегшено за рахунок того, що в багатьох випадках відпала потреба в одностайному голосуванні. Рішення, що приймаються кваліфікованою більшістю, поширюються тепер на багато інших сфер. Починаючи з 2014 року, для прийняття рішень Ради ЄС принципово необхідна «подвійна більшість». Відповідно до цього, для прийняття рішення Європейського Союзу у Раді міністрів потрібна більшість у 55 % країн-членів, що налічують 65 % населення (перехідне положення до 2017 року). Крім того, з'явилася посада «Голови Європейської Ради» та «Високого представника Євросоюзу з питань політики безпеки й зовнішньої політики», який відповідає за зовнішні відносини євроспільноти. Також Лісабонський договір зробив Хартію основних прав Європейського Союзу юридично обов'язковими для держав-членів.
У 2012 році Європейський Союз отримав Нобелівську премію миру «За внесок впродовж більше шести десятиліть у просування миру і примирення, демократії та прав людини у Європі».
1 липня 2013 року 28-м членом ЄС стала Хорватія.
З початку 2010-х років Європейський Союз переживає ряд випробувальних факторів, серед яких боргова криза в деяких країнах Єврозони, зростаюча міграція з близькосхідних країн та вихід Сполученого Королівства з ЄС. 2018 року було оголошено про завершення боргової кризи в Єврозоні та зменшення обсягів нелегальної міграції у більш ніж два рази (відносно піку в 2015-му). Вихід Сполученого Королівства з ЄС був запланований на 29 березня 2019 року, пізніше відкладений на 31 жовтня 2019-го, потім на 31 січня 2020 року.

### Хронологія формування
| Підписаний Діє з Документ      | 1948 Брюссельський договір                                         | 1951 1952 Паризький договір                                                       | 1954 1955 Поправки до Брюссельського договору                                     | 1957 1958 Римські договори                                                        | 1965 1967 Договір злиття                        | 1975 Н/Д Висновки Європейської ради             | 1985 Шенгенська угода                         | 1986 1987 Єдиний європейський акт             | 1992 1993 Маастрихтський договір              | 1992 1993 Маастрихтський договір | 1997 1999 Амстердамський договір | 2001 2003 Ніццький договір | 2007 2009 Лісабонська угода | 2007 2009 Лісабонська угода |  |  |  |  |  |  |  |
|                                |                                                                    |                                                                                   |                                                                                   |                                                                                   |                                                 |                                                 |                                               |                                               |                                               |                                  |                                  |                            |                             |                             |  |  |  |  |  |  |  |
| Підвалини Європейського Союзу: |                                                                    |                                                                                   |                                                                                   |                                                                                   |                                                 |                                                 |                                               |                                               |                                               |                                  |                                  |                            |                             |                             |  |  |  |  |  |  |  |
| Європейські спільноти          |                                                                    |                                                                                   |                                                                                   |                                                                                   |                                                 |                                                 |                                               |                                               |                                               |                                  |                                  |                            |                             |                             |  |  |  |  |  |  |  |
|                                | Європейська спільнота з атомної енергії (Євратом)                  |                                                                                   |                                                                                   |                                                                                   |                                                 |                                                 |                                               |                                               |                                               |                                  |                                  |                            |                             |                             |  |  |  |  |  |  |  |
|                                |                                                                    |                                                                                   | Європейська спільнота з вугілля та сталі (ЄСВС)                                   | Європейська спільнота з вугілля та сталі (ЄСВС)                                   | Європейська спільнота з вугілля та сталі (ЄСВС) | Європейська спільнота з вугілля та сталі (ЄСВС) | Термін дії договору минув у 2002 р.           | Термін дії договору минув у 2002 р.           | Термін дії договору минув у 2002 р.           |                                  | Європейський Союз (ЄС)           | Європейський Союз (ЄС)     |                             |                             |  |  |  |  |  |  |  |
|                                |                                                                    |                                                                                   | Європейська економічна спільнота (ЄЕС)                                            |                                                                                   |                                                 |                                                 |                                               |                                               |                                               |                                  | Європейський Союз (ЄС)           | Європейський Союз (ЄС)     |                             |                             |  |  |  |  |  |  |  |
|                                |                                                                    |                                                                                   |                                                                                   | Шенгенська угода                                                                  |                                                 |                                                 | Європейська спільнота (ЄС)                    | Європейська спільнота (ЄС)                    |                                               |                                  | Європейський Союз (ЄС)           | Європейський Союз (ЄС)     |                             |                             |  |  |  |  |  |  |  |
|                                |                                                                    | Співробітництво TREVI (тероризм, радикалізм, екстремізм та міжнародне насильство) | Співробітництво TREVI (тероризм, радикалізм, екстремізм та міжнародне насильство) | Співробітництво TREVI (тероризм, радикалізм, екстремізм та міжнародне насильство) | Правосуддя та внутрішні справи                  |                                                 | Європейська спільнота (ЄС)                    | Європейська спільнота (ЄС)                    |                                               |                                  | Європейський Союз (ЄС)           | Європейський Союз (ЄС)     |                             |                             |  |  |  |  |  |  |  |
|                                | Співробітництво між поліцією та правосуддям у кримінальних справах | Співробітництво TREVI (тероризм, радикалізм, екстремізм та міжнародне насильство) | Співробітництво TREVI (тероризм, радикалізм, екстремізм та міжнародне насильство) | Співробітництво TREVI (тероризм, радикалізм, екстремізм та міжнародне насильство) | Правосуддя та внутрішні справи                  |                                                 |                                               |                                               |                                               |                                  | Європейський Союз (ЄС)           | Європейський Союз (ЄС)     |                             |                             |  |  |  |  |  |  |  |
|                                |                                                                    |                                                                                   |                                                                                   |                                                                                   | Європейська політична співпраця                 | Спільна зовнішня та безпекова політика (СЗБП)   | Спільна зовнішня та безпекова політика (СЗБП) | Спільна зовнішня та безпекова політика (СЗБП) | Спільна зовнішня та безпекова політика (СЗБП) |                                  | Європейський Союз (ЄС)           | Європейський Союз (ЄС)     |                             |                             |  |  |  |  |  |  |  |
| Неконсолідовані органи         | Неконсолідовані органи                                             | Західноєвропейський союз (ЗЄС)                                                    | Західноєвропейський союз (ЗЄС)                                                    | Західноєвропейський союз (ЗЄС)                                                    | Західноєвропейський союз (ЗЄС)                  | Західноєвропейський союз (ЗЄС)                  | Західноєвропейський союз (ЗЄС)                |                                               |                                               |                                  |                                  | Європейський Союз (ЄС)     |                             |                             |  |  |  |  |  |  |  |
| Неконсолідовані органи         | Неконсолідовані органи                                             | Західноєвропейський союз (ЗЄС)                                                    | Західноєвропейський союз (ЗЄС)                                                    | Західноєвропейський союз (ЗЄС)                                                    | Західноєвропейський союз (ЗЄС)                  | Західноєвропейський союз (ЗЄС)                  | Західноєвропейський союз (ЗЄС)                | Припинив існування у 2011 р.                  |                                               |                                  |                                  |                            |                             |                             |  |  |  |  |  |  |  |
|                                |                                                                    |                                                                                   |                                                                                   |                                                                                   |                                                 |                                                 |                                               |                                               |                                               |                                  |                                  |                            |                             |                             |  |  |  |  |  |  |  |

### Хронологія розширення

Анімація розширення ЄС, з 1957 по 2020 рр.

| Рік  | Країна                                                                     | Загальна кількість членів |
| ---- | -------------------------------------------------------------------------- | ------------------------- |
| 1957 | Бельгія Італія Люксембург Нідерланди Франція ФРН                           | 6                         |
| 1973 | Велика Британія Данія Ірландія                                             | 9                         |
| 1981 | Греція                                                                     | 10                        |
| 1985 | Гренландія (автономна територія Данії) вийшла з Союзу                      | 10                        |
| 1986 | Іспанія Португалія                                                         | 12                        |
| 1990 | Возз'єднання Німеччини                                                     | 12                        |
| 1995 | Австрія Фінляндія Швеція                                                   | 15                        |
| 2004 | Естонія Кіпр Латвія Литва Мальта Польща Словаччина Словенія Угорщина Чехія | 25                        |
| 2007 | Болгарія Румунія                                                           | 27                        |
| 2013 | Хорватія                                                                   | 28                        |
| 2020 | Велика Британія вийшла з Союзу                                             | 27                        |

## Демографія

### Населення
Станом на 1 січня 2020 року, населення Європейського Союзу становило близько 447 млн чоловік (5,8 % населення світу). 2015 року в ЄС-28 народилося 5,1 мільйона дітей, що відповідає 10 народжуваності на 1000, що на 8 народжень нижче середнього світового показника. Для порівняння: коефіцієнт народжуваності в ЄС-28 становив 10,6 у 2000 році, 12,8 у 1985 році та 16,3 у 1970 році. Темп приросту її населення був позитивним і становив 0,23 % у 2016 році.
У 2010 році 47,3 мільйона людей, які проживали в ЄС, народилися за межами країни проживання. Це відповідає 9,4 % від загальної кількості населення ЄС. З них 31,4 млн (6,3 %) народилися за межами ЄС, а 16,0 млн (3,2 %) — в іншій країні-члени ЄС. Найбільша абсолютна кількість людей, народжених за межами ЄС, була в Німеччині (6,4 млн), Франції (5,1 млн), Сполученому Королівстві (4,7 млн), Іспанії (4,1 млн), Італії (3,2 млн) Та Нідерландах (1,4 млн)). 2017 року приблизно 825 000 людей набули громадянства держави-члени Європейського Союзу. Найбільшими групами були громадяни Марокко, Албанії, Індії, Туреччини та Пакистану. 2,4 млн іммігрантів з країн, що не входять до ЄС, увійшли до ЄС у 2017 році.

### Урбанізація
ЄС містить близько 40 міських районів із населенням понад мільйон. Найбільшою агломерацією в ЄС є Париж, за ними йдуть Мадрид, Барселона, Берлін, Рур, Рим та Мілан, усі з мегаполісом населення понад 4 мільйони.
ЄС також має численні поліцентричні урбанізовані регіони, як-от Рейн-Рур (Кельн, Дортмунд, Дюссельдорф та ін.), Рандстад (Амстердам, Роттердам, Гаага, Утрехт та ін.), Франкфурт-Рейн-Майн (Франкфурт, Вісбаден, Майнц та ін.), фламандський алмаз (Антверпен, Брюссель, Лювен, Гент та ін.) та верхньосілезький район (Катовиці, Острава та ін.).

### Мови
| Мова          | Рідні носії | Разом |
| ------------- | ----------- | ----- |
| Німецька      | 18 %        | 32 %  |
| Французька    | 13 %        | 26 %  |
| Італійська    | 12 %        | 16 %  |
| Іспанська     | 8 %         | 15 %  |
| Польська      | 8 %         | 9 %   |
| Румунська     | 5 %         | 5 %   |
| Нідерландська | 4 %         | 5 %   |
| Грецька       | 3 %         | 4 %   |
| Угорська      | 3 %         | 3 %   |
| Португальська | 2 %         | 3 %   |
| Чеська        | 2 %         | 3 %   |
| Шведська      | 2 %         | 3 %   |
| Болгарська    | 2 %         | 2 %   |
| Англійська    | 1 %         | 51 %  |
| Словацька     | 1 %         | 2 %   |
| Данська       | 1 %         | 1 %   |
| Фінська       | 1 %         | 1 %   |
| Литовська     | 1 %         | 1 %   |
| Хорватська    | 1 %         | 1 %   |
| Словенська    | <1 %        | <1 %  |
| Естонська     | <1 %        | <1 %  |
| Ірландська    | <1 %        | <1 %  |
| Латвійська    | <1 %        | <1 %  |
| Мальтійська   | <1 %        | <1 %  |

Європейський Союз має 24 офіційні мови: болгарська, хорватська, чеська, данська, голландська, англійська, естонська, фінська, французька, німецька, грецька, угорська, італійська, ірландська, латвійська, литовська, мальтійська, польська, португальська, румунська, словацька, словенська, іспанська та шведська. Важливі документи, як-от законодавство, перекладаються кожною офіційною мовою, і Європейський парламент забезпечує переклад документів та пленарних засідань.
22 січня 2021 року Уповноважений із захисту державної мови Тарас Кремінь заявив, що зараз Україна веде перемовини з європейською асоціацією мовних інституцій. У підсумку Київ зможе отримати асоційоване членство до кінця 2021 року. Це посилить українські позиції на міжнародній арені, а також сприятиме перспективному застосуванню української мови як обов'язкової в країнах ЄС.
Через велику кількість офіційних мов, більшість установ використовують лише декілька робочих мов. Європейська комісія веде свою внутрішню діяльність трьома процедурними мовами: англійською, французькою та німецькою. Так само Суд Європейського Союзу використовує французьку як робочу мову, тоді як Європейський центральний банк веде свою діяльність переважно англійською мовою.
Попри те, що мовна політика відповідає державам-членам, інституції ЄС сприяють розвитку багатомовності серед своїх громадян. 2012 року англійська мова була найпоширенішою мовою в ЄС, і її розуміли 51 % населення ЄС, враховуючи як носіїв мови, так й іноземців. Однак після виходу Сполученого Королівства з блоку на початку 2020 року відсоток населення ЄС, яке розмовляло англійською мовою як рідною, упало з 13 % до 1 %. Німецька мова є найпоширенішою рідною мовою (18 % населення ЄС), а другою за розумінням іноземною мовою є французька (13 % населення ЄС). Крім того, обидві є офіційними мовами кількох держав-членів ЄС. Більш як половина (56 %) громадян ЄС можуть брати участь у розмові не рідною мовою.
Загалом двадцять офіційних мов ЄС належать до індоєвропейської мовної сім'ї, представленої балто-слов'янською, італьською, германською, еллінською та кельтською гілками. Тільки чотири мови, а саме: угорська, фінська, естонська (усі три уральські) та мальтійська (семітська) — не є індоєвропейськими мовами Три офіційні алфавіти Європейського Союзу (кирилиця, латиниця та новогрецька) походять від архаїчних грецьких писемностей.
Люксембурзька (у Люксембурзі) та турецька (на Кіпрі) є єдиними двома національними мовами, які не є офіційними мовами ЄС. 26 лютого 2016 року було оприлюднено, що Кіпр просив зробити турецьку мову офіційною в ЄС, «жестом», який може допомогти у вирішенні поділу країни. Вже у 2004 році планувалося, що турецька мова стане офіційною, коли Кіпр возз'єднається.
Окрім 24 офіційних мов, існує близько 150 регіональних мов та мов меншин, якими говорять до 50 мільйонів людей. Каталонська, галісійська та баскська не є визнаними офіційними мовами Європейського Союзу, але мають офіційний статус в одній з держав-членів (Іспанія): отже, офіційні переклади договорів на них уносяться, і громадяни мають право листуватися з установами цими мовами. Європейська хартія регіональних мов або мов меншин, ратифікована більшістю держав ЄС, містить загальні вказівки, якими держави можуть керуватися для захисту своєї мовної спадщини. Європейський день мов проводиться щороку 26 вересня й спрямований на заохочення вивчення мови в Європі.

### Релігія
ЄС не має офіційного зв'язку з жодною релігією. Стаття 17 Договору про функціонування Європейського Союзу визнає «статус національного законодавства церков та релігійних об'єднань», а також статус «філософських та неконфесійних організацій».
У преамбулі Договору про Європейський Союз згадується про «культурну, релігійну та гуманістичну спадщину Європи». Дискусія щодо проєктів текстів Європейської конституції, а згодом і Лісабонського договору включала пропозиції згадати християнство чи Бога, або обох, у преамбулі тексту, але ця ідея зіткнулася із запереченням і була відмовлена.
Християни в Європейському Союзі розділені між прихильниками католицької церкви (як римського, так і східного обряду), численних протестантських конфесій (англіканців, лютеран та реформатів, що становлять основну частину цієї категорії) та Східної православної церкви. 2009 року в ЄС, за оцінками, жило 13 мільйонів мусульман, і за оцінками, єврейське населення перевищує мільйон. Інші світові релігії — буддизм, індуїзм та сикхізм також представлені серед населення ЄС.
Згідно з новими опитуваннями про релігійність у Європейському Союзі в 2015 році, проведеними Євробарометром, християнство є найбільшою релігією в Європейському Союзі, на нього припадає 71,6 % населення ЄС. Католики є найбільшою християнською групою, на них припадає 45,3 % населення ЄС, тоді як протестанти складають 11,1 %, східні православні — 9,6 %, а інші християни — 5,6 %.
Опитування громадської думки Євростату Євробарометра показали у 2005 р., Що 52 % громадян ЄС вірили в бога, 27 % у «якийсь дух або життєву силу», а 18 % не мали жодної форми віри. За останні роки багато країн зазнали падіння відвідуваності церкви та членства. Країнами, де найменше людей повідомили про релігійну віру, були Естонія (16 %) та Чехія (19 %). Найрелігійнішими країнами були Мальта (95 %, переважно католицька), а також Кіпр і Румунія (обидві переважно православні), кожна з яких приблизно 90 % громадян сповідувала віру у свого відповідного бога. В усіх країнах ЄС віра була вищою серед жінок, людей похилого віку, тих, хто має релігійне виховання, тих, хто залишив школу в 15 чи 16 років, і тих, хто «позиціонує себе праворуч від політичної шкали».

## Країни-члени

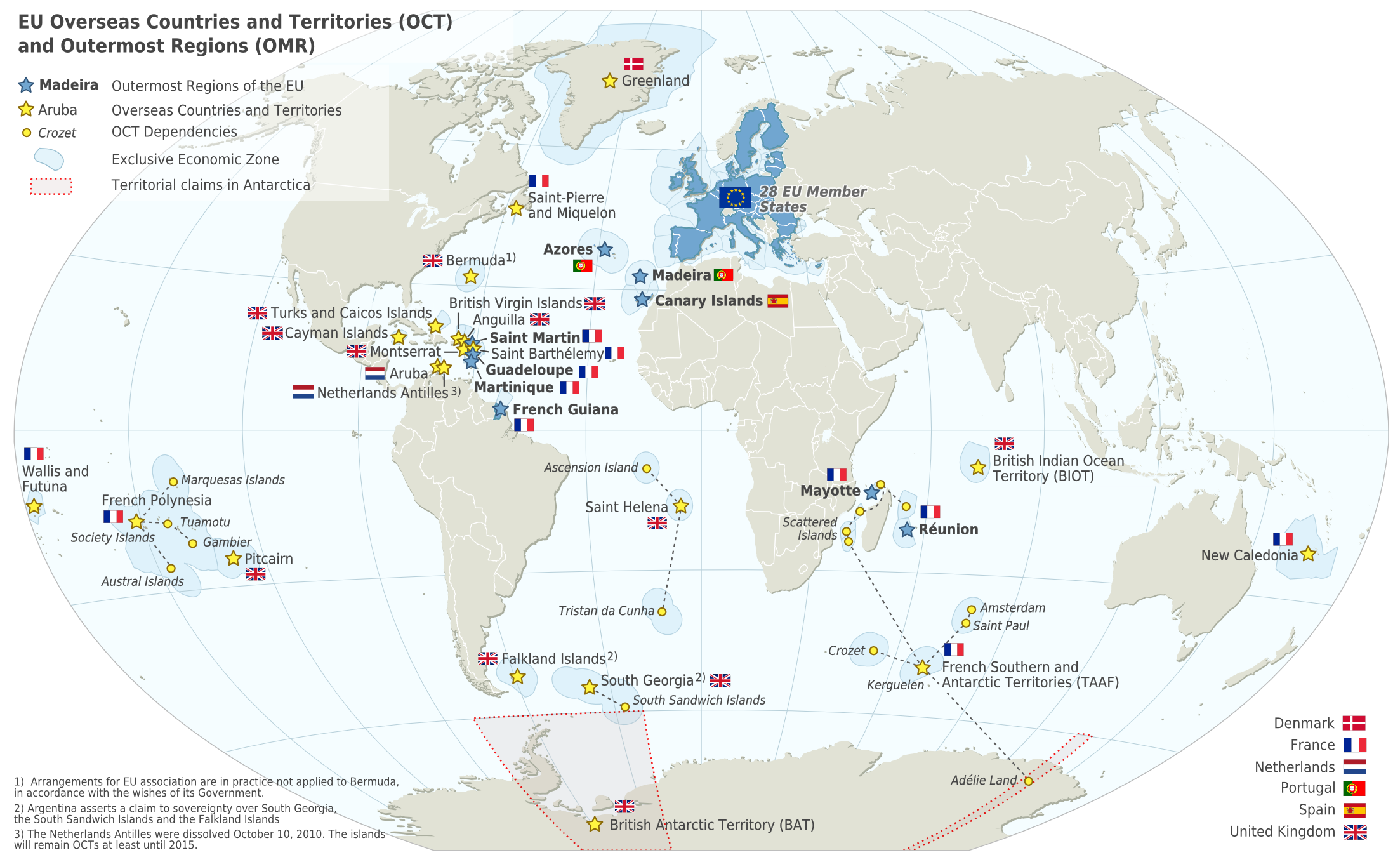
Мапа Європейського Союзу із заморськими територіями

| Континентальна частина Європейського Союзу |
| --- |
| Ірландія Франція Нідерланди Німеччина Данія Польща Литва Латвія Естонія Фінляндія Швеція Чехія Австрія Угорщина Румунія Болгарія Греція Словаччина Словенія Хорватія Італія Бельгія Люксембург Португалія Іспанія Мальта Кіпр |

| Українська назва | Оригінальна назва                   | Скорочення ISO 3166-1 | Форма правління          | Столиця    | Населення  | Площа, км2 |
| ---------------- | ----------------------------------- | --------------------- | ------------------------ | ---------- | ---------- | ---------- |
| Австрія          | Österreich                          | AT                    | Парламентська республіка | Відень     | 8 794 267  | 83 879     |
| Бельгія          | België / Belgique / Belgien         | BE                    | Парламентська монархія   | Брюссель   | 11 303 528 | 30 528     |
| Болгарія         | България                            | BG                    | Парламентська республіка | Софія      | 7 101 859  | 110 994    |
| Греція           | Ελλάδα                              | GR                    | Парламентська республіка | Афіни      | 11 183 716 | 131 957    |
| Данія            | Danmark                             | DK                    | Парламентська монархія   | Копенгаген | 5 748 769  | 42 931     |
| Естонія          | Eesti                               | EE                    | Парламентська республіка | Таллінн    | 1 315 635  | 45 336     |
| Ірландія         | Éire / Ireland                      | IE                    | Парламентська республіка | Дублін     | 4 761 865  | 70 273     |
| Іспанія          | España                              | ES                    | Парламентська монархія   | Мадрид     | 46 351 321 | 505 990    |
| Італія           | Italia                              | IT                    | Парламентська республіка | Рим        | 60 589 445 | 301 338    |
| Кіпр             | Κύπρος / Kıbrıs                     | CY                    | Президентська республіка | Нікосія    | 1 170 125  | 9251       |
| Латвія           | Latvija                             | LV                    | Парламентська республіка | Рига       | 1 953 500  | 64 589     |
| Литва            | Lietuva                             | LT                    | Змішана республіка       | Вільнюс    | 2 821 674  | 65 300     |
| Люксембург       | Lëtzebuerg / Luxemburg / Luxembourg | LU                    | Парламентська монархія   | Люксембург | 590 667    | 2586       |
| Мальта           | Malta                               | MT                    | Парламентська республіка | Валлетта   | 445 426    | 316        |
| Нідерланди       | Nederland                           | NL                    | Парламентська монархія   | Амстердам  | 17 170 000 | 41 543     |
| Німеччина        | Deutschland                         | DE                    | Парламентська республіка | Берлін     | 82 349 400 | 357 168    |
| Польща           | Polska                              | PL                    | Парламентська республіка | Варшава    | 38 422 346 | 312 679    |
| Португалія       | Portugal                            | PT                    | Змішана республіка       | Лісабон    | 10 309 573 | 92 212     |
| Румунія          | România                             | RO                    | Змішана республіка       | Бухарест   | 19 638 000 | 238 397    |
| Словаччина       | Slovensko                           | SK                    | Парламентська республіка | Братислава | 5 435 343  | 49 035     |
| Словенія         | Slovenija                           | SI                    | Парламентська республіка | Любляна    | 2 065 895  | 20 273     |
| Угорщина         | Magyarország                        | HU                    | Парламентська республіка | Будапешт   | 9 797 561  | 93 030     |
| Фінляндія        | Suomi / Finland                     | FI                    | Парламентська республіка | Гельсінкі  | 5 509 717  | 338 424    |
| Франція          | France                              | FR                    | Змішана республіка       | Париж      | 67 158 000 | 640 679    |
| Хорватія         | Hrvatska                            | HR                    | Парламентська республіка | Загреб     | 4 154 200  | 56 594     |
| Чехія            | Česko                               | CZ                    | Парламентська республіка | Прага      | 10 610 947 | 78 866     |
| Швеція           | Sverige                             | SE                    | Парламентська монархія   | Стокгольм  | 10 065 389 | 450 295    |

Для вступу до Євросоюзу країна-кандидат повинна відповідати Копенгагенським критеріям. Копенгагенські критерії — критерії вступу країн у Європейський Союз, які були прийняті в червні 1993 року на засіданні Європейська рада в Копенгагені і підтверджені в грудні 1995 року на засіданні Європейської Ради в Мадриді. Критерії вимагають, щоб у державі дотримувалися демократичні принципи, принципи свободи і пошани прав людини, а також принципи верховенства права. Також у країні має бути конкурентоздатна ринкова економіка і повинні визнаватися загальні правила і стандарти ЄС, включаючи прихильність цілям політичного, економічного і валютного союзу. Оцінку виконання цих критеріїв, країною, ставить Європейська рада.

### Адміністративно-територіальний поділ
Адміністративно-територіальний поділ держав-членів на рівні ЄС ґрунтується на регламенті про номенклатуру територіальних одиниць для статистики (NUTS), стандарті геокодування для статистичних цілей. Стандарт, прийнятий у 2003 році, розроблено та регулюється Європейським Союзом, і тому детально охоплює держави-члени ЄС. Номенклатура територіальних одиниць для статистики має важливе значення для структурних фондів Європейського Союзу та механізмів Фонду згуртованости, а також для визначення місця доставки товарів і послуг, які підлягають європейському законодавству про державні закупівлі.
|        |
| NUTS 1 |

|        |
| NUTS 2 |

|        |
| NUTS 3 |

### Шенгенська зона

Держави-члени
Кандидати: Албанія, Боснія і Герцеговина, Грузія, Молдова, Північна Македонія, Сербія, Туреччина, Україна та Чорногорія
Потенційні кандидатки, які подали заявку на членство: Косово (частково визнана)
Держава, яка вийшла з ЄС: Сполучене Королівство
Держави, які не є державами-членами, але мають угоди з союзом, такі як ЄЕЗ та Шенгенська угода: Ісландія, Ліхтенштейн, Норвегія та Швейцарія

Шенгенська зона – це територія, до складу якої входять 29 європейських держав, які офіційно скасували всі види паспортного та інших видів прикордонного контролю на своїх взаємних кордонах. Будучи елементом ширшого простору свободи, безпеки та юстиції ЄС, вона здебільшого функціонує як єдина юрисдикція в рамках спільної візової політики для міжнародних поїздок. Територія названа на честь Шенгенської угоди 1985 року та Шенгенської конвенції 1990 року, обидві підписані в Шенгені, Люксембург. З 27 країн-членів ЄС 25 є членами Шенгенської зони. З членів ЄС, які не входять до Шенгенської зони, один — Кіпр — юридично зобов’язаний приєднатися до цієї зони в майбутньому; Ірландія зберігає право на неучасть та натомість проводить власну візову політику разом зі Сполученим Королівством. Чотири держави-члени Європейської асоціації вільної торгівлі (ЄАВТ), Ісландія, Ліхтенштейн, Норвегія та Швейцарія, не є членами ЄС, але підписали угоди про приєднання до Шенгенської угоди. Крім того, три європейські мікродержави – Монако, Сан-Марино та Ватикан – зберігають відкриті кордони для пасажирських перевезень зі своїми сусідами, і тому вважаються де-факто членами Шенгенської зони через практичну неможливість подорожувати до них або з них без транзиту через принаймні одну державу-член Шенгенської зони.

### Держави-кандидатки
Є дев'ять країн, які визнані кандидатками на членство: Албанія, Боснія і Герцеговина, Грузія, Молдова, Північна Македонія, Сербія, Туреччина, Україна та Чорногорія. Норвегія, Швейцарія та Ісландія раніше подавали заявки на членство, але згодом заморозили або відкликали їх. Крім того, Косово офіційно визнано потенційною кандидаткою і подало заявку на членство.

### Колишні члени
Стаття 50 Лісабонського договору передбачає підставу для виходу з ЄС. З Союзу вийшли дві території: Ґренландія (установча країна Королівства Данія) вийшла в 1985 році; Сполучене Королівство офіційно застосувало статтю 50 Консолідованого договору про Європейський Союз у 2017 році та стало єдиною суверенною державою, яка вийшла з ЄС у 2020 році.

## Географія

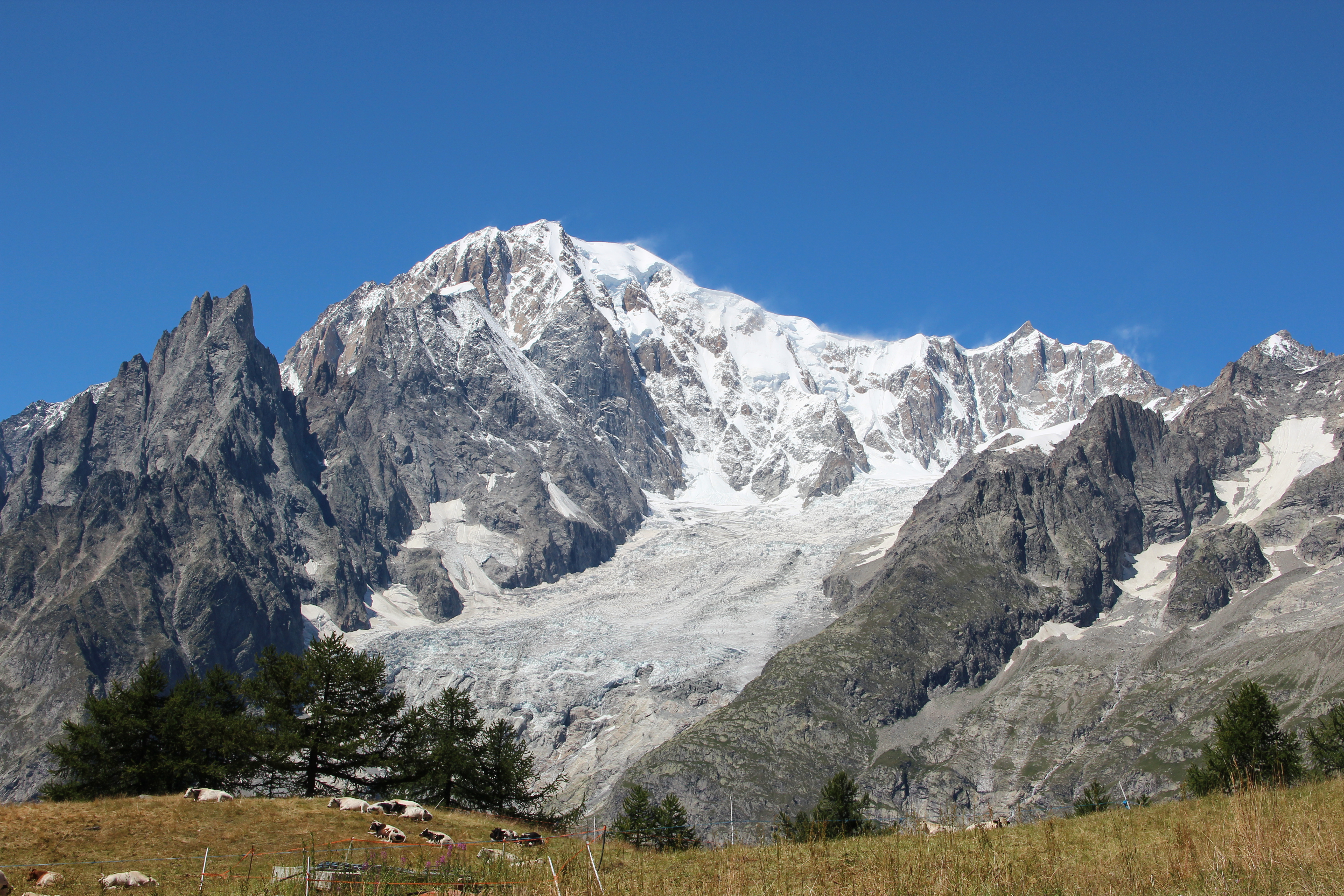
Монблан в Альпах, кордон Франції з Італією, є найвищою точкою в Європейському Союзі, 4 810 метрів.

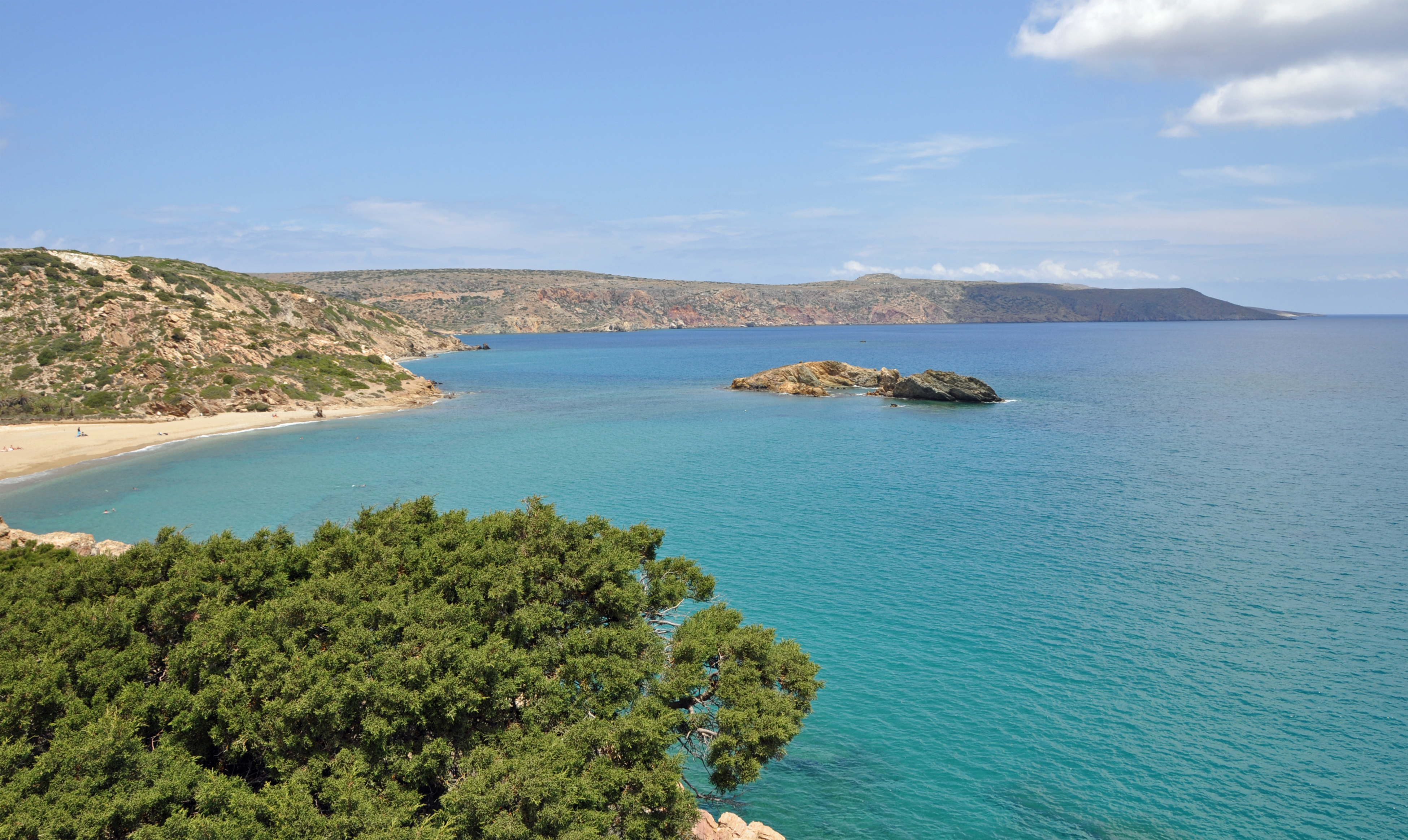
Узбережжя Греції (Середземномор'я)

Європейський Союз розташований на більшій частині Західної і Центральної Європи, що охоплює 4 423 147 км². Його європейська територія простягається з північного сходу Фінляндії до південного заходу Португалії та з північного заходу Ірландії до південного сходу Кіпру. Крім того, у склад входять багато заморських територій держав-членів ЄС.
Найвищою вершиною Європейського Союзу є гора Монблан в Альпах (4810 м), найнижчою — польдери Zuidplaspolder в Нідерландах та Lammefjorden в Данії (обидва на 7 метрів нижче рівня моря). Найдовша річка — Дунай (2 860 км). Берегова лінія є сильно помережана морями, затоками, півостровами і островами та за довжиною (65 993 км) є другою у світі (після Канади). Об'єднані держави-члени поділяють сухопутні кордони з дев'ятнадцятьма країнами, які межують із ЄС, загальною завдовжки 12 441 км, що є п'ятим кордоном у світі.
Включаючи зарубіжні території держав-членів, клімат варіюється від арктичного до тропічного. Більшість населення проживає в районах з середземноморським кліматом (Південна Європа), з морським кліматом (Західна Європа), або теплим літнім континентальним кліматом (Східна Європа).
Населення ЄС є високо урбанізованим, де близько 75 % населення (у 2020 році воно зросте до 90 % у семи державах) проживає у містах. Міста широко розкидані по всьому об'єднанні, а навколо Бенілюксу є найбільші скупчення. Зростаючий відсоток цього, пов'язаний із розширенням низької щільності міст. У деяких випадках зростання міст було пов'язано з притоком коштів ЄС до регіону.

### Довкілля

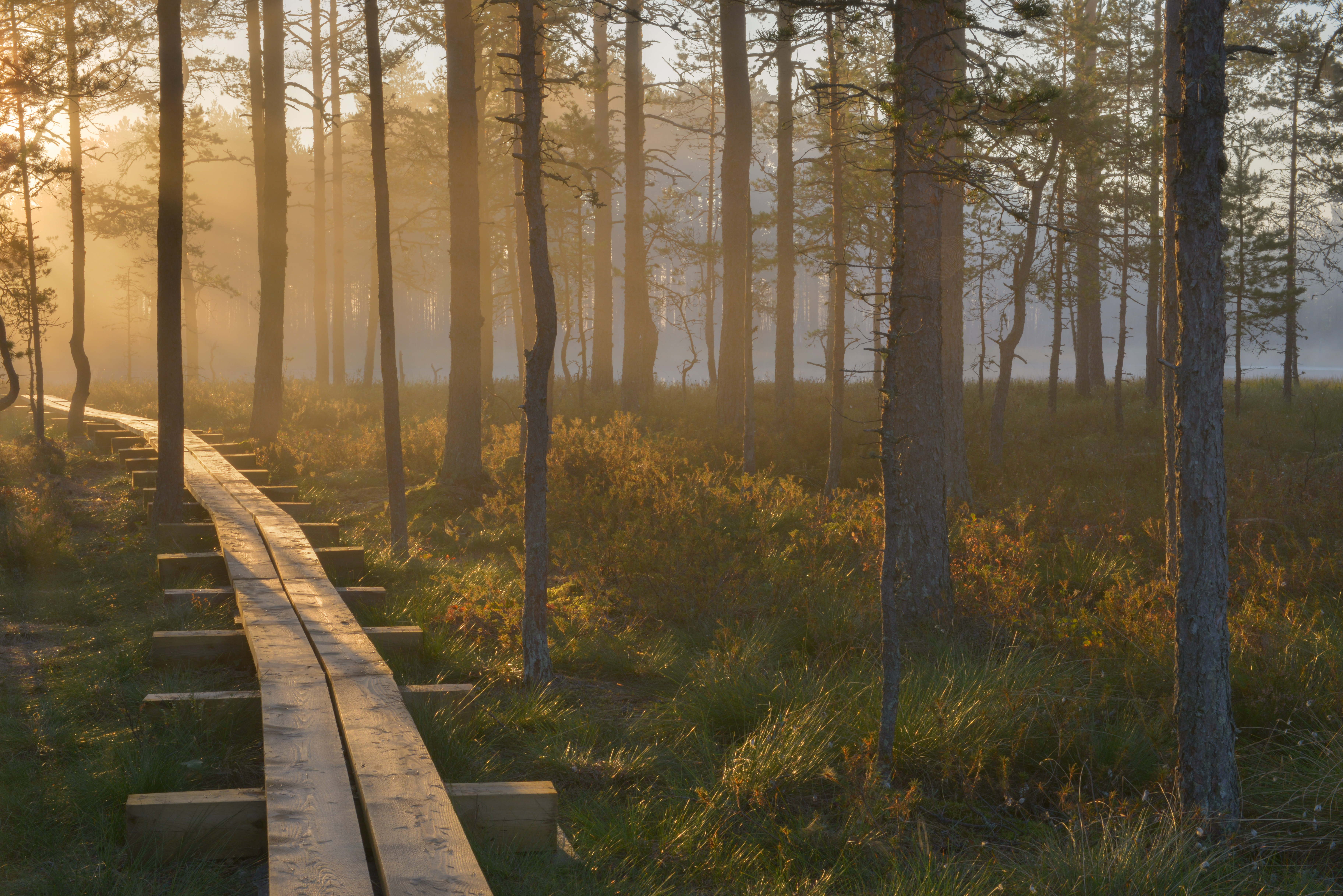
Національний парк Лахемаа в Естонії

У 1957 році, коли було засновано Європейський Союз, він не мав жодної екологічної доктрини або навіть екологічних законів. Сьогодні в ЄС є одні з найпрогресивніших екологічних політик у всьому світі, і екологічне законодавство об'єднання протягом останніх чотирьох десятиліть надзвичайно розвинулося. Європейське законодавство зараз поширюється на всі сфери охорони довкілля, як-от боротьба із забрудненням повітря, захист води, переробка відходів, охорона природи та контроль хімічного забруднення, розвиток біотехнологій та інше. Європейський інститут екологічної політики констатує, що в законодавстві ЄС, охорона довкілля охоплює понад 500 директив, нормативних актів та рішень. Екологічне законодавство стало центральним напрямом європейської політики.
Такі динамічні події є дивовижними, з урахуванням правових та інституційних умов, які існували в 1950-х та кінці 1960-х років. Працюючи без будь-яких законодавчих повноважень, європейські політики розширили здатність об'єднання діяти, визначивши екологічну політику як економічну проблему. Однак із плином часу екологічна політика ЄС виникла як формальна політична сфера, з її власними принципами та політичними процедурами. Правова база екологічної політики ЄС не була чітко визначена до введення в дію Єдиного європейського акту в 1987 році.
Спочатку екологічна політика Європейського Союзу була досить інтроспективною. Однак останнім часом ЄС продемонстрував посилене лідерство у глобальному екологічному управлінні. Прикладом цього є роль об'єднання в забезпеченні ратифікації та набрання чинності Кіотського протоколу перед лицем протидії Сполучених Штатів. Цей міжнародний аспект відображено у шостій Програмі дій ЄС щодо довкілля, яка визнає, що її стратегічні цілі можуть бути досягнуті лише в тому випадку, якщо буде активно підтримано і належним чином впроваджено низку важливих міжнародних природоохоронних угод. Набуття чинності Лісабонського договору ще більше посилив амбіції ЄС щодо екологічного лідерства на планеті.
Величезна кількість екологічного законодавства ЄС, яке існує на сьогоднішній день, відіграло важливу роль у поліпшенні середовища існування та захисту місцевих видів у Європі, а також у сприянні поліпшенню атмосферного повітря, якості води та переробку відходів. Проте значні виклики залишаються як для досягнення цілей та прагнень існуючих держав-членів, так і для створення нових цілей та дій, які сприятимуть подальшому покращенню довкілля та якості життя в Європі.

Одним із пріоритетів екологічної політики ЄС є боротьба зі зміною клімату. 2007 року держави-члени погодились, що ЄС має використовувати 20 % відновлюваних джерел енергії у майбутньому та зменшити викиди діоксиду вуглецю до 2020 року не менше ніж на 20 % у порівнянні з 1990 роком. Це передбачає заходи, згідно з якими до 2020 року 10 % від загального обсягу палива, який використовують автомобілі на території союзу, повинно надходити з відновлюваних джерел, як-от біопаливо. Це вважається одним із найамбітніших рухів у важливому індустріальному регіоні світу для боротьби зі зміною клімату.

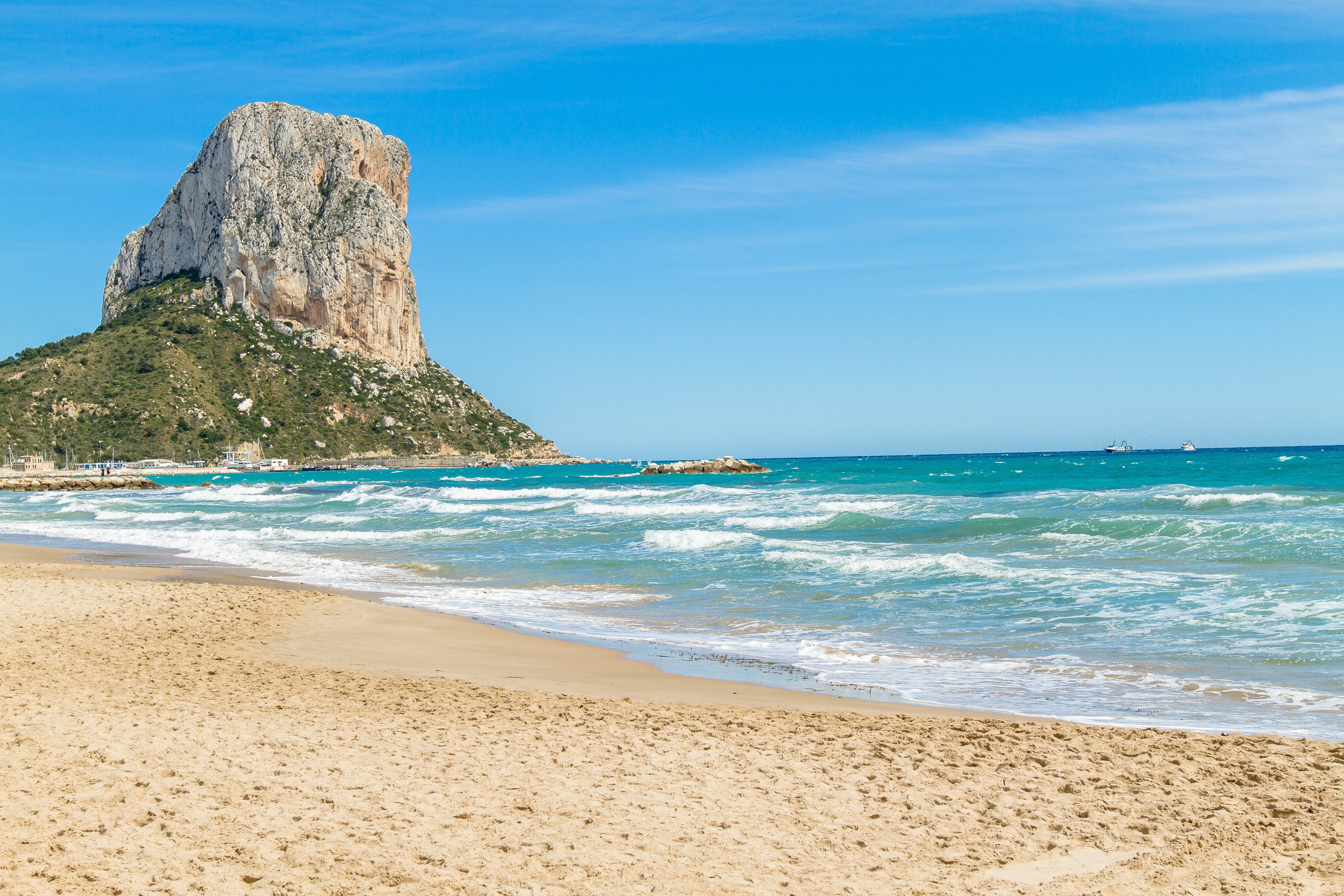
65 993 км узбережжя домінує в європейському кліматі (Природний парк Penyal d'Ifac, Іспанія).
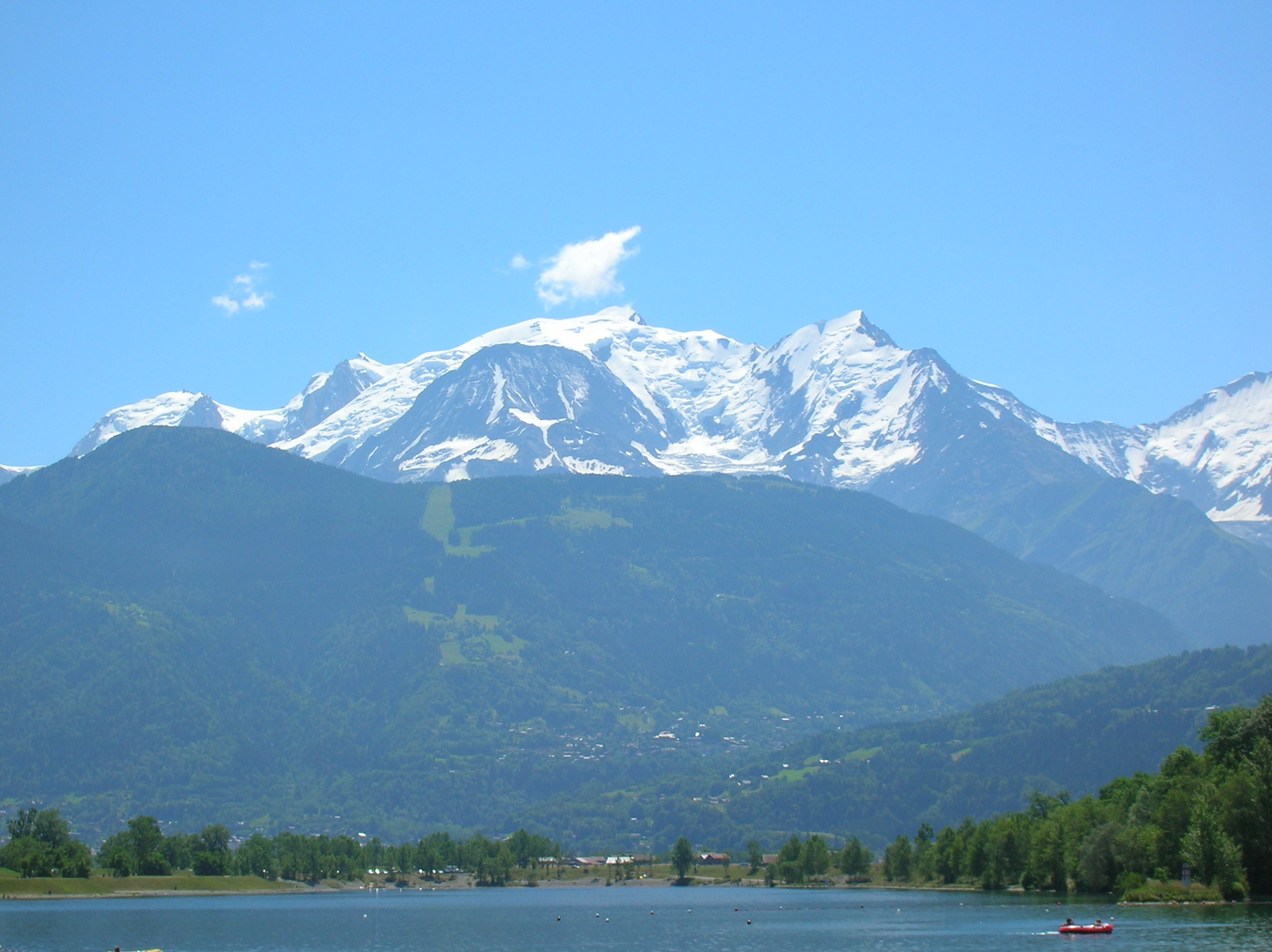
Монблан в Альпах — це найвища вершина ЄС.
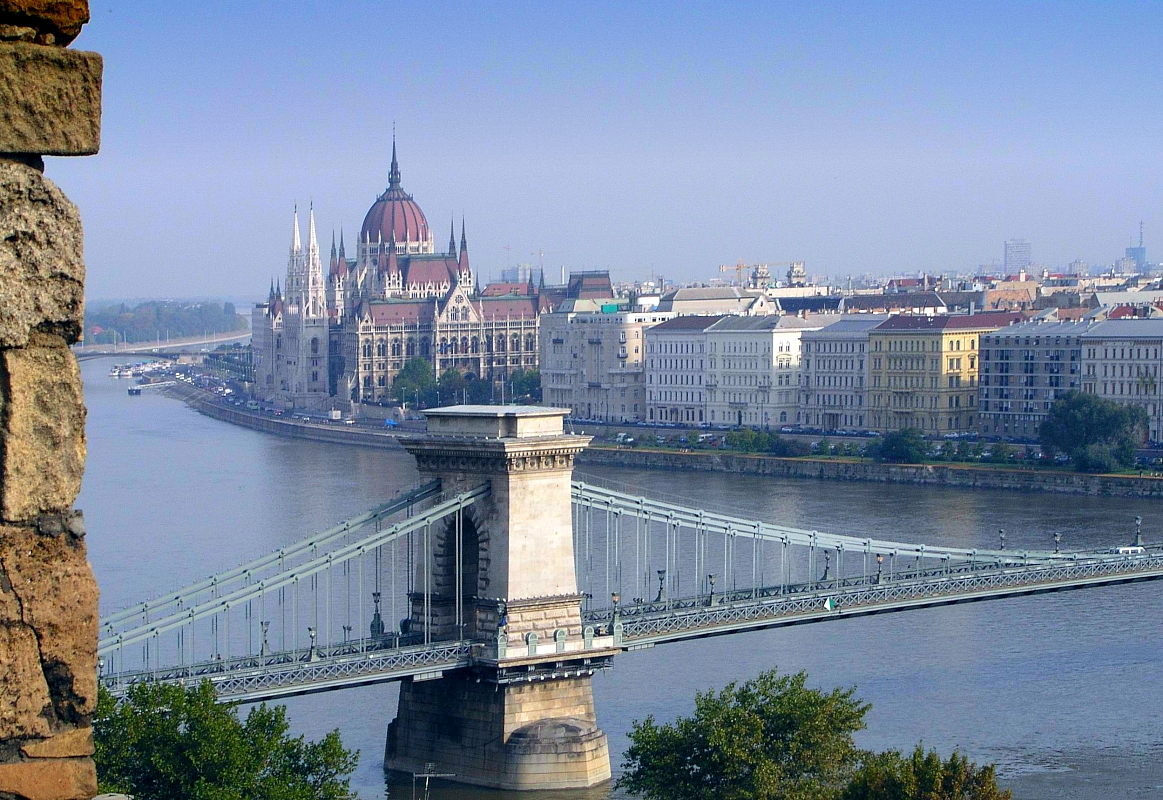
Дунай (на фото в Будапешті) — найдовша річка в Європейському Союзі.
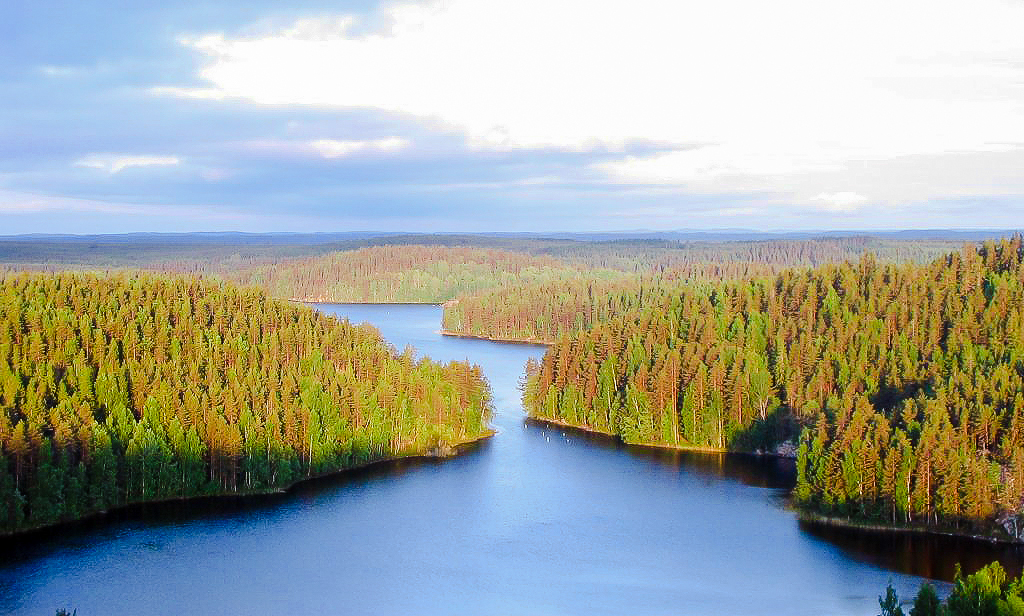
Національний парк Реповесі у Фінляндії, де є 187 888 озер площею понад 500 м2.
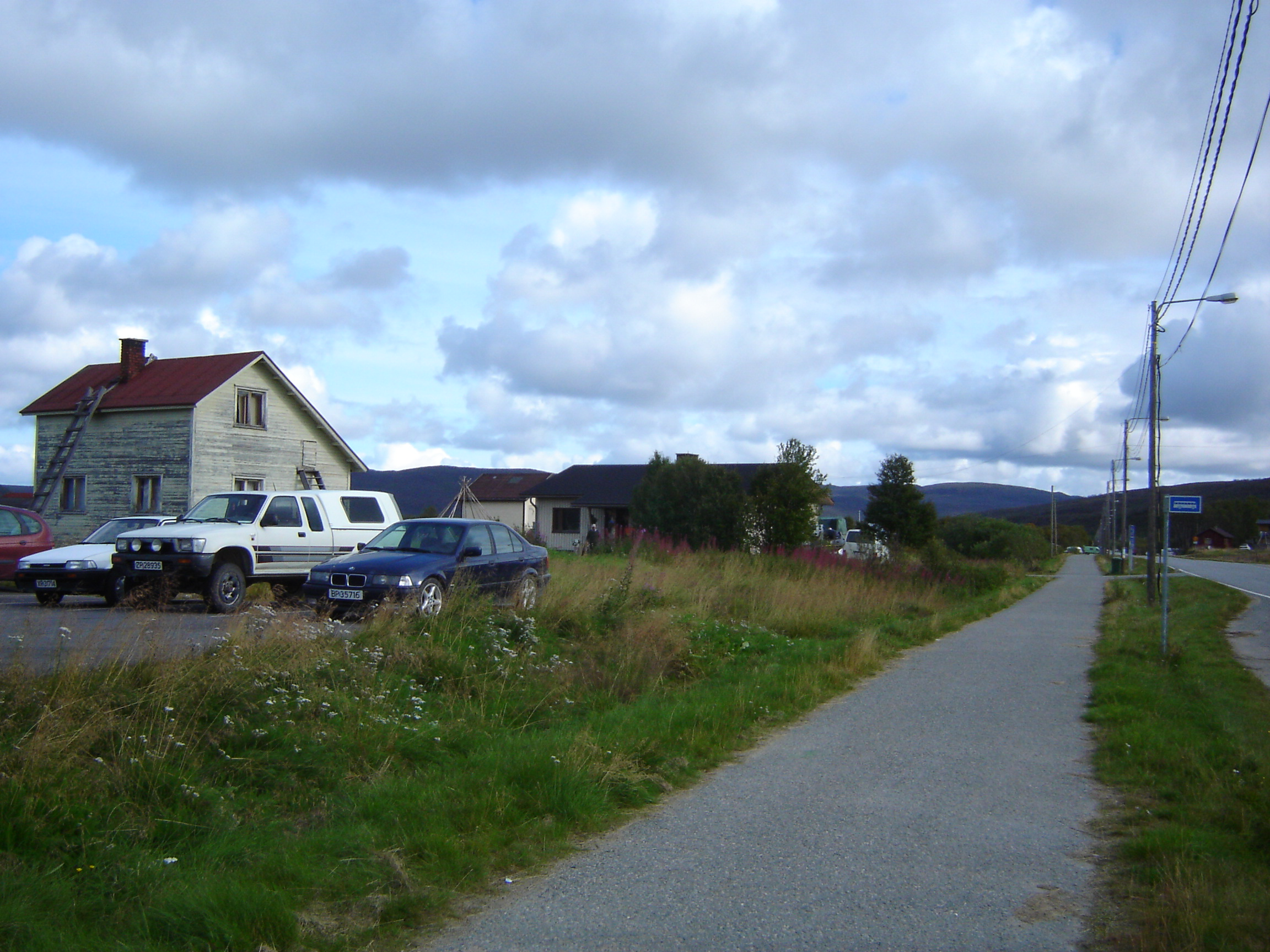
Нуоргам, село в муніципалітеті Утсьокі, є найпівнічнішою точкою Європейського Союзу.

## Політика

Органограма політичної системи з сімома установами Союзу синім кольором, національні/міждержавні елементи помаранчевим

Європейський Союз діє через гібридну систему наднаціонального та міжурядового прийняття рішень, і відповідно до принципів передачі (який говорить, що він повинен діяти лише в межах компетенції, наданої йому договорами) та субсидіарності (що говорить що вона повинна діяти лише там, де цілі не можуть бути достатньо досягнуті державами-членами, діючими самостійно). Закони, ухвалені інституціями ЄС, приймаються в різних формах. Взагалі їх можна поділити на дві групи: ті, які набувають чинності без необхідності національних заходів імплементації (регуляторів), і ті, які спеціально вимагають національних заходів імплементації (директиви).
Складність та багатогранність Європейського Союзу як наднаціонального об'єднання породжує необхідність створення потужної та розгалуженої системи управління та координації дій, для досягнення поставлених цілей Союзу. Країни-членів Європейського Союзу передають повноваження у вирішенні деяких питань незалежним інститутам, які представляють інтереси Союзу, його держав і громадян. Європейська Комісія захищає інтереси Союзу в цілому, кожен національний уряд представлений у Раді Міністрів (Раді), а члени Європейського Парламенту безпосередньо обираються громадянами ЄС. Таким чином, демократія і верховенство закону — наріжний камінь цієї структури.
Конституційно ЄС має певну схожість як із конфедерацією, так і з федерацією, але формально не визначив себе ні тим, ні іншим. (Він не має формальної конституції: його статус визначено Договором про Європейський Союз та Договором про функціонування Європейського Союзу). Вона є інтегрованішою, ніж традиційна конфедерація держав, оскільки загальний рівень уряду широко використовує голосування кваліфікованою більшістю при прийнятті деяких рішень серед держав-членів, а не покладаючись суто на одностайність. Вона менш інтегрована, ніж федеративна держава, оскільки вона не є державою самостійно: суверенітет продовжує витікати «знизу вгору», від кількох народів окремих держав-членів, а не від єдиного недиференційованого цілого. Це відображається в тому факті, що країни-члени залишаються «господарями договорів», зберігаючи контроль над розподілом компетенції союзу шляхом конституційних змін (зберігаючи таким чином так званий Kompetenz-kompetenz); у тому, що вони зберігають контроль над використанням збройної сили; вони зберігають контроль над оподаткуванням; і в тому, що вони зберігають право одностороннього виходу відповідно до статті 50 Договору про Європейський Союз. Крім того, принцип субсидіарності вимагає, щоб таким чином визначалися лише ті питання, які необхідно вирішувати колективно.
Європейський Союз має сім основних органів, що ухвалюють рішення, його інституції: Європейський парламент, Європейську раду, Раду Європейського Союзу, Європейську Комісію, Суд Європейського Союзу, Європейський центральний банк і Європейський суд авдиторів. Компетенція щодо вивчення та внесення змін до законодавства розподілена між Радою Європейського Союзу та Європейським парламентом, тоді як виконавчі завдання виконує Європейська комісія та в обмеженій якості Європейська Рада (не плутати з вищезгаданою Радою Європейського Союзу). Грошово-кредитну політику єврозони визначає Європейський центральний банк. Тлумачення та застосування законодавства ЄС та договорів забезпечується Судом Європейського Союзу. Бюджет ЄС ретельно перевіряє Європейський суд авдиторів. Існує також ряд допоміжних органів, які консультують ЄС або діють у певній сфері.
Політика ЄС загалом оприлюднюється директивами ЄС, які потім імплементуються у внутрішньому законодавстві його держав-членів, а також правилами ЄС, які негайно набувають чинності в усіх державах-членах. Лобіювання на рівні ЄС з боку груп особливих інтересів регулюється, щоб намагатися збалансувати прагнення приватних ініціатив із процесом прийняття рішень, що стосуються громадських інтересів.

### Інституції
| Європейська рада - Спрямовують і спонукають - | | Рада Європейського Союзу - Законодавча влада - | | Європейський парламент - Законодавча влада - |  | Європейська комісія - Виконавча влада - |  |  |
| Члени Європейської ради 2011 року | Кімната Ради ЄС | Європейський парламент | Будівля Європейської комісії |                                              |  |                                         |  |  |
| - зустріч на вищому рівні глав держав чи урядів, Голови Європейської Ради і Президента Європейської комісії - дає необхідний політичний стимул для розвитку Союзу і встановлює її загальні цілі та пріоритети - не відноситься до виконавчої влади - базується в Брюсселі | - діє спільно з Європарламентом як законодавчий орган - спільно з Європарламентом здійснює контроль над бюджетом - забезпечує координацію широкої економічної та соціальної політики і встановлює принципи Спільної зовнішньої та безпекової політики - укладає міжнародні угоди - базується в Брюсселі | - діє спільно з Радою ЄС як законодавчий орган - спільно з Радою ЄС здійснює контроль над бюджетом і остаточно затверджує його - здійснюють демократичний контроль над інституціями, включаючи Європейську комісію та затверджує членів Комісії - пленарні засідання проходять у Страсбурзі і Брюсселі | - є вищим органом виконавчої влади - надає пропозиції щодо нового законодавства до Європарламенту та Ради ЄС - реалізовує політику - розпоряджається бюджетом - забезпечує дотримання Європейського права - узгоджує міжнародні угоди - базується в Брюсселі |                                              |  |                                         |  |  |
| | | | |                                              |  |                                         |  |  |

| | Суд справедливості Європейського Союзу - Судова влада - |                                                                 | Європейський центральний банк - Центральний банк - |  | Європейський суд аудиторів - Фінансовий контроль - |  |
| Кімната Суду Справедливості ЄС | Європейський Центральний Банк | Будівля Європейського суду аудиторів                            |                                                    |  |                                                    |  |
| - забезпечує однакове застосування і тлумачення Європейського права - має право вирішувати правові спори між державами-членами, установами, підприємствами та приватними особами - базується у Люксембурзі | - спільно з національними центральними банками утворює Європейську систему центральних банків і тим самим визначає грошову політику єврозони - забезпечує цінову стабільність в єврозоні шляхом регулювання грошової маси - базується у Франкфурті-на-Майні | - перевіряє належне виконання бюджету - базується у Люксембурзі |                                                    |  |                                                    |  |

#### Європейська Рада
Європейська Рада дає політичне керівництво ЄС. Вона збирається щонайменше чотири рази на рік і складається з президента Європейської ради (зараз Шарль Мішель), президента Європейської комісії та одного представника від кожної країни-члени (або її глави держави, або глави уряду). У її засіданнях також бере участь високопоставлений представник Європейського Союзу з питань закордонних справ і політики безпеки (нині Жозеп Боррель). Деякі описують Європейську раду як «вищий політичний авторитет союзу». Вона бере активну участь у переговорах щодо змін договорів та визначає політичний порядок денний та стратегії ЄС.
Європейська Рада використовує свою лідерську роль для вирішення суперечок між державами-членами та установами, а також для вирішення політичних криз і розбіжностей щодо суперечливих питань і політики. Вона виступає ззовні як «колективний глава держави» та ратифікує важливі документи (наприклад, міжнародні угоди та договори).
Завданнями президента Європейської Ради є забезпечення зовнішнього представництва ЄС, досягнення консенсусу та вирішення розбіжностей між державами-членами як під час засідань Європейської Ради, так і в періоди між ними.
Європейську раду не слід плутати з Радою Європи, міжнародною організацією, незалежною від ЄС і розташованою в Страсбурзі.

#### Європейська комісія
Європейська комісія виступає одночасно як виконавчий орган ЄС, відповідальний за повсякденне функціонування ЄС, а також як законодавчий ініціатор, який має єдині повноваження пропонувати закони для обговорення. Комісія є «охоронцем договорів» і відповідає за їх ефективну роботу та охорону. Де-факто вона функціонує як кабінет міністрів, з 27 європейськими комісарами з різних сфер політики, по одному від кожної країни-члени, хоча комісари зобов'язані представляти інтереси ЄС у цілому, а не своєї країни.
Один із 27 є президентом Європейської комісії (зараз Урсула фон дер Ляєн на 2019—2024 роки), призначена Європейською радою за умови схвалення парламенту. Після президента найвизначнішим комісаром є верховний представник Союзу із закордонних справ і політики безпеки, який за посадою є віцепрезидентом Європейської комісії, а також обирається Європейською радою. Інші 26 комісарів згодом призначаються Радою Європейського Союзу за погодженням з призначеним президентом. 27 комісарів як єдиний орган підлягають затвердженню (або іншим чином) голосуванням Європейського парламенту.

#### Рада Європейського Союзу
Рада Європейського Союзу (також називається «Рада міністрів», її колишня назва) формує половину законодавчого органу ЄС. Він складається з представника від уряду кожної країни-члени і збирається в різному складі залежно від сфери політики, яка розглядається. Попри різну конфігурацію, він вважається одним тілом. Крім законодавчих функцій, члени ради також мають виконавчі обов'язки, як-от розробка спільної зовнішньої політики та політики безпеки та координація широкої економічної політики в Союзі. Головування в раді змінюється між державами-членами, кожна з яких займає його протягом шести місяців. З 1 липня 2022 року посаду займає Чехія.
У деяких політиках є кілька держав-членів, які об'єднуються зі стратегічними партнерами в союзі. Прикладами таких альянсів є Вишеградська група, Бенілюкс, Балтійська асамблея, Нова Ганзейська ліга, Веймарський трикутник, Люблінський трикутник, Європейська Медична група, Крайова група та Бухарестська дев'ятка.

#### Європейський Парламент

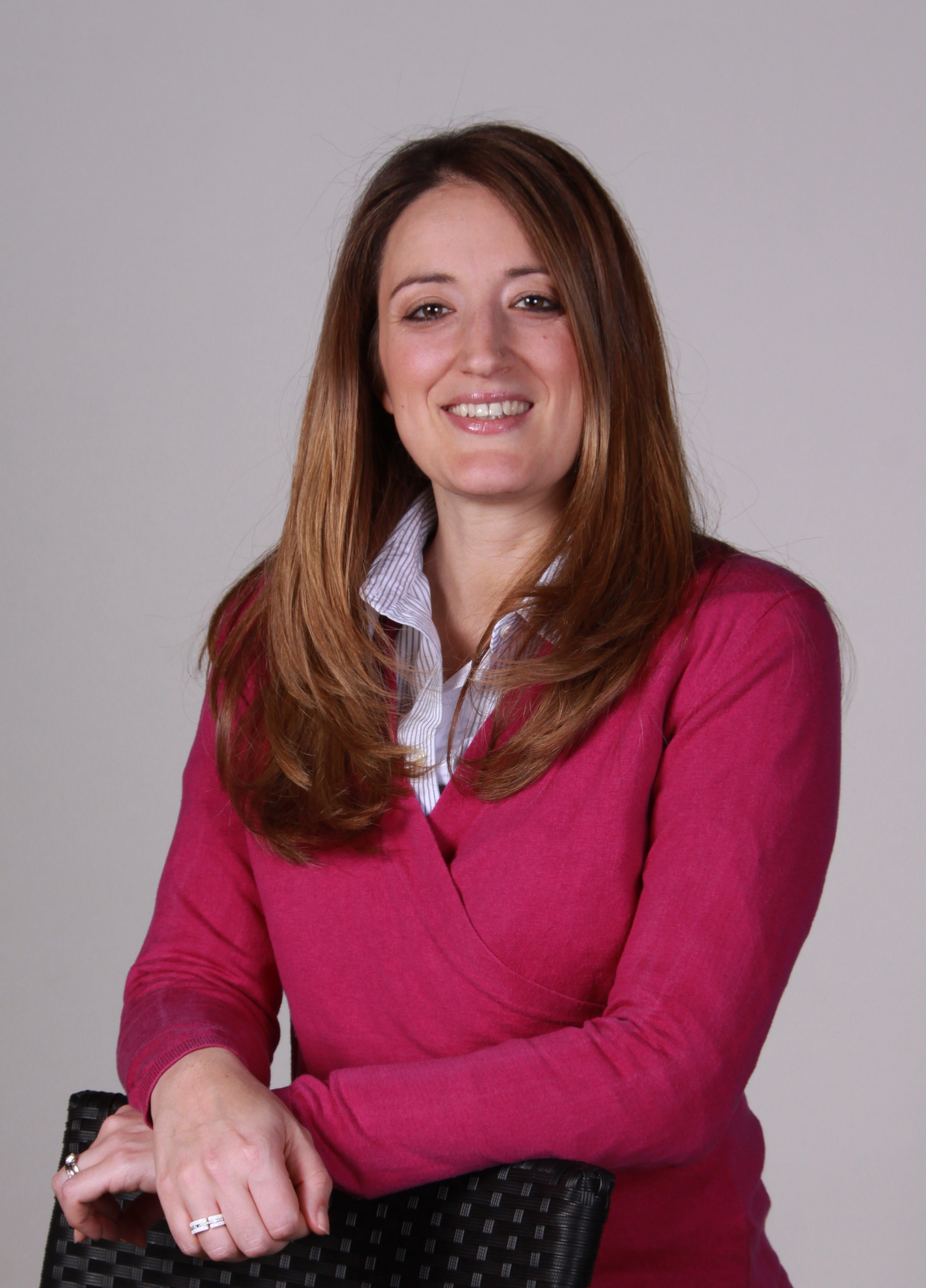
Роберта Мецола обіймає посаду голови Європейського парламенту

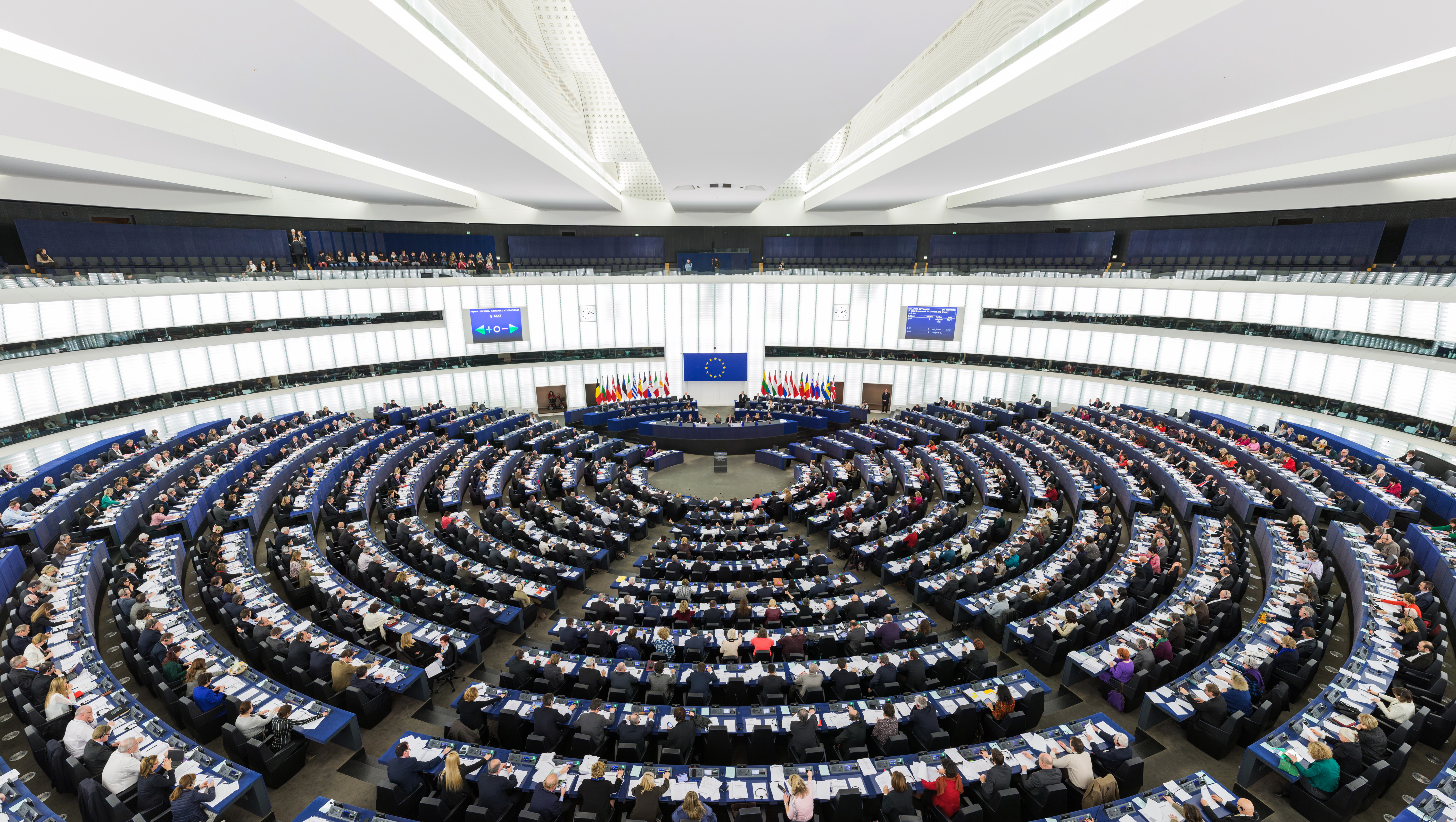
Європейський парламент представляє другий за величиною демократичний електорат у світі (після парламенту Індії)

Європейський парламент є одним із трьох законодавчих інституцій ЄС, якому разом із Радою Європейського Союзу доручено робити зміни та затверджувати пропозиції Європейської Комісії. 705 депутатів Європейського парламенту (ЄП) обираються громадянами ЄС кожні п'ять років на основі пропорційного представництва. Депутати Європарламенту обираються на національній основі, і вони засідають відповідно до політичних фракцій, а не за національністю. Кожна країна має певну кількість мандатів і поділена на субнаціональні виборчі округи, де це не впливає на пропорційний характер системи голосування.
У звичайній законодавчій процедурі Європейська комісія пропонує законопроєкт, який вимагає спільного схвалення Європейського парламенту та Ради Європейського Союзу. Цей процес стосується майже всіх сфер, включаючи бюджет ЄС. Парламент є останнім органом, який затверджує або відхиляє запропоноване членство в комісії, і може спробувати висунути недовіру комісії шляхом оскарження до Суду. Президент Європейського парламенту виконує роль спікера в парламенті та представляє його ззовні. Голова і віцеголова обираються депутатами Європарламенту кожні два з половиною роки.

### Фінансові структури

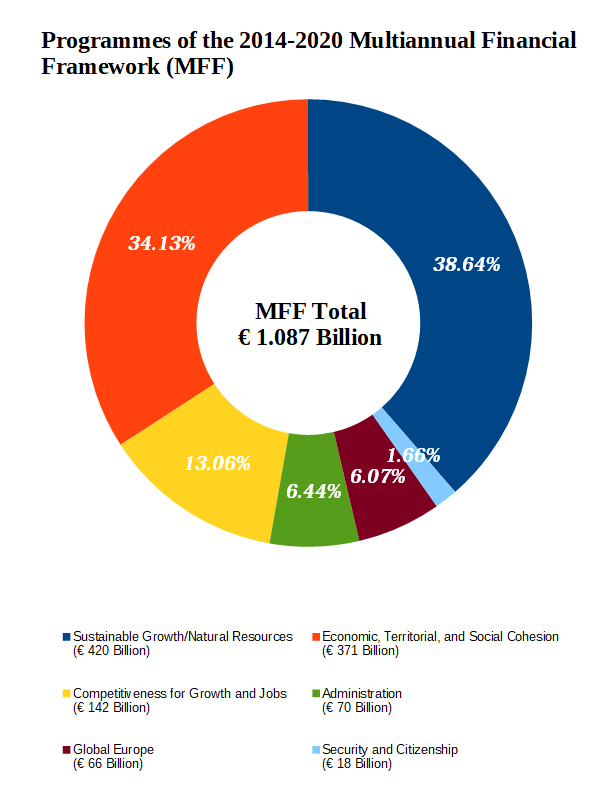
Багаторічна фінансова рамка Європейського Союзу на 2014—2020 роки

Європейський Союз мав узгоджений бюджет у розмірі €120.7 мільярда на 2007 рік і €864.3 мільярда на період 2007—2013 років, що становить 1,10 і 1,05 % прогнозу ВНД ЄС-27 на відповідні періоди. 1960 року бюджет тодішнього Європейського економічного співтовариства становив 0,03 % ВВП.
У бюджеті на 2010 рік у розмірі €141.5 мільярда найбільшою окремою статтею видатків була «згуртованість та конкурентоспроможність» — близько 45 % загального бюджету. Далі було «сільське господарство» з приблизно 31 % від загальної кількості. «Розвиток сільських районів, навколишнє середовище та рибальство» займає близько 11 %. «Адміністрація» займає близько 6 %. «ЄС як глобальний партнер» і «громадянство, свобода, безпека і справедливість» мали приблизно 6 і 1 % відповідно.
Європейський суд авдиторів за законом зобов'язаний надати парламенту та раді (зокрема Раді з економічних і фінансових питань) «заяву про впевненість щодо достовірности рахунків, а також законности та правильности основних операцій». Суд також дає висновки та пропозиції щодо фінансового законодавства та заходів боротьби з шахрайством. Парламент використовує це, щоб вирішити, чи схвалити роботу комісії з бюджетом.
Європейська палата авдиторів щороку, починаючи з 2007 року, підписує рахунки Європейського Союзу і, даючи зрозуміти, що у Європейської комісії ще більше роботи, підкреслила, що більшість помилок відбувається на національному рівні. У своєму звіті за 2009 рік авдитори виявили, що п'ять сфер витрат Союзу, сільське господарство та фонд гуртування, суттєво постраждали від помилок. 2009 року Європейська комісія підрахувала, що фінансовий ефект від порушень становив €1,863 мільйони.
У листопаді 2020 року члени Союзу, Угорщина та Польща, заблокували схвалення бюджету ЄС на засіданні Комітету постійних представників (Coreper), посилаючись на пропозицію, яка пов'язувала фінансування з дотриманням верховенства права. Бюджет передбачав фонд відновлення від COVID-19 у розмірі €750 мільярдів.

#### Європейський центральний банк (ECB)

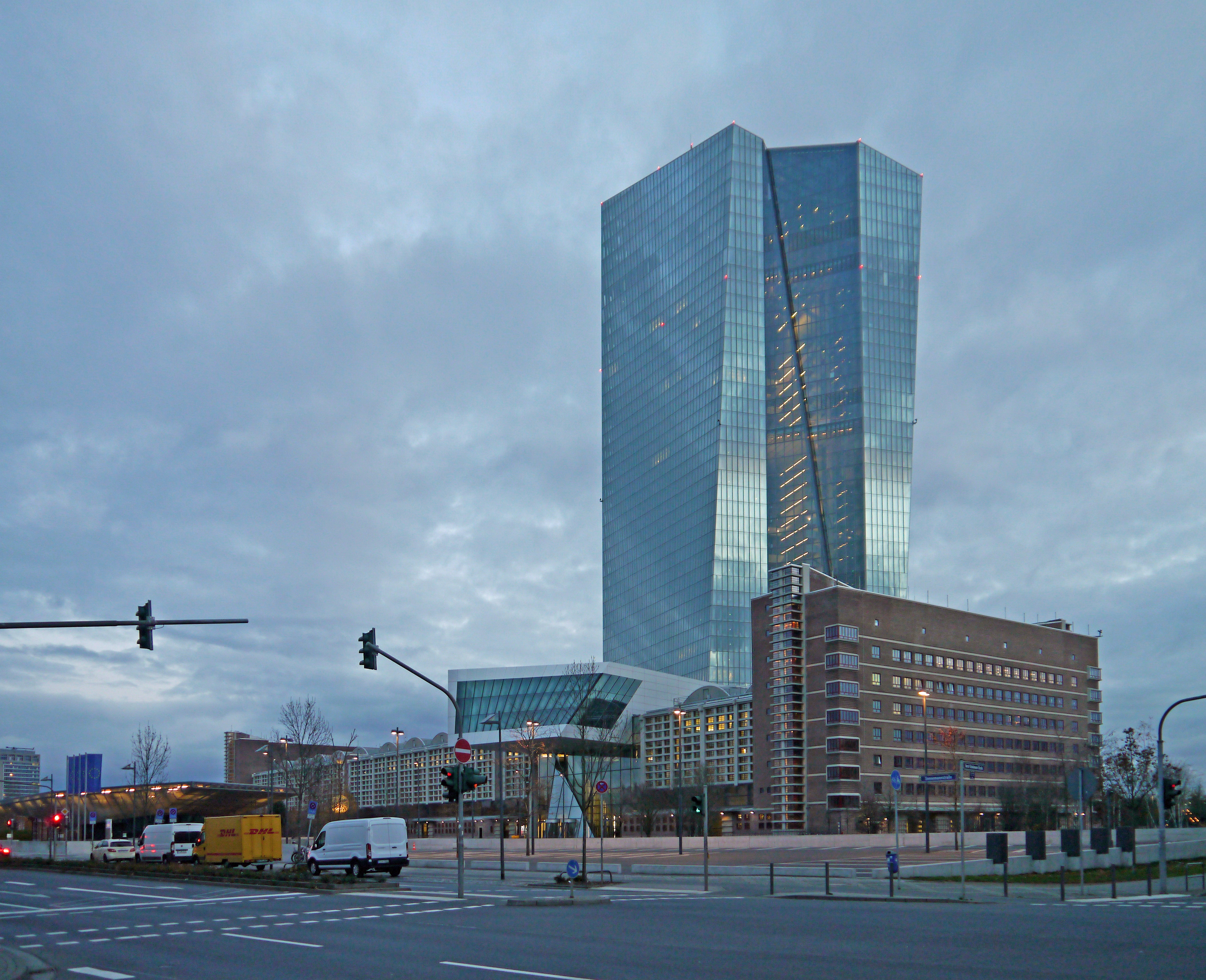
Європейський центральний банк, центральний банк Єврозони

- визначає валютну політику країн ЄС;
- встановлює ключові процентні ставки;
- управляє офіційними резервами Європейської системи Центральних Банків (ESCB), головним завданням якої є підтримка стабільности цін;
- має право санкціонувати емісію банкнот у межах валютного союзу.

#### Європейський інвестиційний банк (EIB)
Європейський інвестиційний банк — орган ЄС, заснований в 1959 р. Європейським Союзом для сприяння розвитку, інтеграції і співпраці шляхом надання інвестиційних позик. Позики надаються під однаковий відсоток, що забезпечує збалансованість управління позикою в частині погашення заборгованости. Позики надаються для розвитку відсталих європейських регіонів і реалізації проєктів, що представляють спільний інтерес.

### Консультативні органи

#### Економічний і соціальний комітет
Економічний і соціальний комітет — консультативний орган ЄС, що спостерігає за функціонуванням єдиного внутрішнього ринку. Комітет складається з 317 членів, які представляють різні сфери економіки і соціальні групи і незалежні у виконанні своїх обов'язків.

#### Комітет регіонів
Комітет регіонів — консультативний орган Ради ЄС і Комісії, який розробляє висновки з усіх питань, що зачіпають інтереси регіонів. Комітет складається з 317 членів — представників регіональних і місцевих органів, повністю незалежних у виконанні своїх обов'язків

### Закордонна політика

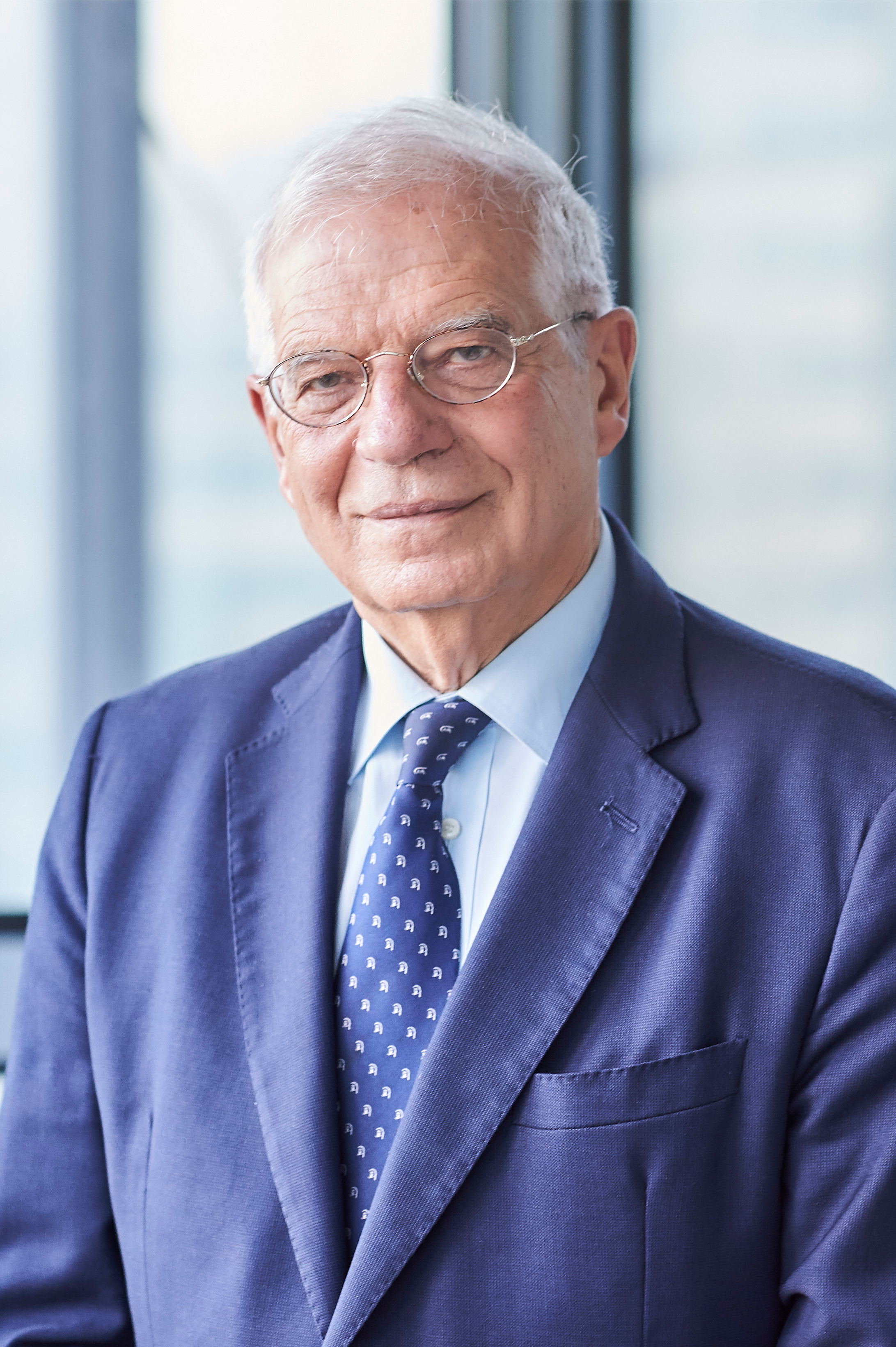
Верховний представник Європейського Союзу з питань закордонних справ і політики безпеки, Жозеп Боррель

У грудні 2007 року, Лісабонською угодою була створена нова посада «Верховного представника Євросоюзу з питань закордонних справ і політики безпеки» що призначається кваліфікованою більшістю від складу Європейської Ради за погодженням із Президентом Європейської комісії та Європейським парламентом.
Відповідно до статей 18 і 27 Договору про Європейський Союз, Верховний представник ЄС з питань закордонних справ і політики безпеки:
- проводить спільну зовнішню політику Євросоюзу і політику безпеки;
- подає пропозиції щодо її розвитку;
- головує в Раді закордонних справ;
- є одним із віцепрезидентів Комісії;
- забезпечує узгодженість Союзу з питань зовнішнього впливу;
- несе відповідальність у рамках покладених на нього в області зовнішніх зв'язків і координації інших аспектів зовнішньої діяльності Союзу повноважень;
- представляє Союз з питань, що належать до спільної зовнішньої політики і політики безпеки;
- веде політичний діалог із третіми особами та країнами від імені Союзу та висловлює позицію Союзу в міжнародних організаціях та на міжнародних конференціях.

З 1 грудня 2019 року Верховним представником Європейського Созу із питань закордонних справ є Жозеп Боррель.

### Компетенції
Держави-члени зберігають усі повноваження, які прямо не передаються Європейському Союзу. У деяких сферах ЄС користується виключною компетенцією. Це ті сфери, у яких країни-члени відмовилися від будь-якої можливості приймати законодавство. В інших сферах ЄС та його держави-члени поділяють компетенцію щодо прийняття законів. Хоча обидва можуть приймати закони, країни-члени можуть приймати закони лише тією мірою, якою ЄС цього не зробив. В інших сферах політики ЄС може лише координувати, підтримувати та доповнювати дії держав-членів, але не може приймати законодавство з метою гармонізації національного законодавства.
Те, що конкретна сфера політики належить до певної категорії компетенції, не обов'язково свідчить про те, яка законодавчу процедуру використовують для прийняття законодавства в цій сфері. Різні законодавчі процедури використовують у межах однієї категорії компетенції і навіть в одній і тій самій сфері політики.
| Виключна компетенція |

| Спільна компетенція |

| Допоміжна компетенція |

| «Союз має виняткову компетенцію в законодавстві та укладанні міжнародних угод, коли це передбачено в законодавчих актах Союзу». |
| - митний союз - встановлення правил конкуренції, необхідних для функціонування внутрішнього ринку - монетарна політика щодо держав-членів, валютою яких є євро - збереження морських біологічних ресурсів відповідно до спільної рибальської політики - Спільна комерційна політика - укладення окремих міжнародних договорів |

| «Держави-члени здійснюють свою компетенцію тією мірою, якою Союз не скористався своєю компетенцією». |
| - внутрішній ринок - соціальна політика щодо аспектів, визначених у цьому Договорі - економічна, соціальна та територіальна згуртованість - сільське господарство та рибальство, за винятком збереження морських біологічних ресурсів - довкілля - захист прав споживачів - транспорт - транс'європейські мережі - енергія - простір свободи, безпеки та юстиції - загальні проблеми безпеки в питаннях охорони здоров'я для аспектів, визначених у цьому Договорі |

| «Союз має компетенцію за умови, що здійснення цієї компетенції не перешкоджатиме державам-членам здійснювати свою власну компетенцію». |
| - наукові дослідження, технологічний розвиток і космос - розвиток співробітництва, гуманітарна допомога                                |

| «Союз визначає умови, за якими держави-члени координують свою політику».                                                                  |
| - координація економічної політики, політики зайнятости та соціальної політики - спільна зовнішня політика та політика безпеки та оборони |

| «Союз має в своєму розпорядженні компетенцію здійснювати діяльність, спрямовану на підтримку, координацію або доповнення діяльності держав-членів, не підмінюючи при цьому їх компетенцію в цих сферах». |
| - захист і зміцнення здоров'я людей - промисловість - культура - туризм - освіта, молодь, спорт та професійне навчання - цивільний захист (попередження катастроф) - адміністративне співробітництво     |

## Правова система та правосуддя
Європейський Союз оснований на низці договорів. Вони спочатку створили Європейське співтовариство та ЄС, а потім зробили зміни до цих установчих договорів. Це договори, що надають повноваження, які встановлюють широкі політичні цілі та створюють установи з необхідними юридичними повноваженнями для реалізації цих цілей. Ці юридичні повноваження включають можливість ухвалювати законодавство, яке може безпосередньо впливати на всі країни-члени та їх мешканців. ЄС є суб'єктом права з правом підписувати угоди та міжнародні договори.
Відповідно до принципу примату національні суди зобов'язані забезпечувати виконання договорів, які їх країни-члени ратифікували, і, таким чином, законів, прийнятих відповідно до них, навіть якщо це вимагає від них ігнорування суперечливих національних законів і (в межах) навіть конституційних положень.
Доктрина прямої дії та принцип примату не була чітко викладена в Європейських договорах, але була розроблена самим Судом справедливости у 1960-х роках, очевидно, під впливом його найвпливовішого судді, француза Робера Лекур.

### Суд Європейського Союзу
Судова гілка влади Європейського Союзу формально називається Судом справедливости Європейського Союзу та складається з двох судів:
1. Європейський Суд Справедливости: насамперед розглядає справи, розглянуті державами-членами, установами, а також справи, передані йому судами держав-членів[125]. Через доктрину прямої дії та принципу примату багато рішень Суду автоматично застосовуються у внутрішніх правопорядках держав-членів.
2. Загальний суд[126]: переважно розглядає справи, які розглядаються фізичними особами та компаніями безпосередньо в судах ЄС, а Трибунал з державної служби Європейського Союзу вирішує спори між Європейським Союзом та його державною службою[127]. Рішення Суду загальної юрисдикції можуть бути оскаржені в Суді справедливости, але лише з погляду права[128].

### Основні права
У договорах проголошується, що сам Європейський Союз «оснований на цінностях поваги до людської гідності, свободи, демократії, рівності, верховенства права та поваги до прав людини, включаючи права осіб, які належать до меншин… у суспільстві, у якому переважають плюралізм, недискримінація, толерантність, справедливість, солідарність і рівність між жінками і чоловіками».

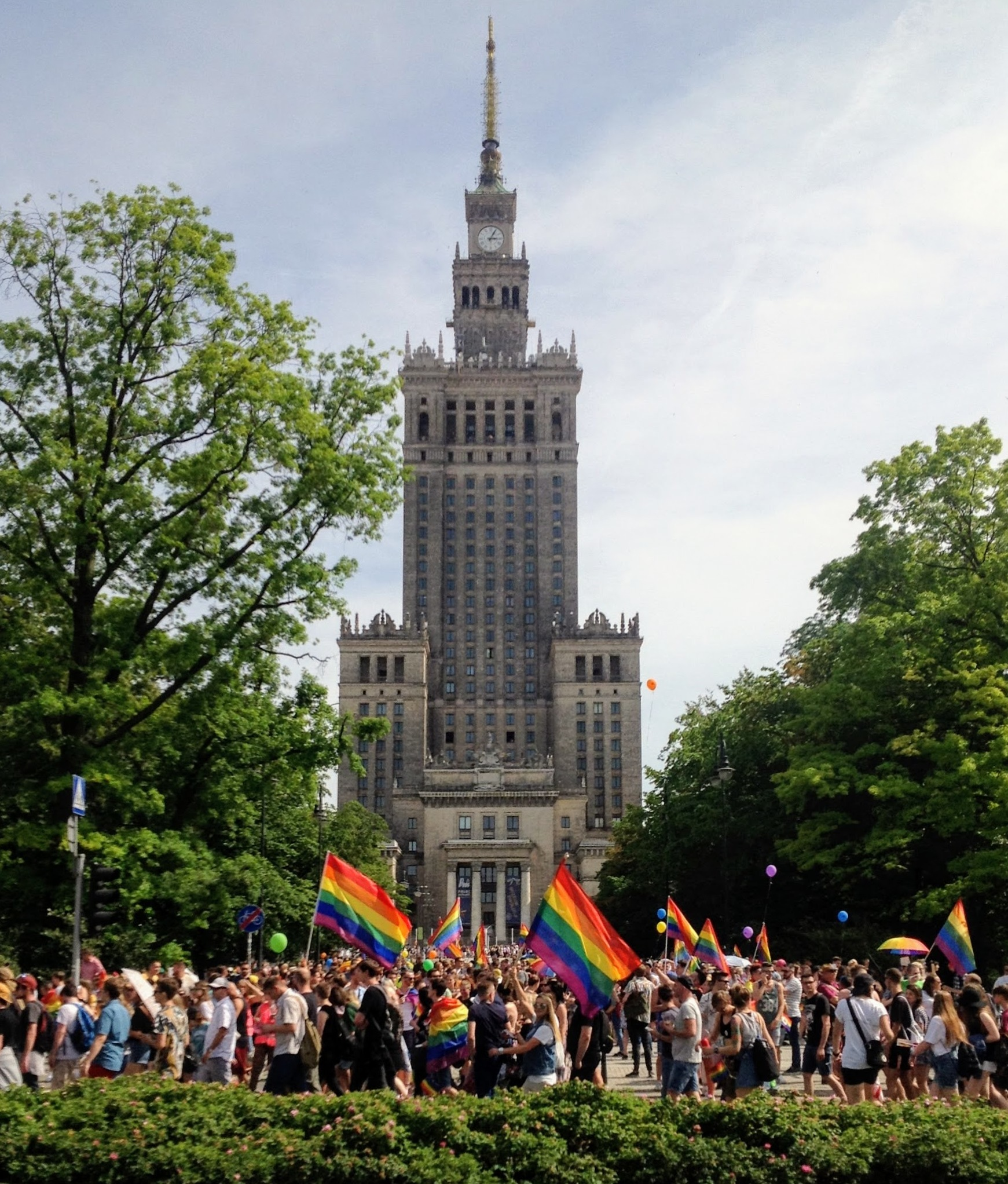
Warsaw Pride 2018. Стаття 21 Хартії основоположних прав стверджує, що «будь-яка дискримінація за будь-якою ознакою, як-от […] сексуальна орієнтація, забороняється».

У 2009 році Лісабонська угода надала юридичну силу Хартії основоположних прав Європейського Союзу. Хартія є кодифікованим каталогом основних прав, за якими можна оцінити правові акти ЄС. Він консолідує багато прав, які раніше були визнані Судом ЄС і випливали з «конституційних традицій, спільних для держав-членів». Суд ЄС вже давно визнає основні права і іноді скасовує законодавство ЄС недійсним через недотримання ним цих основних прав.
Підписання Європейської конвенції з прав людини (ЄКПЛ) є умовою членства в ЄС. Раніше сам ЄС не міг приєднатися до конвенції, оскільки він не є державою і не мав компетенції для приєднання. Лісабонська угода та Протокол 14 до ЄКПЛ змінили це: перший зобов'язує ЄС приєднатися до конвенції, а другий формально це дозволяє.
ЄС незалежний від Ради Європи, хоча вони спільні цілі та ідеї, особливо щодо верховенства права, прав людини та демократії. Крім того, Європейська конвенція з прав людини та Європейська соціальна хартія, а також джерело права для Хартії основних прав створені Радою Європи. ЄС також просуває питання прав людини в широкому світі. ЄС виступає проти смертної кари і пропонує її скасувати у всьому світі. Умовою членства в ЄС є скасування смертної кари.
19 жовтня 2020 року Європейський Союз оприлюднив нові плани щодо створення правової структури для боротьби з порушеннями прав людини в усьому світі. Очікувалося, що новий план надасть Європейському Союзу більшу гнучкість для націлювання та санкцій щодо тих, хто несе відповідальність за серйозні порушення та порушення прав людини в усьому світі.

### Закони
Основні правові акти Європейського Союзу мають три форми: регламенти, директиви та рішення. Норми стають законом у всіх державах-членах з моменту набуття ними чинності, без вимоги щодо будь-яких заходів щодо впровадження, і автоматично переважають протилежні внутрішні положення. Директиви вимагають від держав-члени досягти певного результату, залишаючи їм право на розсуд щодо того, як досягти результату. Деталі того, як вони мають бути реалізовані, залишаються на розгляд держав-членів. Після закінчення терміну імплементації директив вони можуть, за певних умов, мати пряму дію у національному законодавстві проти держав-членів.
Рішення пропонують альтернативу двом вищезгаданим законам. Це правові акти, які застосовуються лише до певних осіб, компаній або певної держави-члени. Їх найчастіше використовують в законодавстві про антимонополію або в постановах щодо державної допомоги, але також часто використовують для процесуальних чи адміністративних питань в установах. Регламенти, директиви та рішення мають однакову юридичну цінність і застосовуються без будь-якої формальної ієрархії.

### Європейський омбудсман
Європейський омбудсман був заснований Маастрихтським договором. Омбудсман обирається Європарламентом на термін повноважень парламенту, а посада оновлюється. Будь-який громадянин або організація ЄС може звернутися до омбудсмана з проханням провести розслідування в установі ЄС на підставі поганого управління (адміністративні порушення, несправедливість, дискримінація, зловживання владою, невідповідь, відмова в інформації або невиправдана затримка). Емілі О'рейлі є омбудсвуманом з 2013 року.

## Внутрішні справи та міграція
З моменту створення Європейського Союзу в 1993 році він розвинув свої компетенції у сфері юстиції та внутрішніх справ; спочатку на міжурядовому рівні, а потім на наднаціональному. Відповідно, профспілка ухвалила закони в таких сферах, як екстрадиція, сімейне право, право притулку та кримінальне правосуддя. Заборона сексуальної дискримінації та дискримінації за національністю давно закріплена в договорах. Останніми роками вони були доповнені повноваженнями щодо законодавчої боротьби з дискримінацією за ознаками раси, релігії, інвалідності, віку та сексуальної орієнтації. Завдяки цим повноваженням ЄС прийняв законодавство про сексуальну дискримінацію на робочому місці, дискримінацію за віком та расову дискримінацію.

ЄС також створив агентства для координації поліцейського, прокурорського та імміграційного контролю в країнах-членах: Європол для співпраці поліцейських сил, Євроюст для співпраці між прокурорами та Frontex для співпраці між органами прикордонного контролю. ЄС також керує Шенгенською інформаційною системою, яка забезпечує спільну базу даних для поліції та імміграційних органів. Це співробітництво необхідно було особливо розвивати з появою відкритих кордонів через Шенгенську угоду та пов'язану з цим транскордонну злочинність.

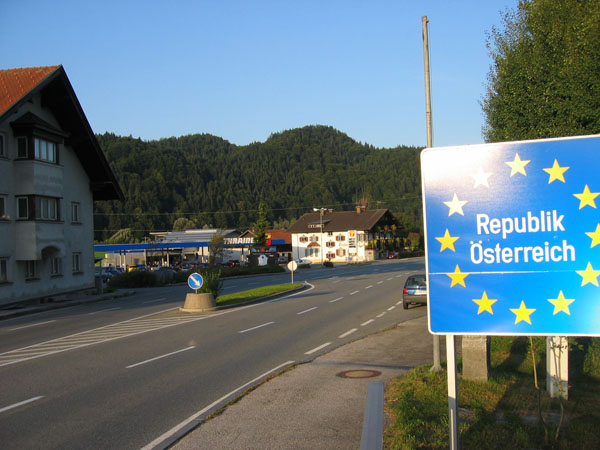
Кордони всередині Шенгенської зони між Німеччиною та Австрією
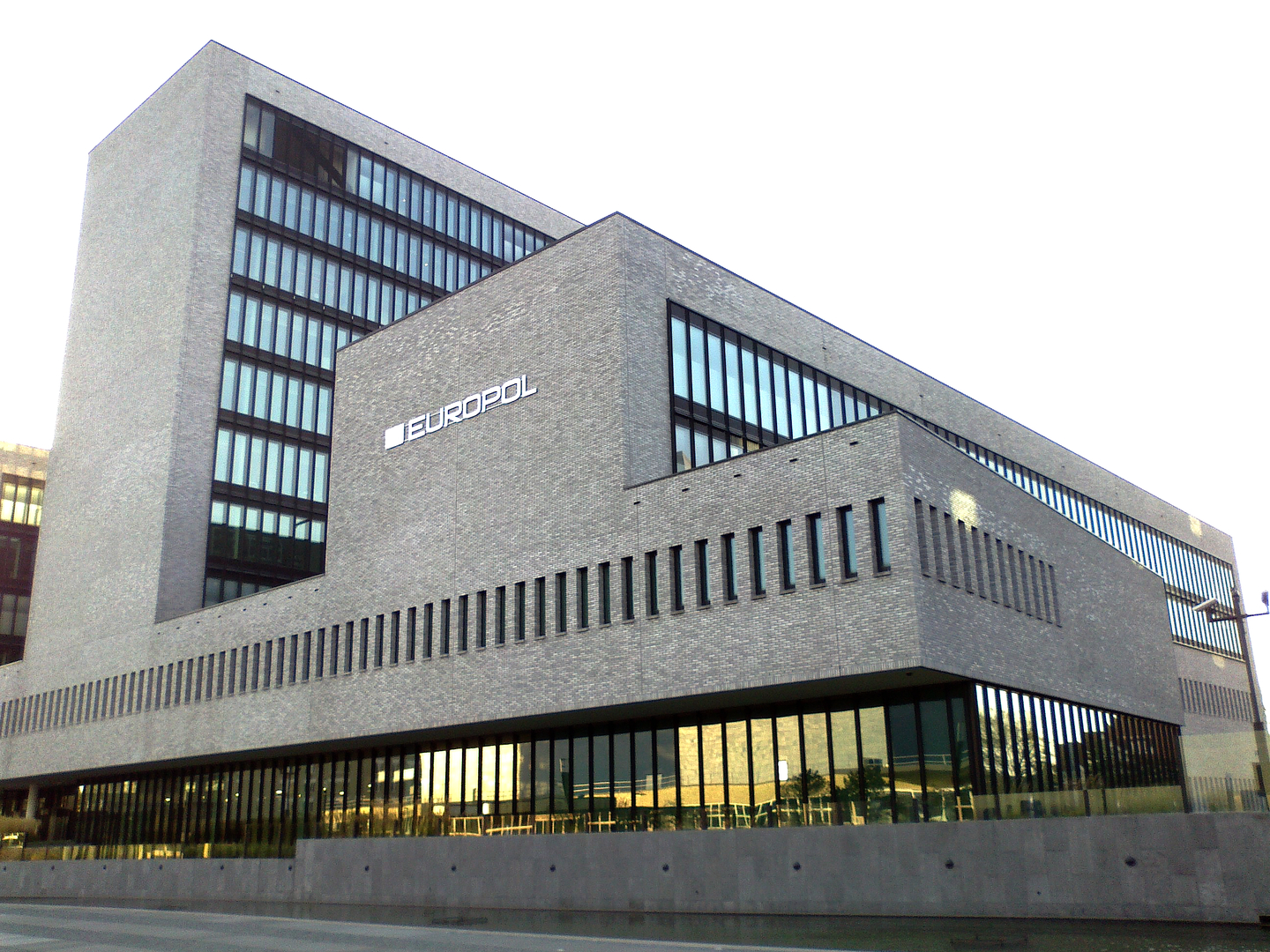
Штаб-квартира Європолу в Гаазі, Нідерланди
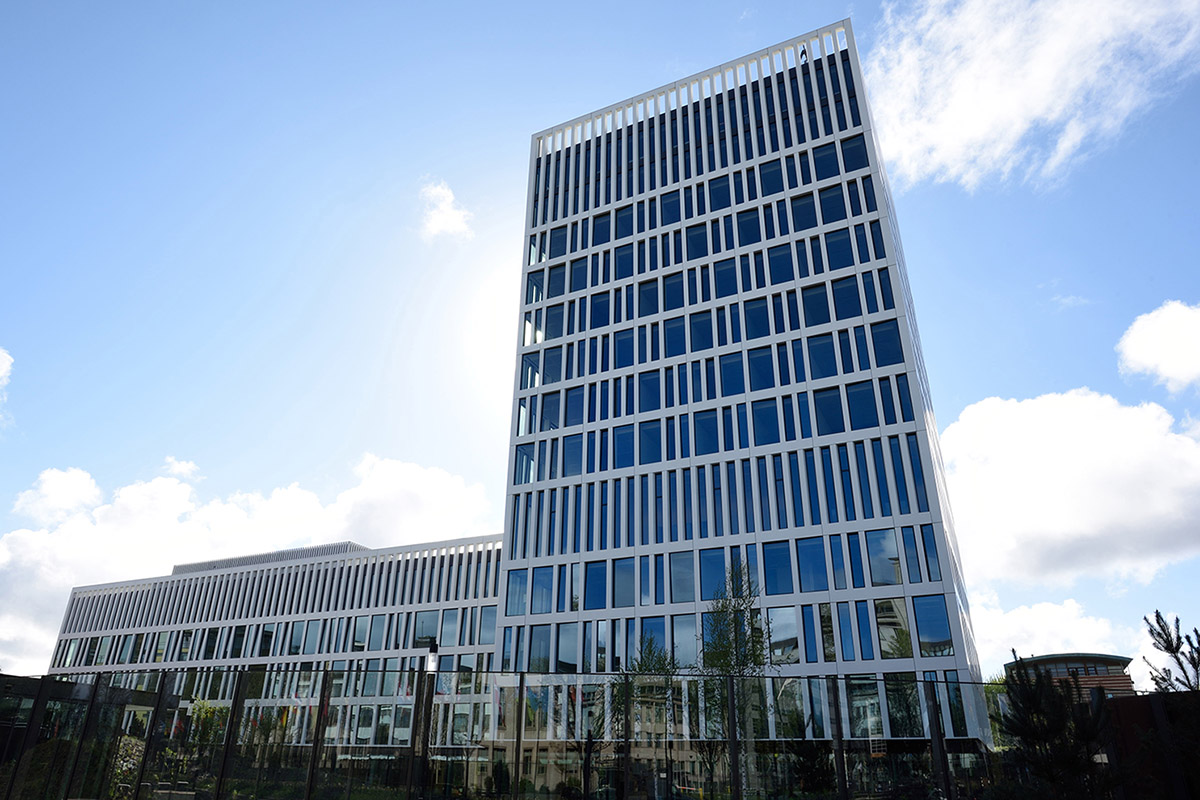
Штаб-квартира Євроюсту в Гаазі, Нідерланди
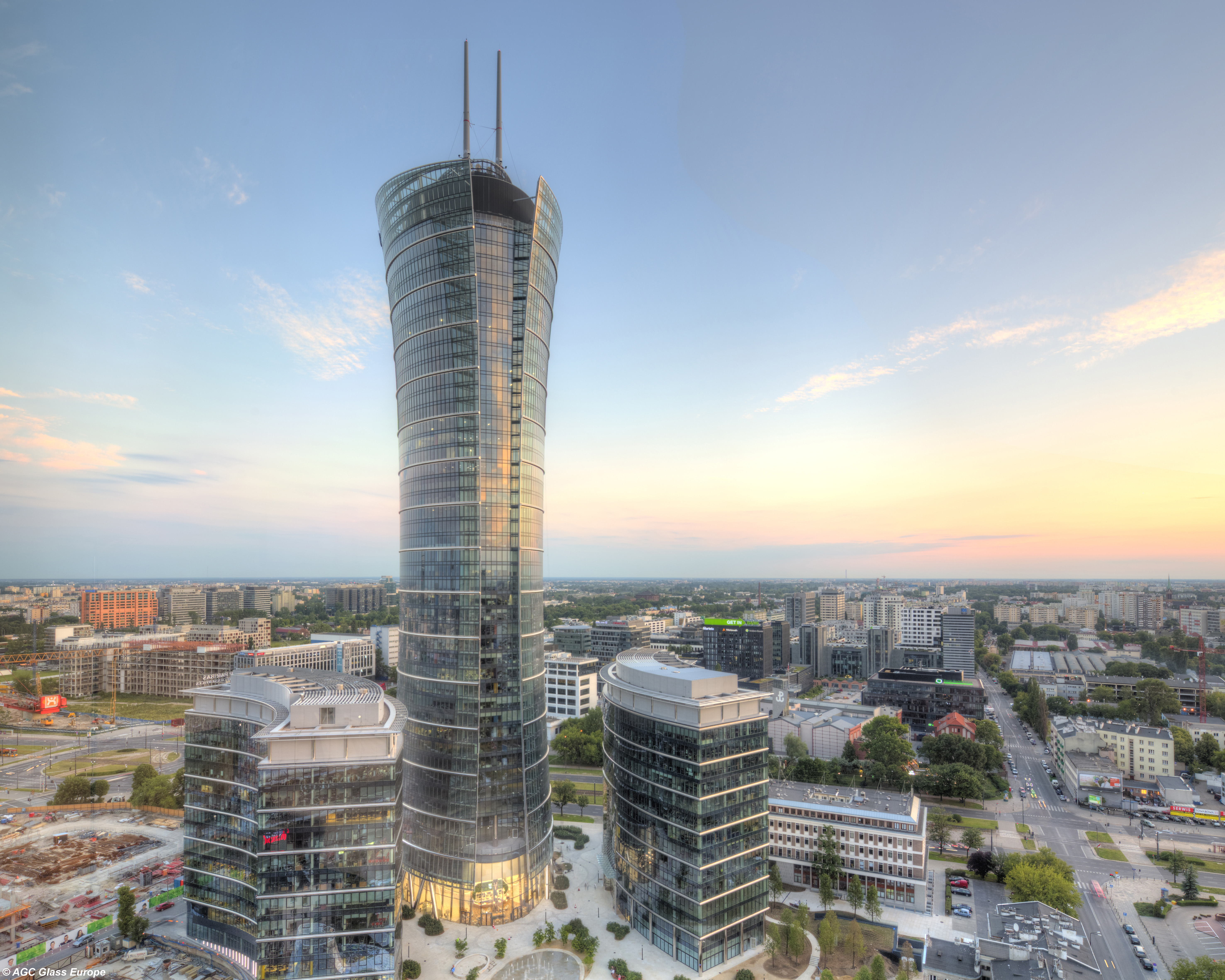
Осідок Frontex у Варшаві, Польща

## Зовнішні відносини

Діаграма Ейлера, що показує відносини між різними багатонаціональними європейськими організаціями та угодами

Зовнішньополітичне співробітництво між державами-членами бере початок з моменту створення співтовариства в 1957 році, коли країни-члени вели переговори як блок у міжнародних торгових переговорах у рамках спільної комерційної політики ЄС. Кроки для ширшої координації у зовнішніх відносинах почалися в 1970 році зі створенням Європейського політичного співробітництва, яке створило процес неформальних консультацій між державами-членами з метою формування спільної зовнішньої політики. 1987 року Європейське політичне співробітництво було запроваджено на офіційній основі Єдиним європейським актом. Маастрихтським договором EPC було перейменовано на Загальну зовнішню політику та політику безпеки (CFSP).

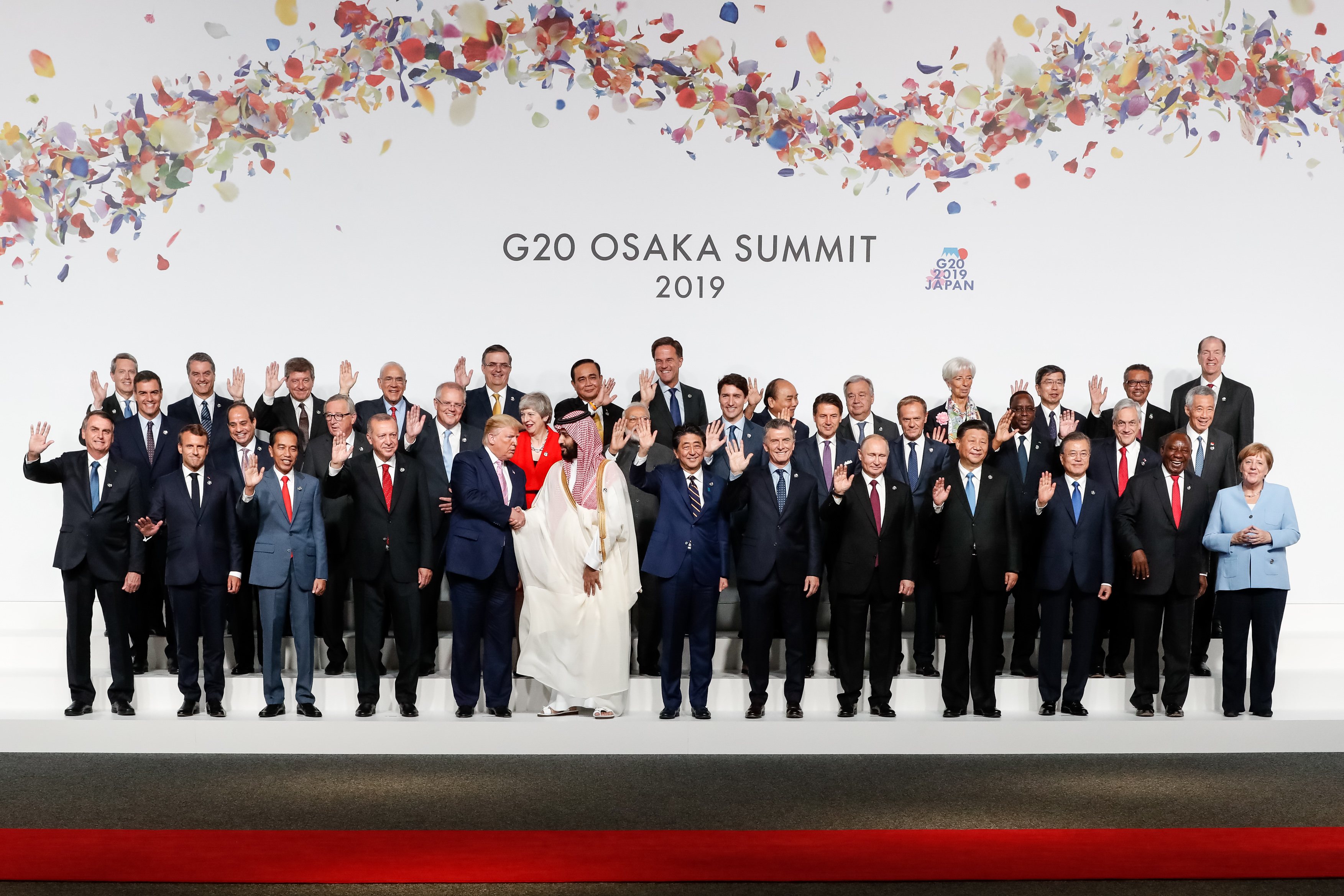
ЄС бере участь у всіх самітах G7 та G20. (Саміт G20 в Осаці, Японія, 2019 р.).

Цілями CFSP є просування як власних інтересів ЄС, так і інтересів міжнародного співтовариства в цілому, включаючи розвиток міжнародного співробітництва, повагу до прав людини, демократії та верховенства права. CFSP вимагає одностайності між державами-членами щодо відповідної політики, якої слід дотримуватися з будь-якого конкретного питання. Одностайність і складні питання, які розглядаються в рамках CFSP, іноді призводять до розбіжностей, як-от ті, які мали місце під час війни в Іраку. Координатор і представник CFSP в ЄС є високим представником Союзу з питань зовнішніх справ і політики безпеки, який виступає від імені ЄС у питаннях зовнішньої політики та оборони і має завдання формулювати позиції, висловлені державами-членами. у цих сферах політики в загальний вирівнювання. Високий представник очолює Європейську службу зовнішніх дій (EEAS), унікальний департамент ЄС, який офіційно запроваджено та діє з 1 грудня 2010 року з нагоди першої річниці набуття чинності Лісабонського договору. ЄСВД буде виконувати функції міністерства закордонних справ і дипломатичного корпусу Європейського Союзу.
Окрім нової міжнародної політики Європейського Союзу, міжнародний вплив ЄС також відчувається через розширення. Відчутні переваги членства в ЄС є стимулом для політичних і економічних реформ у державах, які бажають виконати критерії вступу до ЄС, і вважаються важливим фактором, що сприяє реформуванню колишніх комуністичних країн Європи. Цей вплив у внутрішніх справах інших країн зазвичай називають «м'якою силою», на відміну від військової «жорсткою силою».

### Безпека й оборона

З країн-членів ЄС 22 також є членами НАТО. Швеція є кандидатом на вступ до НАТО, а чотири члени НАТО є кандидатами на вступ до ЄС — Албанія, Чорногорія, Туреччина та Північна Македонія.

Попередники Європейського Союзу не були задумані як військовий альянс, оскільки НАТО переважно вважалося належним і достатнім для оборонних цілей. 22 члени ЄС є членами НАТО,, Швеція знаходиться на етапі вступу, а інші країни дотримуються політики нейтралітету. Західноєвропейський союз, військовий союз із застереженням про взаємну оборону, був розпущений у 2010 році, оскільки його роль була передана ЄС.
Після виходу Сполученого Королівства Франція є єдиною членом, офіційно визнаним державою з ядерною зброєю, і єдиним власником постійного місця в Раді Безпеки Організації Об'єднаних Націй. Франція та Італія також є єдиними країнами ЄС, які мають потенціал для проєкції сили за межами Європи. Італія, Німеччина, Нідерланди та Бельгія беруть участь у ядерному обміні НАТО.
Більшість країн ЄС виступили проти Договору про заборону ядерної зброї.
Після Косовської війни в 1999 році Європейська Рада погодилася, що «Союз повинен мати здатність до автономних дій, підкріплених надійними військовими силами, засоби для прийняття рішення про їх використання та готовність зробити це, щоб відповісти на міжнародні кризи без шкоди для дій НАТО». З цією метою було зроблено низку зусиль для підвищення військового потенціалу ЄС, зокрема процес Гельсінської Головної цілі. Після тривалого обговорення найконкретнішим результатом стала ініціатива бойових груп ЄС, кожна з яких, як заплановано, зможе швидко розгорнути близько 1500 особового складу.

Герб Військового штабу Європейського Союзу (EUMS). Зброї включають європейську корону з дванадцяти золотих зірок, якір, крила та два схрещених мечі.

Сили ЄС були розгорнуті в миротворчих місіях від Середньої та Північної Африки до Західних Балкан та Західної Азії. Військові операції ЄС підтримують ряд органів, включаючи Європейське оборонне агентство, Супутниковий центр Європейського Союзу та Військовий штаб Європейського Союзу. Військовий штаб Європейського Союзу є вищою військовою інституцією Європейського Союзу, створеною в рамках Європейської Ради та наслідком рішень Європейської Ради у Гельсінкі (10—11 грудня 1999 р.), які закликали до створення постійної політично-військові установи. Військовий штаб Європейського Союзу підпорядковується Верховному представнику Союзу із закордонних справ і політики безпеки та Комітету з політики та безпеки. Він керує всією військовою діяльністю в контексті ЄС, включаючи планування та проведення військових місій та операцій у рамках Спільної політики безпеки та оборони та розвиток військового потенціалу, а також надає Комітет з політики та безпеки військовими порадами та рекомендаціями з військових питань. Frontex — це агенція ЄС, створена для управління співробітництвом між національними прикордонниками, які охороняють його зовнішні кордони. Він спрямований на виявлення та припинення нелегальної імміграції, торгівлі людьми та проникнення терористів. 2015 року Європейська комісія представила свою пропозицію щодо створення нового Європейського агентства прикордонної та берегової охорони, яке має більш важливу роль і повноваження разом із національними органами управління кордонами. У ЄС, який складається з 27 членів, значне співробітництво у сфері безпеки та оборони дедалі більше покладається на співпрацю між усіма державами-членами.

### Гуманітарна допомога
Департамент гуманітарної допомоги та цивільного захисту Європейської комісії, або «ECHO», надає гуманітарну допомогу з ЄС країнам, що розвиваються. Його завданням є надання термінової допомоги (продуктів, матеріалів та практичної участі) жертвам природних і суспільних катастроф і конфліктів за межами Союзу. Надання такої допомоги базується на принципах недискримінації, неупереджености та гуманности. Вона розподіляється партнерами Офісу, а саме, недержавними організаціями, агенціями гуманітарної допомоги ООН та інших міжнародних організацій. 2012 року його бюджет становив €874 мільйони, 51 % бюджету було направлено на Африку, 20 % на Азію, Латинську Америку, Карибський басейн і Тихий океан і 20 % на Близький Схід і Середземномор'я.

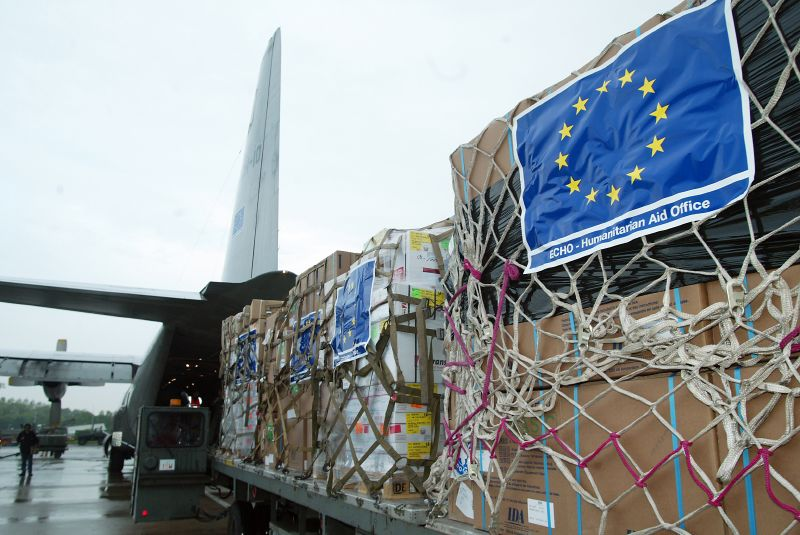
ЄС є найбільшим постачальником гуманітарної допомоги у світі

Гуманітарна допомога фінансується безпосередньо з бюджету (70 %) як частина фінансових інструментів зовнішньої дії, а також із Європейського фонду розвитку (30 %). Фінансування зовнішньої діяльности ЄС поділяється на «географічні» інструменти та «тематичні» інструменти. «Географічні» інструменти надають допомогу через Інструмент співробітництва в розвитку (DCI, 16,9 мільярда євро, 2007—2013), який має витратити 95 % свого бюджету на офіційну допомогу розвитку (ОПР), а також із Європейського інструменту сусідства та партнерства (ENPI), який містить деякі відповідні програми. Європейський фонд розвитку (ЄФР, 22,7 млрд євро на період 2008—2013 рр. і 30,5 млрд євро на період 2014—2020 рр.) складається з добровільних внесків держав-членів, але існує тиск, щоб об'єднати ЄФР із бюджетом. інструменти заохочення збільшення внесків, щоб відповідати цілі в 0,7 % та дозволити Європейському парламенту здійснювати більший контроль.
У 2016 році середній показник серед країн ЄС становив 0,4 %, і п'ять досягли або перевищили ціль у 0,7 %: Данія, Німеччина, Люксембург, Швеція та Сполучене Королівство. Якщо розглядати разом, то країни-члени ЄС є найбільшим внеском іноземної допомоги у світі.

### Міжнародне співробітництво та партнерство з розвитку

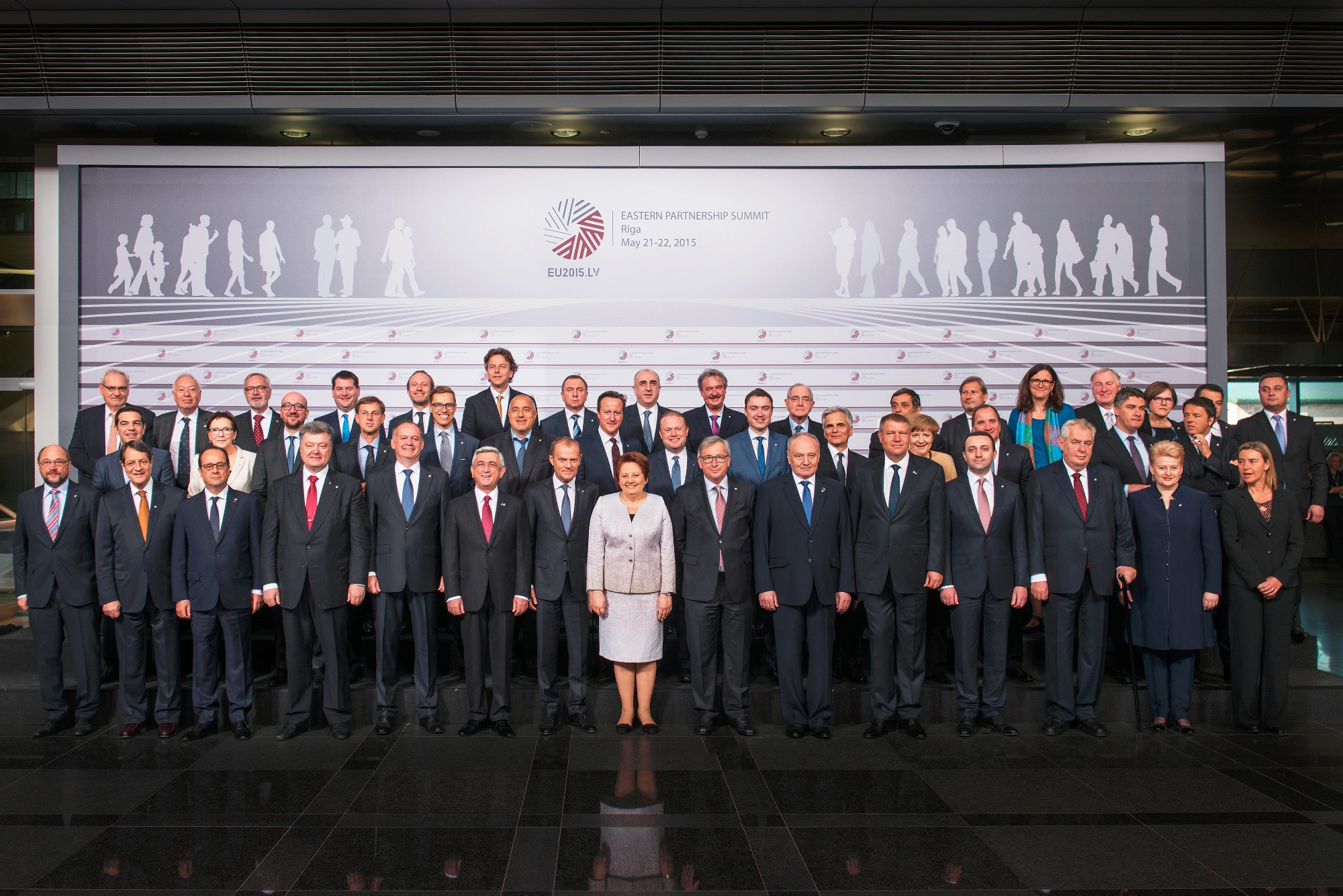
Саміт Східного партнерства 2015, Рига.

Європейський Союз використовує такі інструменти зовнішніх відносин, як Європейська політика сусідства, яка прагне прив'язати ці країни на схід і південь від європейської території ЄС до союзу. Ці країни, насамперед країни, що розвиваються, включають тих, хто прагне одного дня стати або членом Європейського Союзу, або тісніше інтегруватися з Європейським Союзом. ЄС пропонує фінансову допомогу країнам європейського сусідства, якщо вони відповідають суворим умовам урядової реформи, економічної реформи та інших питань, пов'язаних із позитивною трансформацією. Цей процес зазвичай підтримується Планом дій, узгодженим як Брюсселем, так і цільовою країною.

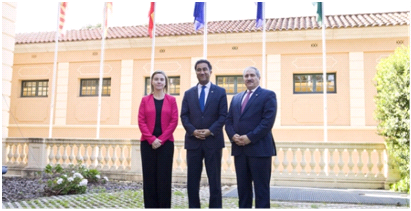
Зустріч Середземноморського Союзу в Барселоні.

Міжнародне визнання сталого розвитку як ключового елемента неухильно зростає. Його роль було визнано на трьох великих самітах ООН зі сталого розвитку: Конференції ООН з навколишнього середовища та розвитку (UNCED) 1992 року в Ріо-де-Жанейро, Бразилія; Всесвітній саміт зі сталого розвитку (WSSD) 2002 року в Йоганнесбурзі, Південна Африка; та Конференція ООН зі сталого розвитку (UNCSD) 2012 року в Ріо-де-Жанейро. Іншими ключовими глобальними угодами є Паризька угода та Порядок денний сталого розвитку до 2030 року (Організація Об'єднаних Націй, 2015). ЦУР визнають, що всі країни повинні стимулювати дії в таких ключових сферах — люди, планета, процвітання, мир і партнерство — для того, щоб подолати глобальні виклики, які мають вирішальне значення для виживання людства.
Діяльність ЄС щодо розвитку базується на Європейському консенсусі з питань розвитку, який був схвалений 20 грудня 2005 року державами-членами ЄС, радою, Європейським парламентом та комісією. Застосовується на основі принципів спроможного підходу та підходу до розвитку, заснованого на правах.
Угоди про партнерство та співробітництво — це двосторонні угоди з державами, які не є членами.

### Торгівля

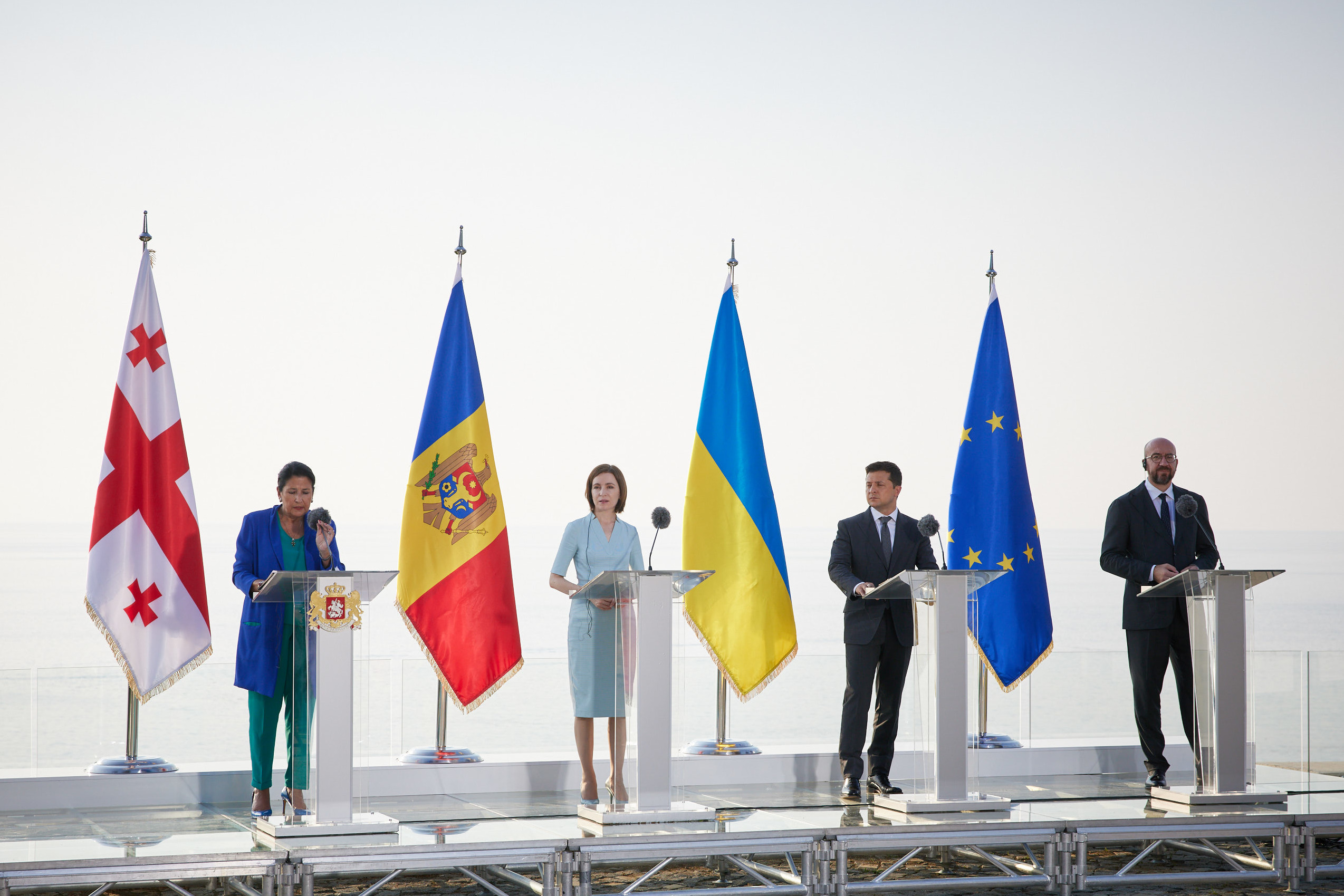
Президент Грузії Саломе Зурабішвілі, президент Молдови Мая Санду, президент України Володимир Зеленський та голова Європейської ради Шарль Мішель під час Батумської міжнародної конференції 2021 року. 2014 року ЄС підписав угоди про асоціацію з усіма трьома державами.

Європейський Союз є найбільшим експортером у світі та станом на 2008 рік найбільшим імпортером товарів та послуг. Внутрішній торгівлі між державами-членами сприяє зняття торговельних бар'єрів, як-от тарифи та контроль на кордоні. У єврозоні торгівлі сприяє відсутність будь-яких валютних різниць, з якими більшість членів має мати справу.
Угода про асоціацію з Європейським Союзом робить щось подібне для значно більшого кола країн, частково як так званий м'який підхід («морква замість палиці») для впливу на політику в цих країнах. Європейський Союз представляє всіх своїх членів у Світовій організації торгівлі (СОТ) і діє від імені держав-членів у будь-яких суперечках. Коли ЄС веде переговори щодо угоди, пов'язаної з торгівлею, поза рамками СОТ, наступна угода має бути затверджена урядом кожної окремої країни-члени ЄС.
Європейський Союз уклав угоди про вільну торгівлю (FTA) та інші угоди з торговельною складовою з багатьма країнами світу і веде переговори з багатьма іншими.
Профіцит торгівлі послугами Європейського Союзу зріс із 16 мільярдів доларів у 2000 році до понад 250 мільярдів доларів у 2018 році.
У 2020 році, частково через пандемію COVID-19, Китай став найбільшим торговельним партнером ЄС, витіснивши Сполучені Штати.

## Економіка

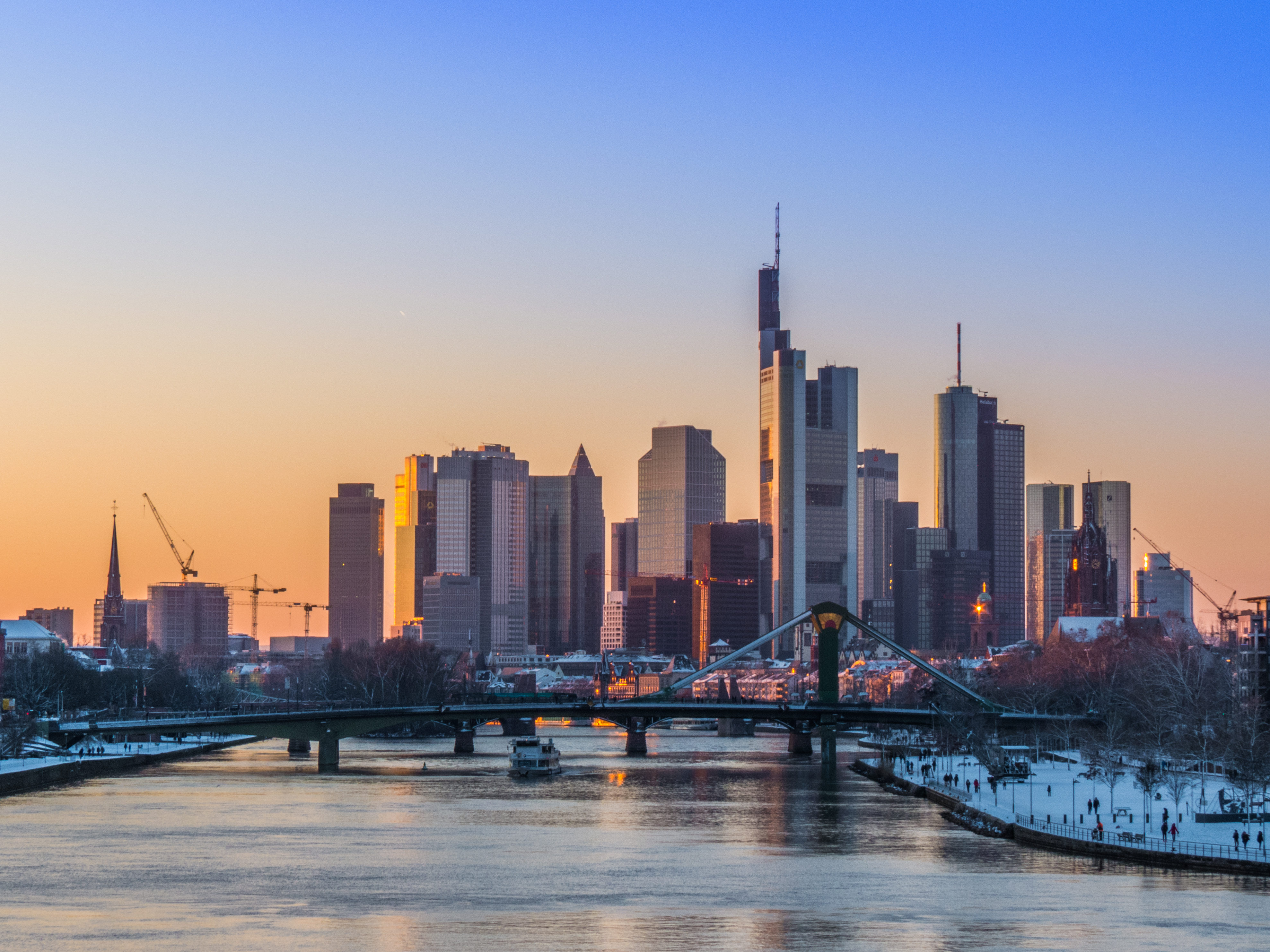
Франкфурт, один із фінансових центрів Європи, місце розташування ЄЦБ (2014)

Європейський Союз має другу в світі економіку за розміром номінального ВВП і паритетом купівельної спроможности. Станом на 2016 рік, за даними Міжнародного валютного фонду, його номінальний ВВП становив 16,5 трильйона Євро, що становить 22,8 % світового ВВП. Євро, яке використовують у 19-ти з 27-ми членів ЄС а також 6 інших європейських країн, займає друге місце у світі за величиною валютних резервів та обсягами торгівлі.
Економіка Європейського Союзу складається з єдиного простору змішаних національних економік, що базуються на вільних ринкових відносинах та розвиненій соціальній політиці. ВВП за паритетом купівельної спроможности на душу населення у 2015 становив 37,8 тис. дол. у порівняні з 57 тис. дол. у США та 14,3 тис. дол. у КНР. З низьким коефіцієнтом Джині (що становить 0,31) в ЄС є рівномірніший розподіл доходів ніж у середньому у світі.
Серед головних бірж ЄС є Euronext, Франкфуртська та Лондонська. Європейський Союз є чистим експортером капіталу. Іноземні інвестиції в ЄС у 2012 році становили 5,1 трлн дол., а інвестиції ЄС в інші країни — 9,1 трлн дол., що є найвищими показниками в світі.
З початку боргової кризи в 2009 році у ЄС виникли протилежні економічні ситуації між країнами Південної Європи з одного боку, і Центральної та Північної Європи з іншого боку: підвищення рівня безробіття та державного боргу в країнах Середземномор'я та зниження рівня безробіття з підвищенням темпів зростання ВВП у країнах Східної та Північної Європи. 2015 року державний борг у Європейському Союзі становив 85 % ВВП, з відмінностями між найнижчим показником в Естонії — 9,7 %, та найбільшим у Греції — 176 %.
П'ятьма найбільшими національними економіками в ЄС є (у порядку зростання, станом на 2019 рік): Нідерланди, Іспанія, Італія, Франція та Німеччина — разом на них припадає близько 69 % номінального ВВП усього ЄС. Найбільшими торговельними партнерами Європейського Союзу є (у порядку спадання, станом на 2019 рік): США, КНР, Сполучене Королівство, Швейцарія та Росія. Україна в цьому рейтингу займає 18 місце (між В'єтнамом та ПАР), у 2018 році вона займала 21 місце. ЄС є повноправним членом Світової організації торгівлі, Великої сімки та Великої двадцятки.

### Внутрішній ринок
Див. також: Європейське споживче право
Дві початкові основні цілі Європейського економічного співтовариства полягали в розвитку спільного ринку, який згодом перетворився на спільний ринок, і митного союзу між його державами-членами. Єдиний ринок передбачає вільний обіг товарів, капіталу, людей і послуг у межах ЄС, а митний союз передбачає застосування єдиного зовнішнього тарифу на всі товари, що надходять на ринок. Після того, як товари були допущені на ринок, вони не можуть обкладатися митними зборами, дискримінаційними податками чи імпортними квотами, оскільки вони подорожують всередині країни. Країни, які не є членами ЄС, Ісландія, Норвегія, Ліхтенштейн і Швейцарія, беруть участь у єдиному ринку, але не в митному союзі. Половина торгівлі в ЄС покривається законодавством, гармонізованим ЄС.
Вільний рух капіталу має на меті дозволити рух інвестицій, як-от покупка нерухомости та купівля акцій між країнами. До моменту досягнення економічного та монетарного союзу розвиток капітального забезпечення відбувався повільно. Після Маастрихту швидко розвивався корпус рішень Європейського суду щодо цієї спочатку занедбаної свободи. Вільний рух капіталу є унікальним, оскільки воно надається рівною мірою державам, які не є членами.
Вільне пересування людей означає, що громадяни ЄС можуть вільно переміщатися між державами-членами, щоб жити, працювати, навчатися або виходити на пенсію в іншій країні. Це вимагало зниження адміністративних формальностей та визнання професійних кваліфікацій інших держав.

Вільне переміщення послуг та заснування дозволяє самозайнятим особам переміщатися між державами-членами для надання послуг на тимчасовій або постійній основі. У той час як послуги становлять від 60 до 70 % ВВП, законодавство в цій сфері не настільки розвинене, як в інших сферах. Ця прогалина була усунена в Директиві про послуги про внутрішній ринок 2006 року, яка спрямована на лібералізацію транскордонного надання послуг. Відповідно до договору надання послуг є залишковою свободою, яка застосовується лише в тому випадку, якщо не реалізується жодна інша свобода.
|                                                                 |
| Національне посвідчення особи ЄЕЗ (Німецька версія на світлині) |

|                                                                    |
| Європейське водійське посвідчення. (Хорватська версія на світлині) |

|                                                                                   |
| Європейська картка медичного страхування (EHIC). (Австрійська версія на світлині) |

| |
| Європейський паспорт із зазначенням назви країни-члена, національного зброї та слів «Європейський Союз», наведених їхньою(ими) офіційною(ими) мовою(ами). (Ірландська версія на світлині) |

| |
| Європейський реєстраційний знак, що складається з синьої смуги з лівого боку із символом Прапору ЄС, а також коду країни-члена, в якій зареєстровано транспортний засіб. (Словацька версія на світлині) |

### Валютний союз і фінансові послуги
Створення єдиної європейської валюти стало офіційною метою Європейського економічного співтовариства в 1969 році. 1992 року, узгодивши структуру та процедури валютного союзу, країни-члени підписали Маастрихтський договір і були юридично зобов'язані виконувати узгоджені умови та правила, включаючи критерії конвергенції, якщо вони хочуть приєднатися до валютного союзу. Держави, які бажають взяти участь, повинні були спочатку приєднатися до Європейського механізму обмінного курсу.
У 1999 році розпочався валютний союз, спочатку як валюта обліку, до якої приєдналися одинадцять держав-членів. 2002 року валюта була повністю введена в дію, коли були випущені банкноти євро та монети євро, а національні валюти почали поступово припинятися в єврозоні, яка на той час складалася з 12 країн-членів. Єврозона (складається з країн-членів ЄС, які прийняли євро) відтоді зросла до 20 країн.
Євро та монетарна політика тих, хто його прийняв за угодою з ЄС, перебувають під контролем Європейського центрального банку (ЄЦБ). ЄЦБ є центральним банком єврозони, і, таким чином, контролює грошово-кредитну політику в цій сфері з метою підтримки стабільности цін. Він знаходиться в центрі Європейської системи центральних банків, яка охоплює всі національні центральні банки ЄС і контролюється її Генеральною радою, до складу якої входять голова ЄЦБ, який призначається Європейською радою, віцеголова ЄЦБ, а також керівники національних центральних банків усіх 27 країн-членів ЄС.

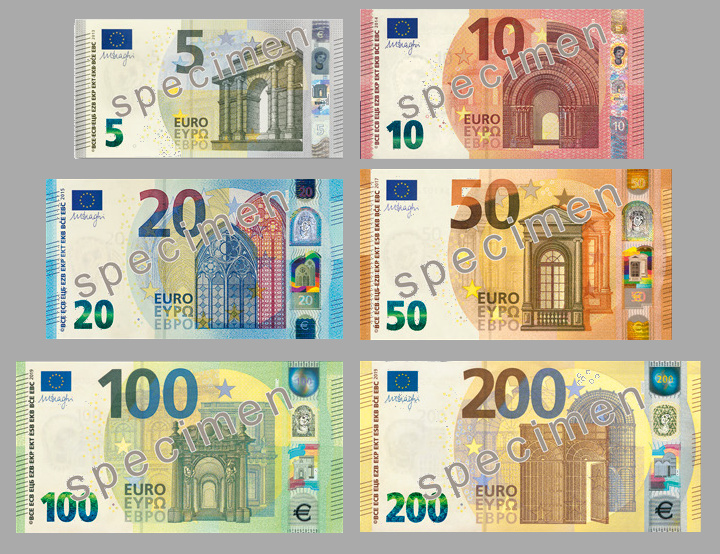
Євро було введено в 2002 році, замінивши 12 національних валют. Відтоді приєдналися 8 країн.

Європейська система фінансового нагляду — це інституційна архітектура системи фінансового нагляду ЄС, що складається з трьох органів: Європейського банківського органу, Європейського управління страхування та професійних пенсій та Європейського управління з цінних паперів і ринків. Щоб доповнити цю структуру, існує також Європейська рада з системних ризиків під відповідальність центрального банку. Метою цієї системи фінансового контролю є забезпечення економічної стабільності ЄС.
Щоб запобігти тим, щоб держави, що приєдналися, не потрапили у фінансові проблеми чи кризу після вступу до валютного союзу, вони були зобов'язані за Маастрихтським договором виконувати важливі фінансові зобов'язання та процедури, зокрема демонструвати бюджетну дисципліну та високий ступінь стійкої економічної конвергенції, а також уникнути надмірного державного дефіциту та обмежити державний борг до стійкого рівня.

### Промисловість і цифрова економіка
Робочими секторами Європейської Комісії є: аеронавтика, автомобільна промисловість, біотехнологія, хімія, будівництво, косметика, оборона, електроніка, вогнепальна зброя, харчові продукти та напої, азартні ігри, охорона здоров'я, морський транспорт, механіка, медицина, пошта, сировина, космос, текстиль, туризм, іграшки та соціальна економіка (Європейське кооперативне товариство).

### Енергія

У 2020 році відновлювані джерела енергії вперше випередили викопне паливо як основне джерело електроенергії в ЄС

У 2006 році ЄС-27 споживало 1825 мільйонів тонн нафтового еквівалента (toe). Близько 46 % споживаної енергії було вироблено в країнах-членах, тоді як 54 % було імпортовано. У цій статистиці ядерна енергія розглядається як первинна енергія, вироблена в ЄС, незалежно від джерела урану, менш ніж 3 % якого виробляється в ЄС
ЄС мав законодавчу владу у сфері енергетичної політики протягом більшої частини свого існування; це має свої коріння в оригінальному Європейському співтоваристві з вугілля та сталі. Запровадження обов'язкової та всеохоплюючої європейської енергетичної політики було схвалено на засіданні Європейської ради в жовтні 2005 року, а перший проєкт політики був опублікований у січні 2007 року.
ЄС має п'ять ключових моментів у своїй енергетичній політиці: посилення конкуренції на внутрішньому ринку, заохочення інвестицій та посилення взаємозв'язків між електричними мережами; диверсифікувати енергетичні ресурси за допомогою кращих систем для реагування на кризу; встановити нову договірну базу для енергетичного співробітництва з Російською Федерацією, одночасно покращуючи відносини з багатими на енергоносії державами Центральної Азії та Північної Африки; більш ефективно використовувати існуючі джерела енергії, одночасно збільшуючи комерціалізацію відновлюваної енергії; і нарешті збільшити фінансування нових енергетичних технологій.
У 2007 році країни ЄС загалом імпортували 82 % своєї нафти, 57 % природного газу та 97,48 % потреби в урані. Трьома найбільшими постачальниками природного газу до Європейського Союзу є Російська Федерація, Норвегія та Алжир, на які припадало близько трьох чвертей імпорту в 2019 році. Існує сильна залежність від російської енергії, яку ЄС намагається зменшити.

### Інфраструктура

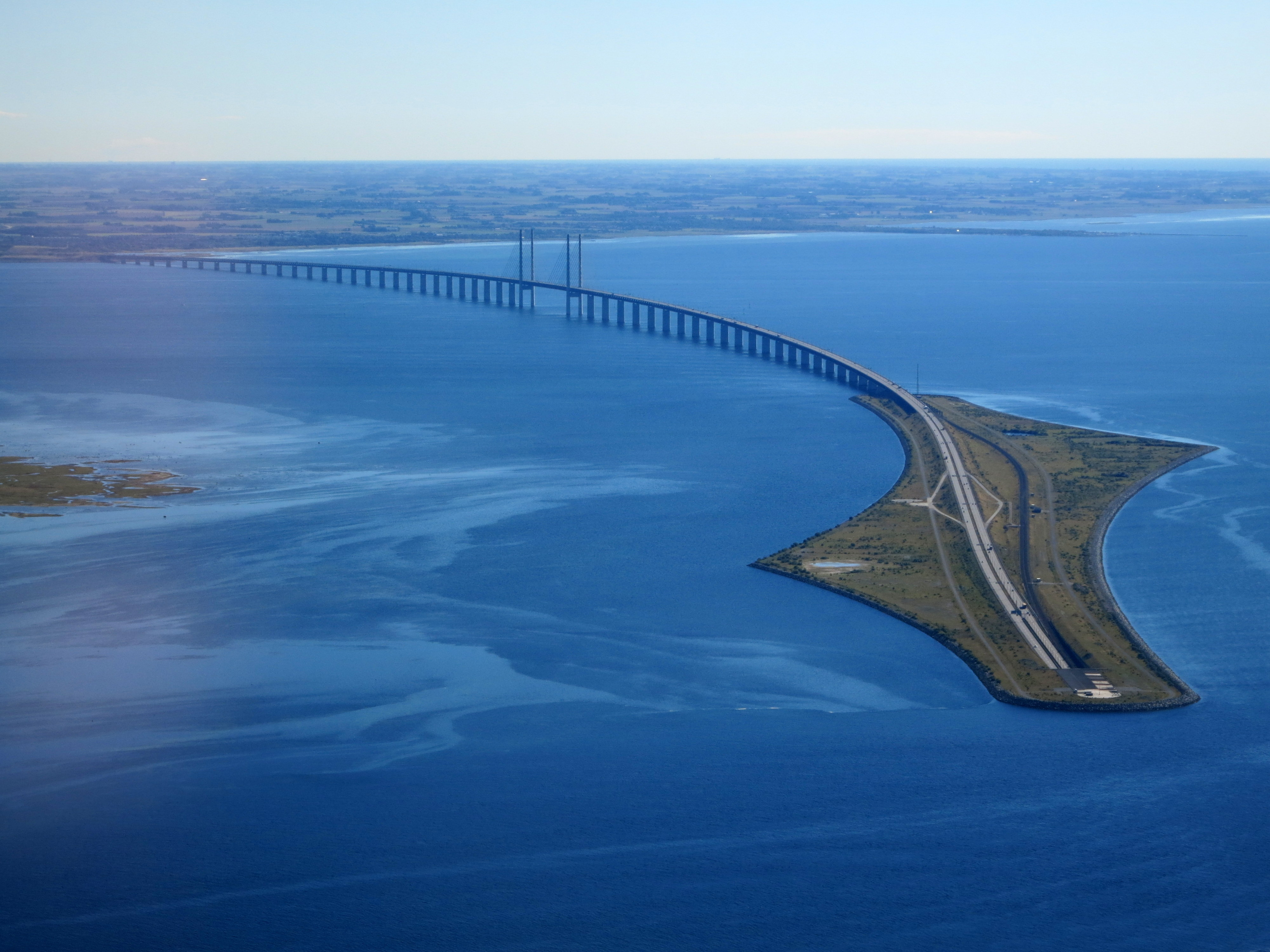
Ересуннський міст між Данією та Швецією є частиною Транс'європейських мереж.

Європейський Союз працює над покращенням транскордонної інфраструктури, наприклад, через транс'європейські мережі (TEN). Проєкти в рамках TEN включають тунель під Ла-Маншем, LGV Est, Тунель Мон-Сеніс, Ересуннський міст, Бреннерський базисний тунель і міст Мессінської протоки. 2010 року розрахункова мережа охоплює: 75 200 кілометрів доріг; 78 000 кілометрів залізниць; 330 аеропортів; 270 морських портів; і 210 внутрішніх портів.
Залізничний транспорт у Європі синхронізується з Європейською системою управління залізничним рухом (ERTMS), ініціативою для значного підвищення безпеки, підвищення ефективності поїздів та покращення транскордонної взаємодії залізничного транспорту в Європі шляхом заміни сигнального обладнання на оцифровані переважно бездротові версії та шляхом створення єдиного загальноєвропейського стандарту для систем керування та командування поїздів.
Європейська транспортна політика, що розвивається, посилить тиск на навколишнє середовище у багатьох регіонах через розширення транспортної мережі. У країнах ЄС, які були членами ЄС до 2004 року, головною проблемою на транспорті є затори та забруднення. Після недавнього розширення нові держави, які приєдналися з 2004 року, додали до транспортного порядку денного проблему вирішення проблем доступності. Польська дорожня мережа була оновлена, наприклад, автомагістраль А4.

### Телекомунікації та космос

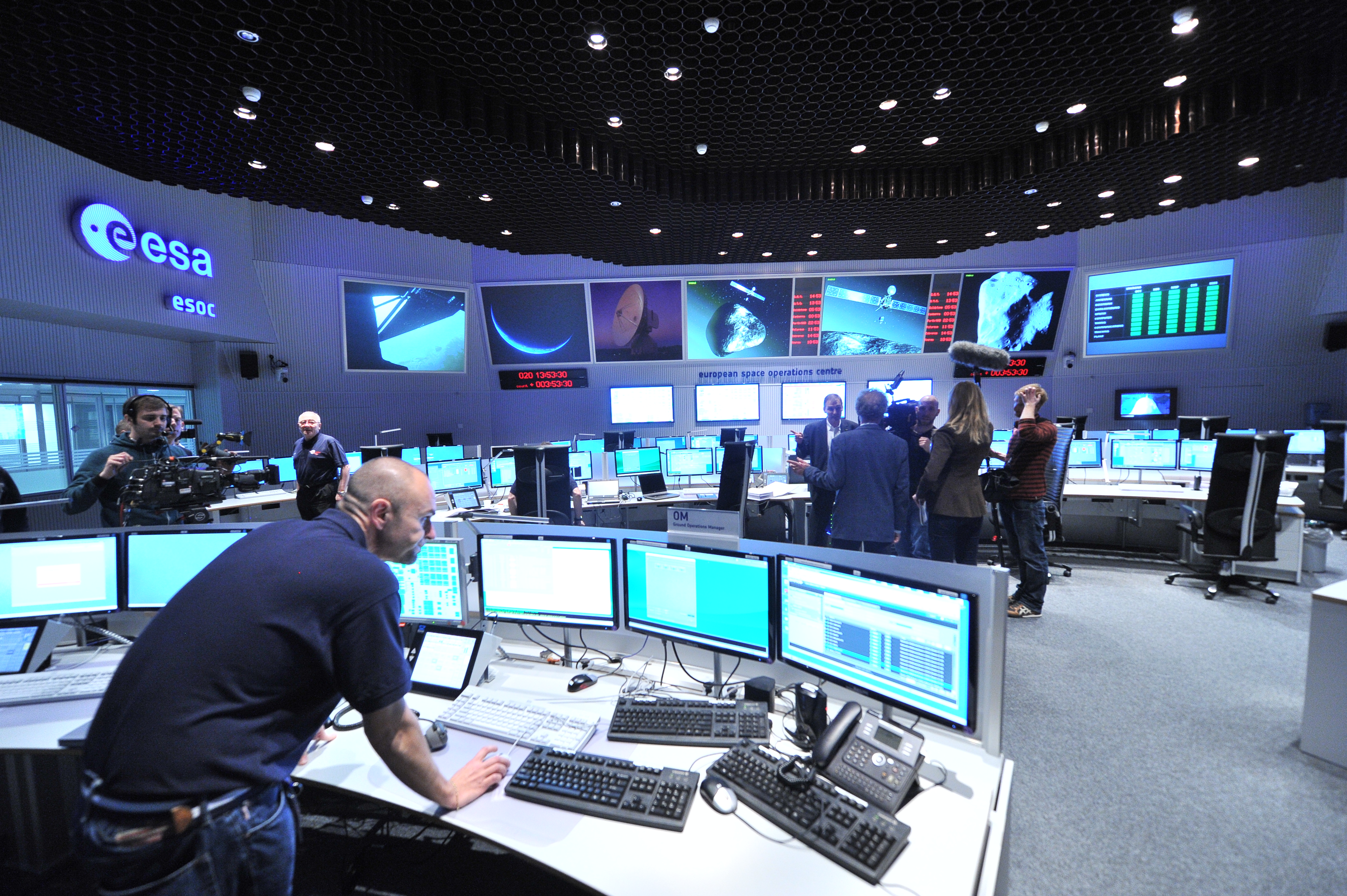
Контроль польотів Європейського космічного агентства в ESOC в Дармштадті, Німеччина

Система позиціонування Ґалілео — ще один інфраструктурний проєкт ЄС. Ґалілео — це запропонована система супутникової навігації, яку буде створювати ЄС та запустити Європейське космічне агентство (ESA). Проєкт Ґалілео було започатковано частково для того, щоб зменшити залежність ЄС від глобальної системи позиціонування, що керується США, але також щоб забезпечити повніше глобальне покриття та забезпечити більшу точність, враховуючи стару природу системи GPS.

### Сільське господарство та рибальство

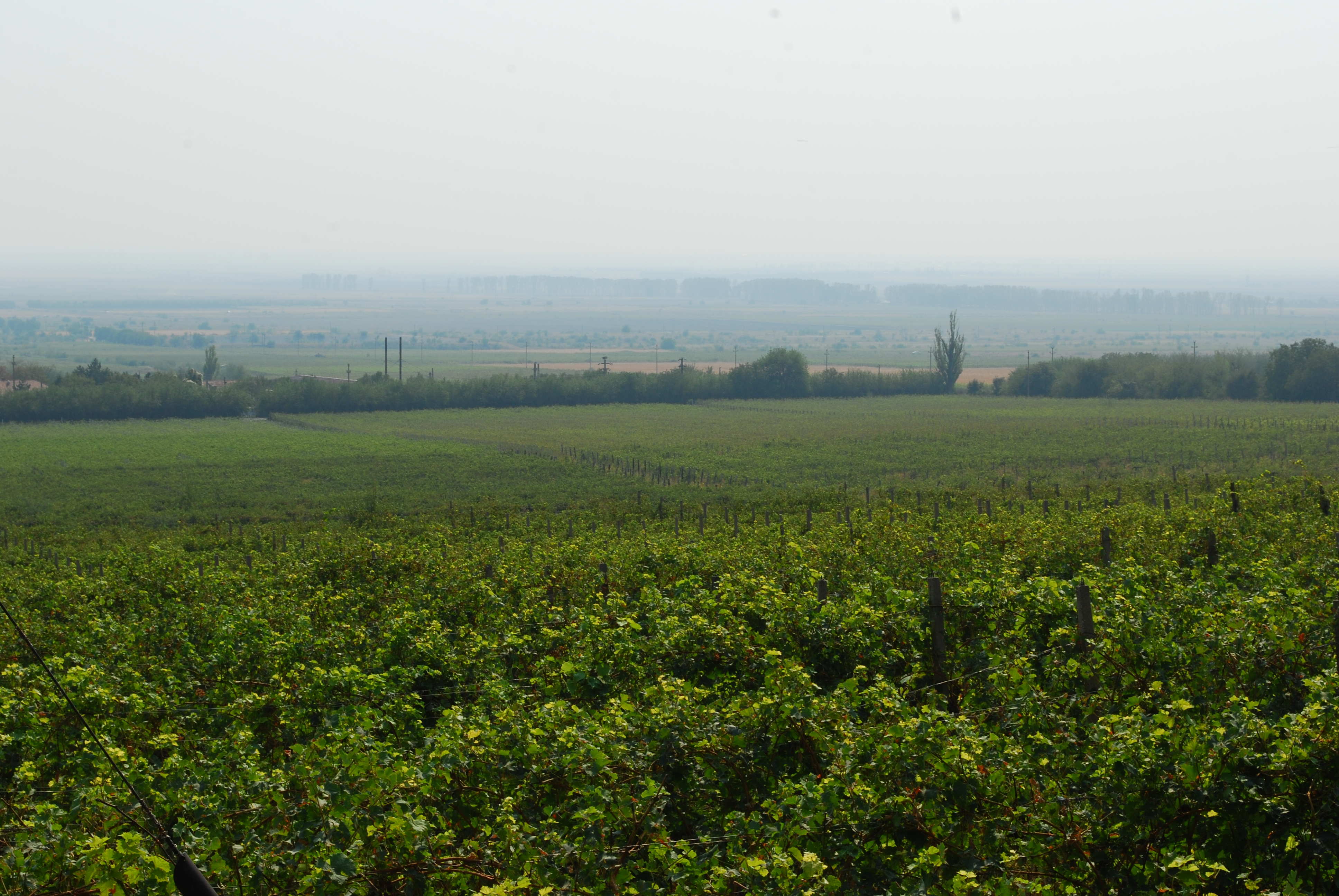
Виноградники в Румунії; ферми ЄС утримуються за рахунок Спільної сільськогосподарської політики, що мають найбільші бюджетні витрати.

Спільна сільськогосподарська політика (САР) є однією з довготривалих політик Європейського Співтовариства. Політика має на меті збільшення сільськогосподарського виробництва, забезпечення впевненості в постачаннях продовольства, забезпечення високої якості життя фермерів, стабілізацію ринків та забезпечення розумних цін для споживачів. Донедавна він керувався системою субсидій та ринкового втручання. До 1990-х років ця політика становила понад 60 % річного бюджету тодішнього Європейського співтовариства, а в 2013 році — близько 34 %.
Контроль за цінами та ринкові втручання привели до значного перевиробництва. Це були інтервенційні магазини продуктів, куплених громадою для підтримки мінімальних цін. Щоб позбутися надлишків магазинів, їх часто продавали на світовому ринку за цінами, значно нижчими, гарантованими Співтовариством, або фермерам пропонували субсидії (у розмірі різниці між цінами спільноти та світовими цінами) на експорт своєї продукції за межі спільноти. Ця система була піддана критиці за те, що вона принижує фермерів за межами Європи, особливо в країнах, що розвиваються. Прихильники CAP стверджують, що економічна підтримка, яку вона надає фермерам, забезпечує їм розумний рівень життя.
З початку 1990-х років САП зазнала низки реформ. Спочатку ці реформи включали запровадження відведення у 1988 році, коли частина сільськогосподарських земель була навмисно вилучена з виробництва, молочні квоти, а нещодавно — «роз'єднання» (або відокремлення) грошей, які фермери отримували від ЄС та обсяги, які вони виробляють (за реформами Фішлера 2004 р.). Витрати на сільське господарство будуть відходити від виплат субсидій, пов'язаних із конкретною продукцією, до прямих платежів, які залежать від розміру ферми. Це має на меті дозволити ринку диктувати рівень виробництва. Одна з цих реформ спричинила зміну цукрового режиму ЄС, який раніше розділяв ринок цукру між державами-членами та деякими афро-карибськими країнами, які мали привілейовані відносини з ЄС.

### Конкуренція
ЄС проводить конкурентну політику, спрямовану на забезпечення невикривленої конкуренції на єдиному ринку.
Європейський комісар з питань конкуренції (нині Марґрете Вестаґер) є однією з найпотужніших посад у комісії, що відзначається здатністю впливати на комерційні інтереси транснаціональних корпорацій. Наприклад, у 2001 році комісія вперше запобігла злиття двох компаній, що базуються в Сполучених Штатах (General Electric і Honeywell), яке вже було схвалено їхнім національним органом. Інша резонансна справа проти Microsoft призвела до того, що комісія оштрафувала Microsoft на понад €777 мільйонів після дев'яти років судових позовів.

### Ринок праці
У вересні 2018 року сезонно скоригований рівень безробіття в ЄС становив 6,7 % Рівень безробіття в єврозоні становив 8,1 %. Серед країн-членів найнижчий рівень безробіття був зафіксований у Чехії (2,3 %), Німеччині та Польщі (обидві — 3,4 %), а найвищий — в Іспанії (14,9 %) та Греції (19,0 % у липні 2018 року).

## Соціальна політика та рівність
| Нації      | Соціальні витрати (відсотків ВВП) |
| ---------- | --------------------------------- |
| Франція    | 31,0                              |
| Фінляндія  | 29,1                              |
| Бельгія    | 28,9                              |
| Данія      | 28,3                              |
| Італія     | 28,2                              |
| Австрія    | 26,9                              |
| Німеччина  | 25,9                              |
| Швеція     | 25,5                              |
| Іспанія    | 24,7                              |
| Греція     | 24,0                              |
| Португалія | 22,6                              |
| Люксембург | 21,6                              |
| Польща     | 21,3                              |
| Словенія   | 21,1                              |
| Чехія      | 19,2                              |
| Угорщина   | 18,1                              |
| Словаччина | 17,7                              |
| Естонія    | 17,7                              |
| Литва      | 16,7                              |
| Латвія     | 16,4                              |
| Нідерланди | 16,1                              |
| Ірландія   | 13,4                              |

Європейський Союз давно намагається пом'якшити наслідки вільних ринків шляхом захисту прав працівників та запобігання соціальному та екологічному демпінгу. З цією метою він прийняв закони, що встановлюють мінімальні стандарти зайнятості та довкілля. Сюди входили Директива про робочий час та Директива про оцінку впливу на навколишнє середовище.
ЄС також прагнув координувати системи соціального забезпечення та охорони здоров'я держав-членів, щоб сприяти особам, які здійснюють права на вільне пересування, та забезпечувати їм можливість зберігати доступ до послуг соціального забезпечення та охорони здоров'я в інших державах-членах. Основне законодавство про соціальне забезпечення міститься в Директиві 86/378 про рівне ставлення до професійного соціального забезпечення, Директиві про рівне ставлення в соціальному забезпеченні 79/7 / ЄЕС, Регламенті соціального забезпечення 1408/71 / ЄС та 883/2004 / ЄС та Директиві 2005/36 / ЄС
Європейська соціальна хартія — головний договір, який визнає соціальні права європейських громадян.
Європейське страхування на випадок безробіття запропонував, зокрема, комісар з питань праці Ніколас Шміт. Також обговорювалася європейська директива про мінімальну заробітну плату.
З 2019 року існує Європейський комісар з питань рівності, а Європейський інститут із ґендерної рівности існує з 2007 року.
У 2020 році за мандатом Хелени Даллі була затверджена перша в історії Стратегія Європейського Союзу щодо рівності ЛГБТІК.

Житло, молодь, дитинство, функціональне різноманіття або догляд за літніми людьми є допоміжними компетенціями Європейського Союзу і можуть фінансуватися Європейським соціальним фондом.

### Регіональна та місцева політика

Класифікація регіонів з 2014 по 2020 рік.

Структурні фонди та Когезійний фонд підтримують розвиток слаборозвинених регіонів ЄС. Такі регіони передусім розташовані в державах Центральної та Південної Європи. Кілька фондів надають екстрену допомогу, підтримку членів-кандидатів у перетворенні своєї країни на відповідність стандартам ЄС (PHARE, ISPA та SAPARD) та підтримку Співдружности Незалежних Держав (TACIS). Зараз TACIS став частиною всесвітньої програми EuropeAid.
Демографічний перехід до суспільства, яке старіє, низький коефіцієнт народжуваності та депопуляція немітропольних регіонів вирішується в рамках цієї політики.

### Навколишнє середовище та клімат

За даними Європейського агентства з охорони навколишнього середовища, біогеографічні регіони континентальної Європи

У 1957 році, коли було засновано Європейське економічне співтовариство, воно не проводило екологічної політики. За останні 50 років було створено все щільнішу мережу законодавчих актів, що поширюється на всі сфери охорони навколишнього середовища, включаючи забруднення повітря, якість води, поводження з відходами, охорону природи та контроль за хімічними речовинами, промисловими небезпеками та біотехнологіями. За даними Інституту європейської екологічної політики, екологічне законодавство включає понад 500 директив, положень та рішень, що робить екологічну політику ключовим напрямком європейської політики.
Європейські політичні діячі спочатку збільшили спроможність ЄС реагувати на екологічні проблеми, визначивши це як проблему торгівлі. Торгівельні бар'єри та викривлення конкуренції на Спільному ринку можуть виникнути через різні екологічні стандарти в кожній країні-члени. У наступні роки навколишнє середовище стало офіційною сферою політики зі своїми власними суб'єктами політики, принципами та процедурами. Правова основа екологічної політики ЄС була створена із запровадженням Єдиного європейського акту в 1987 році.
785 / 5000 Результати перекладу Спочатку екологічна політика ЄС була зосереджена на Європі. Зовсім недавно ЄС продемонстрував лідерство у глобальному екологічному управлінні, напр. роль ЄС у забезпеченні ратифікації та набуття чинности Кіотським протоколом, попри спротив Сполучених Штатів. Цей міжнародний вимір знайшов своє відображення у Шостій програмі дій ЄС щодо охорони навколишнього середовища, яка визнає, що її цілі можна досягти лише за умови активної підтримки та належного впровадження ключових міжнародних угод як на рівні ЄС, так і у всьому світі. Лісабонський договір ще більше зміцнив амбіції керівництва. Законодавство ЄС відіграло значну роль у покращенні захисту середовища існування та видів у Європі, а також сприяло поліпшенню якості повітря та води та поводження з відходами.
Пом'якшення змін клімату є одним із пріоритетів екологічної політики ЄС. 2007 року держави-члени домовились, що в майбутньому 20 % енергії, яку використовують у ЄС, має бути відновлюваною, а викиди вуглекислого газу повинні бути нижчими в 2020 році щонайменше на 20 % порівняно з рівнем 1990 року. ЄС прийняв систему торгівлі викидами для включення викидів вуглецю в економіку. Європейська зелена столиця — це щорічна премія, що присуджується містам, яка фокусується на довкіллі, енергоефективності та якості життя в міських районах для створення розумного міста.
На виборах до Європарламенту 2019 року зелені партії збільшили свою владу, можливо, через зростання постматеріалістичних цінностей.
Пропозиції досягти нульової вуглецевої економіки в Європейському Союзі до 2050 року пропонувались у 2018—2019 рр. Майже всі держави-члени підтримали цю мету на саміті ЄС у червні 2019 р. Чехія, Естонія, Угорщина та Польща не погодились.

У 2017 році ЄС викинув 9,1 % глобальних викидів парникових газів. ЄС має на меті встановити нульові викиди ПГ до 2050 року

### Освіта та дослідження

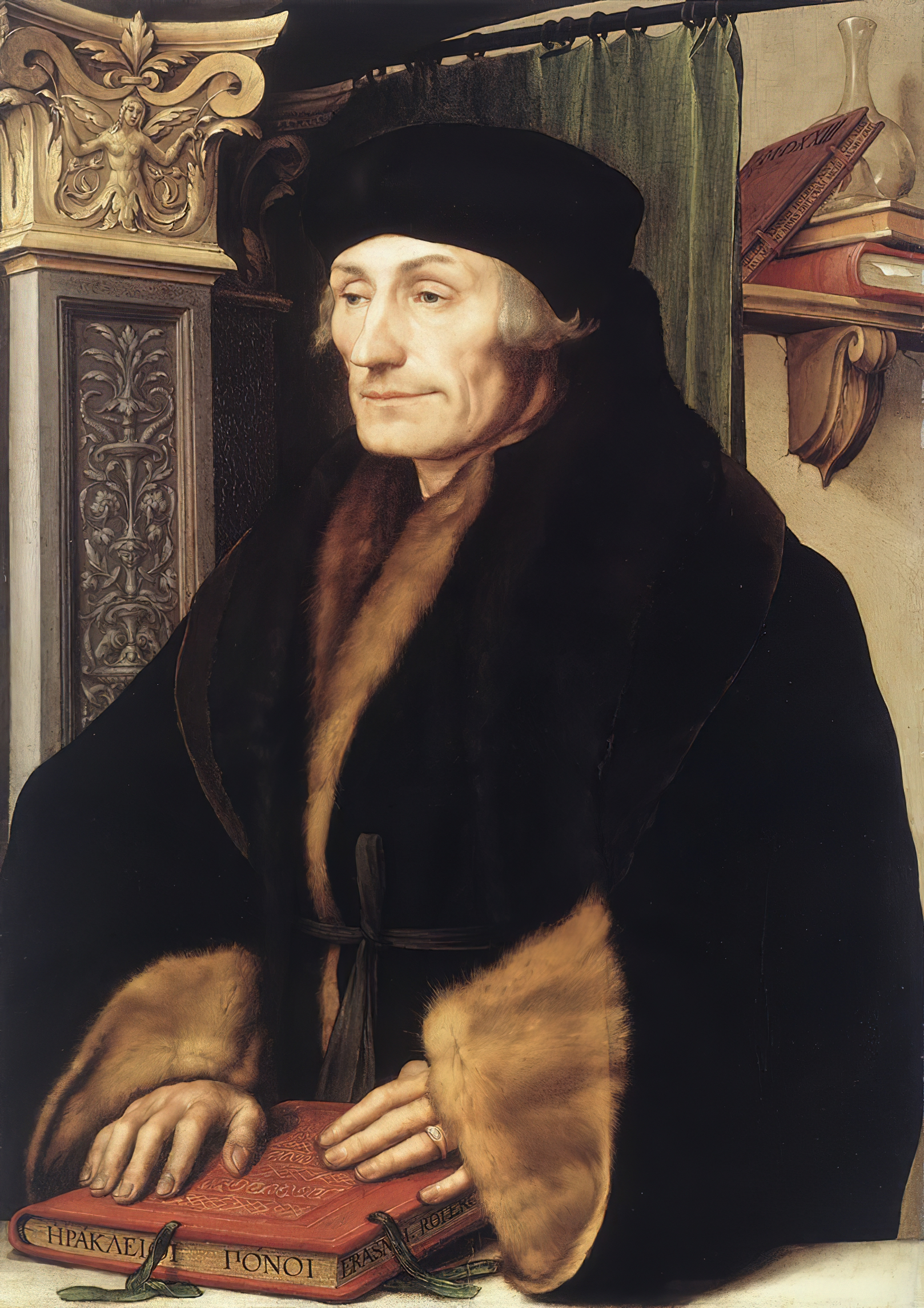
Еразм Роттердамський, гуманіст епохи Відродження, на честь якого названа Програма Еразм

Базова освіта — це сфера, де роль ЄС обмежується підтримкою національних урядів. У галузі вищої освіти ця політика була розроблена у 1980-х роках у рамках програм підтримки обміну та мобільности. Найпомітнішою з них є програма Еразмус, програма університетських обмінів, яка розпочалася в 1987 році. У перші 20 років вона підтримувала можливості міжнародного обміну для понад 1,5 мільйона студентів університетів та коледжів і стала символом європейського студентського життя.
Існують подібні програми для учнів та вчителів шкіл, для слухачів професійно-технічної освіти та для дорослих, які навчаються у Програмі навчання впродовж життя 2007—2013. Ці програми призначені для заохочення ширших знань про інші країни та поширення передового досвіду в галузі освіти та підготовки кадрів по всьому ЄС. Підтримуючи Болонський процес, ЄС підтримує порівнянні стандарти та сумісні ступені в усій Європі.
Науковому розвитку сприяють Рамкові програми ЄС, перша з яких розпочалась у 1984 р. Цілі політики ЄС у цій галузі полягають у координації та стимулюванні досліджень. Незалежна Європейська наукова рада виділяє кошти ЄС на європейські або національні науково-дослідні проєкти. Дослідницькі та технологічні рамкові програми ЄС стосуються багатьох областей, наприклад, енергетики, метою якої є розробка різноманітного поєднання відновлюваних джерел енергії для сприяння довкіллю та зменшення залежності від імпортованого палива.

### Охорона здоров'я та безпека харчових продуктів

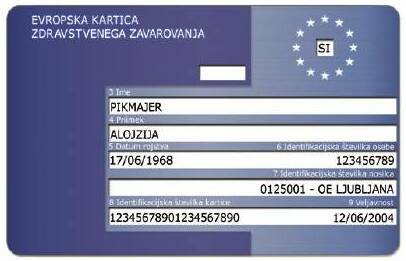
Європейська картка медичного страхування (На фото словенська версія)

ЄС не має основних повноважень у галузі охорони здоров'я, а стаття 35 Хартії основних прав Європейського Союзу підтверджує, що «Високий рівень охорони здоров'я людини повинен забезпечуватися при визначенні та реалізації всіх політик та заходів Союзу». Генеральний директорат Європейської Комісії з питань охорони здоров'я та споживачів прагне узгодити національні закони щодо захисту здоров'я людей, прав споживачів, безпеки харчових продуктів та інших продуктів.
Усі країни ЄС та багато інших європейських країн пропонують своїм громадянам безкоштовну європейську карту медичного страхування, яка на взаємній основі забезпечує страхування невідкладної медичної допомоги під час відвідування інших європейських країн-учасниць. Директива про транскордонне медичне обслуговування має на меті сприяти співробітництву в галузі охорони здоров'я між державами-членами та полегшити доступ до безпечного та якісного транскордонного медичного обслуговування для європейських пацієнтів.
ЄС має одні з найвищих рівнів очікуваної тривалості життя у світі, причому Іспанія, Італія, Швеція, Франція, Мальта, Ірландія, Нідерланди, Люксембург та Греція входять до числа 20 найбільших країн світу з найвищою тривалістю життя. Загалом тривалість життя нижча у Східній Європі, ніж у Західній Європі. 2018 року регіоном ЄС із найвищою тривалістю життя був Мадрид, Іспанія — 85,2 року, за яким слідували іспанські регіони Ла-Ріоха та Кастилія-і-Леон — 84,3 року, Трентіно в Італії — 84,3 року та Іль-де-Франс у Франції. у 84,2 року. Загальна тривалість життя в ЄС у 2018 році становила 81,0 року, що перевищувало середній показник у світі, який становив 72,6 року.

## Збройні сили
Станом на 11 квітня 2023 року, Європейський Союз не має власних повноцінних збройних сил, їх натомість окремо мають усі 27 держав-членів союзу, з яких 22 члени нині входять у військовий блок НАТО, щодо Швеції триває ратифікація протоколів про вступ до НАТО всіма членами організації, а решта 4 (Австрія, Ірландія, Кіпр та Мальта) дотримуються політики нейтралітету. На рівні ЄС лише відбувається сприяння військовому співробітництву між його країнами-членами в рамках Спільної політики безпеки та оборони через Військовий штаб та Європейське оборонне агентство. Також для координації захисту зовнішнього кордону країн-учасників Шенгенської угоди (куди входять 22 країни-члени ЄС та 4 інші європейські країни — Ісландія, Ліхтенштейн, Норвегія та Швейцарія) працює агентство Frontex.

29 жовтня 2024 року Європейський Союз і Північноатлантичний альянс вирішили створити нову робочу групу високого рівня для посилення співпраці, погодились із необхідністю стратегічного партнерства між Європейським Союзом і Альянсом, зокрема в контексті повномасштабної російської агресії проти України.

### Перспектива створення
Європейські політики неодноразово висловлювали ідею про створення європейської армії. Мотивом називали те, що європейські країни вже довгі роки існують у мирі, і захист власних національних інтересів для багатьох держав Європи у відносинах між ними більше не має сенсу. Прихильники ідеї вказують на неефективність організації оборони на національних рівнях, що призводить до дублювання структур і функцій та відповідно високих витрат. На їх думку, співпраця всіх країн-членів ЄС у військовій сфері дасть змогу заощадити на розробці і придбанні сучасних систем озброєнь і перерозподілити завдання на таке улагодження військ, щоб кожна з країн мала свою військову спеціалізацію. Однак головним противником такої ідеї виступало Сполучене Королівство, яке погрожувала заблокувати створення єдиної армії, аргументуючи це тим, що така структура лише дублюватиме функції НАТО.

Країни-учасники PESCO
Члени ЄС, що відмовилися від участі в PESCO

Нова хвиля обговорення ідеї створення спільної армії почалася в 2017—2018 роках після рішення Сполученого Королівства щодо виходу з Європейського Союзу, посилення геополітичної напруженості в світі (див. Друга холодна війна) та погіршенням відносин між Європою та США за президентства Дональда Трампа (зокрема через його неодноразові звинувачення на адресу європейських партнерів по НАТО щодо недостатнього внеску в спільну оборону). Одним із перших високопосадовців ЄС, які підтримали створення спільної армії, став Голова Єврокомісії Жан-Клод Юнкер. 8 березня 2015 року (на тлі агресії Росії проти України) він заявив, що завдяки створенню такої армії Європа зможе переконливо реагувати на загрозу для миру як у самих країнах-членах, так і у сусідніх із ЄС країнах. На його думку, спільна армія «дасть Росії зрозуміти, що ми серйозно ставимось до відстоювання цінностей Європейського Союзу». Його підтримали, зокрема, міністр оборони ФРН Урсула фон дер Ляєн і глава німецького МЗС Франк-Вальтер Штайнмаєр, а канцлер Ангела Меркель назвала ідею «проєктом майбутнього» і висловилася наразі за поглиблення військового співробітництва. Пізніше Жан-Клод Юнкер неодноразово повторював свою позицію, аргументуючи її ризиками тероризму, зокрема від організації Ісламська Держава, та більшої незалежності і самостійності Європи від США. 6 листопада 2018 року ідею створення армії ЄС підтримав президент Франції Емманюель Макрон. За його словами, власна армія необхідна ЄС, «беручи до уваги Росію, Китай і навіть США». Його тепер цілком (на відміну від Юнкера у 2015-му) підтримала канцлер ФРН Ангела Меркель, заявивши що «Спільна європейська армія покаже світу, що між європейськими країнами більше ніколи не буде війни». Проти виступив прем'єр-міністр Нідерландів Марк Рютте, зазначивши, що НАТО повинно залишатися наріжним каменем європейської оборонної політики. Заява Макрона прозвучала на тлі виходу США з ядерної угоди по Ірану та погроз виходу з договору про ліквідацію ракет середньої та малої дальности (підписаному між США та СРСР в 1987 році, тепер дійсної зокрема щодо її правонаступниці Росії), проти чого виступали європейські лідери. На думку європейських лідерів, вихід США з даних угод посилить нестабільність на Близькому Сході, Європі та в усьому світі, від чого більше постраждає насамперед Європа, а не США, крім того, це може спровокувати нові перегони озброєнь у світі. США аргументують свій вихід недотриманням Іраном і Росією відповідно умов даних договорів.
14 грудня 2017 року 25 країн ЄС (усі країни-члени, за винятком Сполученого Королівства, Данії та Мальти) запустили програму «Структурної співпраці у сфері оборони та безпеки» (англ. Permanent Structured Cooperation, PESCO), яка розглядається як перший крок на шляху до створення європейського оборонного союзу. Основна ідея PESCO — підвищити ефективність у сфері оборони. Йдеться про усунення дублювань зусиль і ефективніше використання коштів. На 2021 рік запланований запуск Європейського оборонного фонду (англ. European Defence Fund), у його рамках Єврокомісія запропонувала протягом семи років виділити 13 мільярдів євро на спільні проєкти з розробки нових озброєнь і технологій.
17 червня 2019 року міністри оборони Німеччини, Франції та Іспанії затвердили найбільший у Європі оборонний проєкт — систему ведення повітряних боїв майбутнього, яка має бути готова до бойового використання до 2040 року. Система включатиме не лише бойові літаки, але також супровідні загони безпілотників, флагманські і патрульні літаки, наземні станції і супутники. Загальна вартість проєкту оцінюється в суму до 50 мільярдів євро. Також цього ж дня міністри закордонних справ і оборони всіх 28 країн Євросоюзу затвердили «Глобальну стратегію ЄС», у якій описані спільні оборонні та безпекові спроможності та розглянуті шляхи подальшого зміцнення ролі Євросоюзу як глобального гравця.

## Культура
Культурне співробітництво між державами-членами було інтересом ЄС з моменту включення його як компетенції громади до Маастрихтського договору. Дії, вжиті ЄС у культурній сфері, включають семирічну програму «Культура 2000», захід «Європейський місячник культури» та такі оркестри, як Молодіжний оркестр Європейського Союзу. Програма Європейської столиці культури щороку відбирає одне чи кілька міст для сприяння культурному розвитку цього міста.

### Спорт
Асоціація футболу на сьогоднішній день є найпопулярнішим видом спорту в Європейському Союзі за кількістю зареєстрованих гравців. Інші види спорту, у яких найбільше учасників клубів — це теніс, баскетбол, плавання, легка атлетика, гольф, гімнастика, кінні види спорту, гандбол, волейбол та вітрильний спорт.
За спорт відповідають головним чином держави-члени та інші міжнародні організації, а не ЄС. Існує певна політика ЄС, яка вплинула на спорт, наприклад, вільне пересування робітників, яке було основою рішення Босмана, яке забороняло національним футбольним лігам встановлювати квоти для іноземних гравців із європейським громадянством.
Лісабонський договір вимагає будь-якого застосування економічних норм з урахуванням специфічного характеру спорту та його структур на основі добровільної діяльності. Це відбулося за лобіюванням керівних організацій, як-от Міжнародний олімпійський комітет та ФІФА, через заперечення щодо застосування принципів вільного ринку до спорту, що призвело до збільшення розриву між багатими та бідними клубами. ЄУ фінансує програму для тренерів ізраїльського, йорданського, ірландського та британського футболу в рамках проєкту Football 4 Peace.

### Символи
Використовуваний прапор — прапор Європи, який складається з кола з 12 золотих зірок на блакитному тлі. Спочатку розроблений у 1955 році для Ради Європи, прапор був прийнятий Європейськими Співтовариствами, попередниками нинішнього Союзу, в 1986 році. Рада Європи дала прапору символічний опис у наступних термінах, хоча офіційний символічний опис, прийнятий ЄС, не містить посилання на «західний світ»:
На тлі блакитного неба західного світу зірки символізують народи Європи у формі кола, знака союзу. Кількість зірок незмінно дванадцять, фігура дванадцять - символ досконалости і цілісности.— Рада Європи. Париж, 7–9 грудня 1955.

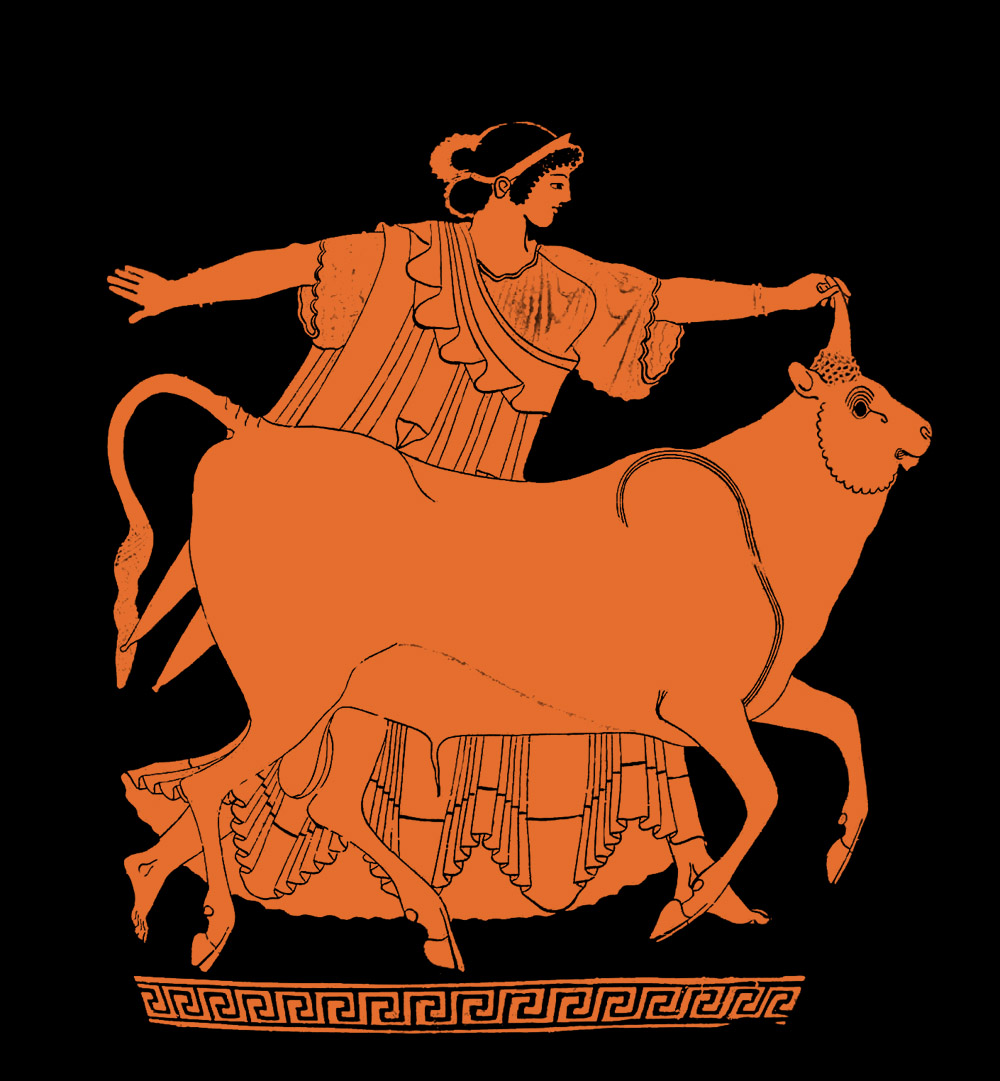
Європа та бик на грецькій вазі, приблизно 480 р. до н. національний музей Тарквінії, Італія

«Об'єднані у різноманітті» було прийнято девізом Союзу у 2000 році, вибравши його серед пропозицій, поданих учнями школи. З 1985 року днем прапора Союзу є День Європи, 9 травня (дата декларації Шумана 1950 року). Гімн Союзу — це інструментальна версія прелюдії до Оди до радости, 4-ї частини дев'ятої симфонії Людвіга ван Бетховена. Гімн був прийнятий лідерами Європейського Співтовариства в 1985 році і відтоді звучав офіційно. Окрім іменування континенту, грецьку міфологічну фігуру Європи часто використовували як уособлення Європи. Знана з міфу, у якому Зевс спокушає її в образі білого бика, Європа також згадується стосовно нинішнього Союзу. Статуї Європи та бика прикрашають кілька установ Союзу, а її портрет видно на серії банкнот євро 2013 року. Бик, зі свого боку, зображений на всіх картках посвідки на проживання.
Карл Великий, також знаний як Карл Великий (лат. Carolus Magnus), а згодом визнаний Pater Europae («Батьком Європи»), має символічне значення для Європи. Комісія назвала одну зі своїх центральних будівель у Брюсселі на честь Карла Великого, а місто Ахен з 1949 року присуджує премію Карла Великого чемпіонам європейського об'єднання. З 2008 року організатори цієї премії спільно з Європейським парламентом присуджують молодіжну премію Карла Великого на знак визнання подібних зусиль молодих людей.

### ЗМІ
Свобода ЗМІ є основним правом, яке поширюється на всі держави-члени Європейського Союзу та його громадян, як це визначено в Хартії ЄС про основні права, а також Європейській конвенції з прав людини:1 У процесі розширення ЄС гарантування свободи ЗМІ називається «ключовим показником готовності країни стати частиною ЄС».
Більшість засобів масової інформації в Європейському Союзі є національно орієнтованими, хоча деякі ЗМІ, що зосереджуються на європейських справах, з'являються з початку 1990-х років, як-от Euronews, Eurosport, EUobserver, EURACTIV або Politico Europe. ARTE є загальнодоступною франко-німецькою телевізійною мережею, яка просуває програмування в галузі культури та мистецтв. 80 % її програм пропонуються в однаковій пропорції двома компаніями-членами, тоді як решта забезпечується Європейською групою економічних інтересів ARTE GEIE та європейськими партнерами каналу.
Програма ЄС «МЕДІА» підтримує європейські популярні кіно- та авдіовізуальні галузі з 1991 року. Вона забезпечує підтримку в розробці, просуванні та розповсюдженні європейських творів у Європі та за її межами.

## Вплив

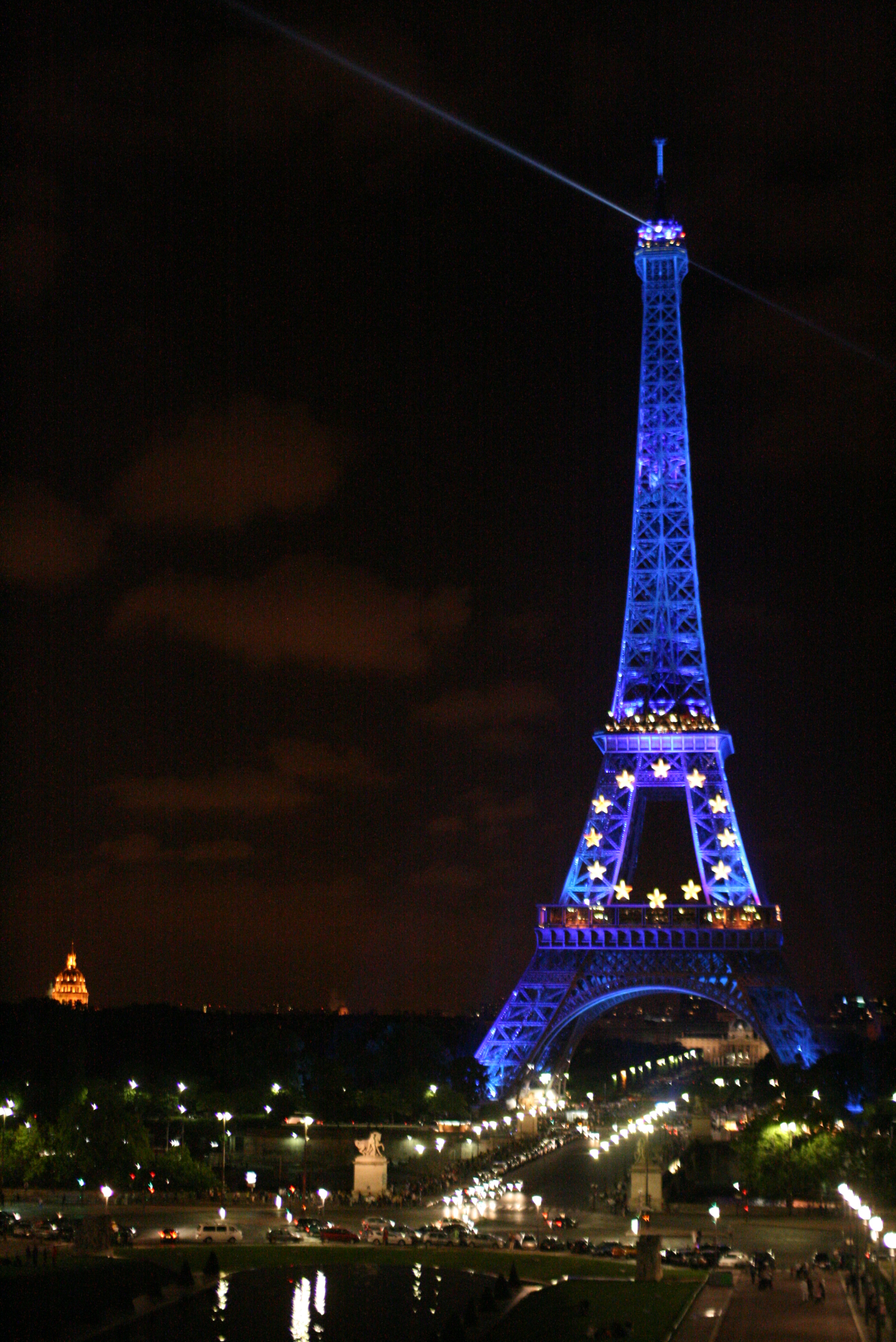
Ейфелева вежа, прикрашена прапором Європи

Європейський Союз справив значний позитивний економічний вплив на більшість держав-членів. Згідно з дослідженням держав-членів, які вступили з 1973 по 2004 рік у 2019 році, «без європейської інтеграції доходи на душу населення були б у середньому приблизно на 10 % нижчими за перші десять років після вступу в ЄС». Греція була винятком, про яке повідомляло дослідження, яке проводило аналіз до 2008 року, «щоб уникнути незрозумілих наслідків світової фінансової кризи».
Європейський Союз сприяв миру в Європі, зокрема, заспокоюючи прикордонні суперечки, і поширюючи демократію, особливо шляхом заохочення до демократичних реформ у країнах-членах Східної Європи після розпаду СРСР. Учений Томас Рісс писав у 2009 році, «у літературі щодо Східної Європи існує консенсус щодо того, що перспектива членства в ЄС мала величезний якірний ефект для нових демократій». Однак Р. Даніель Келемен стверджує, що ЄС виявився корисним для лідерів, які контролюють демократичне відступлення, оскільки ЄС неохоче втручається у внутрішню політику, дає авторитарним урядам кошти, які вони можуть використовувати для зміцнення своїх режимів, а також через свободу пересування в межах ЄС дозволяє різним громадянам залишати країни, що відступають. У той же час, союз забезпечує зовнішнє обмеження, яке не дозволяє м'яким авторитарним режимам переростати у жорстку диктатуру.

## Україна та ЄС
Першим договором що регулював стосунки України та Європейського Союзу була Угода про партнерство та співробітництво підписана 16 червня 1994 року.

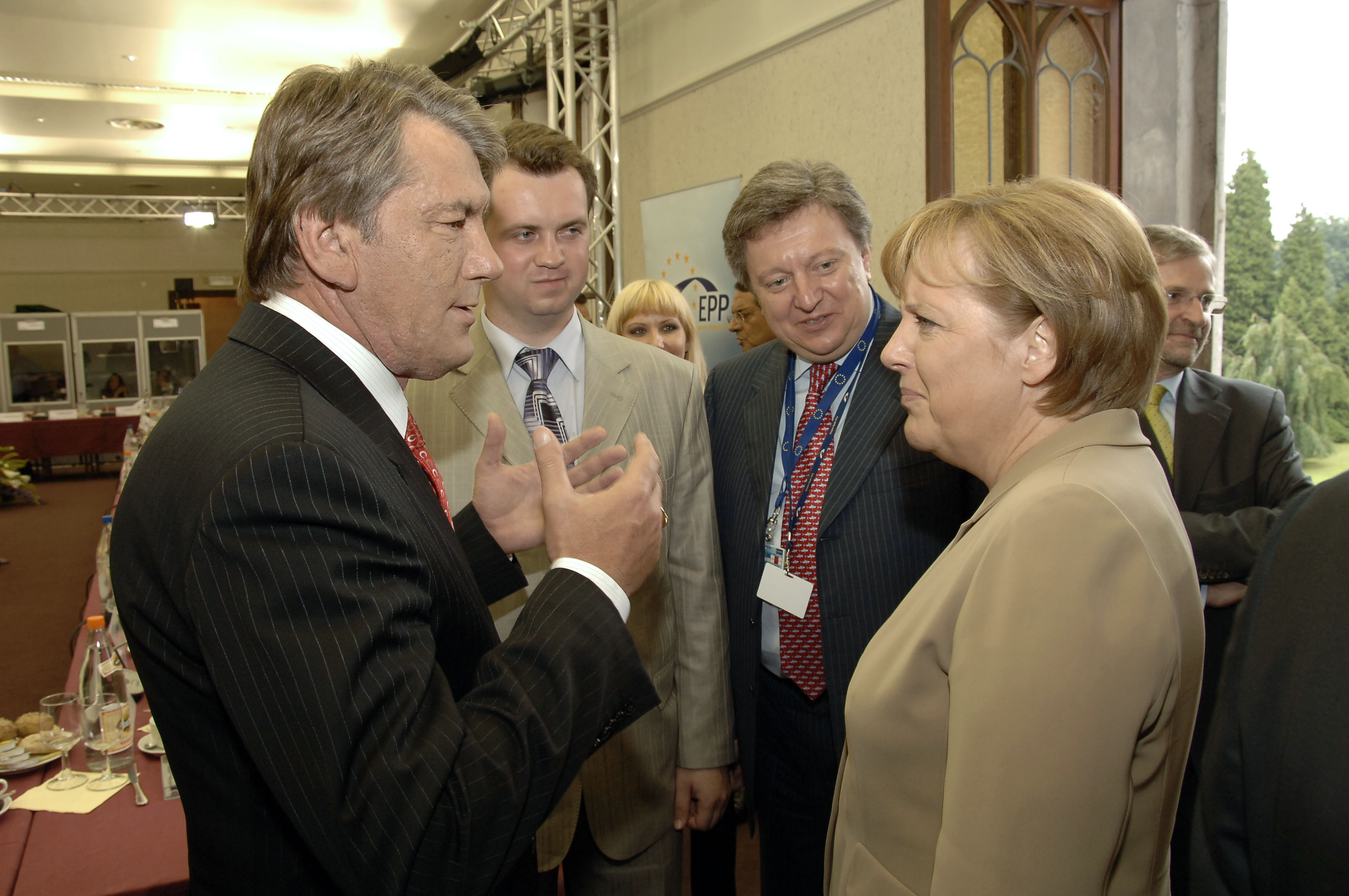
Віктор Ющенко та Ангела Меркель на саміті Європейської народної партії, 21 червня 2007 року. Після перемоги Помаранчевої революції в ЄС вперше широко заговорили про європейські перспективи України.

У 2005 році, після перемоги Помаранчевої революції, Президент України Віктор Ющенко заявив, що членство в ЄС є стратегічною метою зовнішньої політики України. Усі фракції у Верховній Раді України V скликання 2006—2007 років (окрім комуністів — 5 % місць) підтримали найшвидше приєднання до ЄС, зокрема перехід до тісніших форм інтеграції (перший крок — створення зони вільної торгівлі відразу після вступу до СОТ, що було запропоновано ЄС у 2006 році).
У жовтні 2005 р. президент Єврокомісії Жозе Мануел Баррозу заявив, що майбутнє України — у ЄС. Проте 9 листопада 2005 року в опублікованій новій стратегії ЄС було сказано, що вступ Румунії, Болгарії, Хорватії й інших країн колишньої Югославії може блокувати можливість майбутнього вступу України, Білорусі і Молдови. Комісар ЄС з розширення Оллі Рен заявив, що ЄС має бути обережним із надто великим розширенням і що наразі план розширення виглядає вкомплектованим.
У березні 2007 року було розпочато переговори щодо нового базового договору між Україною та ЄС на заміну чинної Угоди про партнерство та співробітництво. 12 липня 2007 року Європарламент у Страсбурзі ухвалив рішення висловити підтримку надання Україні перспективи членства в Євросоюзі. Відповідне рішення було прийняте за результатами обговорення доповіді депутата Міхала Томаша Камінські щодо мандату на переговори з Україною про нову поглиблену угоду — Угоду про асоціацію між Україною та ЄС. Переговори щодо цієї угоди були закінчені в грудні 2011 року, однак її остаточне підписання загальмувалося на тлі погіршення відносин України та ЄС під час президентства Віктора Януковича. Європейські чиновники часто звинувачували українську владу в погіршенні громадянських прав, свободи слова, переслідуванні опозиції та інших основоположних демократичних принципів в Україні.

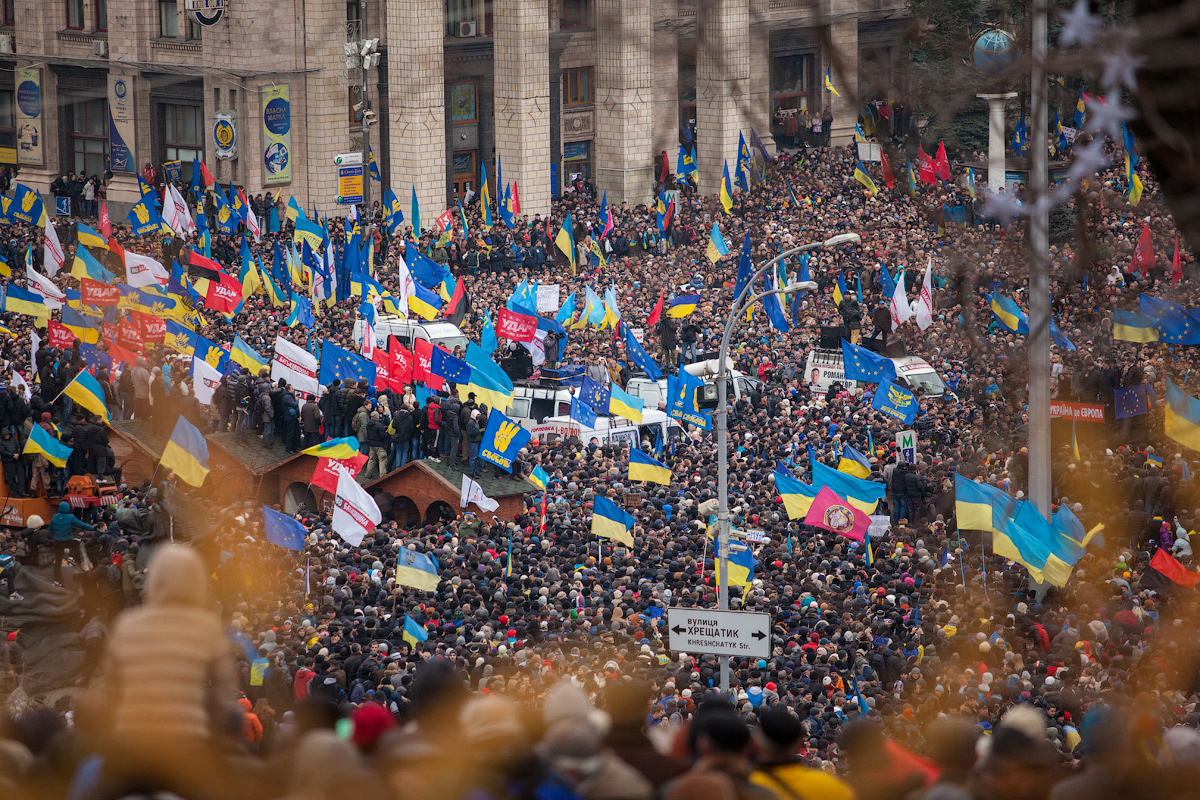
Євромайдан та наступна після цього російська агресія, на думку багатьох, остаточно закріпили курс України на інтеграцію з ЄС.

Від початку президентства Януковича, в Україні офіційно продовжувалася політика європейської інтеграції, однак 21 листопада 2013 року Уряд Азарова раптово повідомив про призупинення підготовки до укладання угоди про асоціацію між Україною та ЄС. Це викликало проєвропейські протестні акції в Україні під назвою Євромайдан який згодом переріс у ширшу Революцію гідності — за демократичні права та проти корупції в країні. Наслідком подій, під час яких загинуло 128 людей, стала повна зміна політичного керівництва в Україні та відновлення активної євроінтеграційної політики. Також одразу після цього почалася російська збройна агресія проти України.
27 лютого 2014 року, після подій Євромайдану, Європарламент ухвалив резолюцію у якій вперше йдеться про те, що Україна має право стати повноправним членом Євросоюзу. У ній зазначено, що підписання Угоди про асоціацію не є кінцевою метою партнерства з Києвом і відповідно до Статуту ЄС всі європейські країни, включаючи Україну, «мають довгострокову можливість подавати заявку на членство в ЄС». 21 березня 2014 року було підписано політичну частину угоди про асоціацію між Україною та ЄС, а 27 червня цього ж року — економічну. У дію угода вступила з 1 листопада 2014 року. 11 червня 2017 року почав діяти безвізовий режим між Україною та Європейським Союзом.
Після подій 2014 року, висловлювалися різні думки та прогнози щодо термінів можливого вступу України в ЄС. 3 березня 2016 року, глава Єврокомісії Жан-Клод Юнкер, напередодні референдуму в Нідерландах щодо асоціації України і ЄС, висловив думку що Україна не зможе стати членом ЄС у найближчі 20—25 років. Натомість Прем'єр-міністр України, Володимир Гройсман, 1 липня 2016 висловив упевненість у тому, що Україна стане членом ЄС через 10 років. Тоді ж у МЗС Німеччини заявили, що не бачать перспектив членства України у ЄС в осяжному майбутньому, зазначивши про багато невирішених питань, зокрема в тому, що стосується подолання корупції.

9 січня 2019 року Міністр закордонних справ України Павло Клімкін назвав маніпуляцією як тих, хто говорить, що Україна може вступити в ЄС за рік-два, так і тих, що це можливо не раніше як за 25—30 років, додавши:
Це залежить найперше від нас. Нам потрібно продовжити зміни в цій країні… і це йдеться не просто про реформи, а про фундаментальні зміни в цій країні. Чим краще ми будемо виконувати Угоду про асоціацію, чим краще ми будемо перебирати європейські стандарти, тим швидше ми набудемо членства в Європейському Союзі після того, як отримаємо європейську перспективу. Я вважаю що це можна зробити дійсно в середньостроковій перспективі.
Він зазначив що це залежить і від Європейського Союзу, від «настроїв які відбуваються там» але «головне залежить від нас».
Під час 23-го саміту Україна — Європейський Союз, 12 жовтня 2021 року прем'єр-міністр України Денис Шмигаль, віцепрезидент Європейської комісії, високий представник Європейського Союзу із закордонних справ та безпекової політики Жозеп Боррель та надзвичайний і повноважний посол Словенії в Україні Томаж Менцін підписали угоду між Україною та Європейським Союзом і його державами-членами про Спільний авіаційний простір.
28 лютого 2022 року, невдовзі після російського вторгнення, Україна подала заявку на членство в ЄС. 23 червня 2022 року на саміті ЄС Україна офіційно отримала статус кандидатки на вступ до ЄС. 14 грудня 2023 року Європейська рада вирішила розпочати переговори про вступ України до Європейського Союзу.
28 квітня 2024 року Президент України Володимир Зеленський повідомив, що Україна виконала всі умови для реального початку перемовин щодо вступу до Євросоюзу. 21 червня 2024 року Рада Європейського Союзу ухвалила переговорні рамки для початку перемовин про вступ України та Молдови до ЄС. Переговори про вступ стартували 25 червня о 15:30 з початку міжурядової конференції.

### Угода про асоціацію та Порядок денний асоціації
Станом на 2021 рік, основним документом що регулює відносини України та ЄС є Угода про асоціацію між Україною та Європейським Союзом, яка набрала чинності 1 листопада 2014 року, юридичної сили набула з 1 вересня 2017 року. Ця угода стала наступним етапом у зближенні України та ЄС (після Угоди про партнерство та співробітництво) та дає змогу перейти від партнерства і співробітництва до політичної асоціації та економічної інтеграції двох сторін.
Угода про асоціацію налічує понад тисячу сторінок, а за своєю структурою складається з преамбули, семи частин, 43 додатків та 3 протоколів. У частині «Преамбула, загальні цілі та принципи» описане зокрема визнання з боку ЄС європейського вибору та європейських устремлінь України як європейської країни, що поділяє з ЄС спільну історію і спільні цінності, а також визначені цілі Угоди, серед яких — створення асоціації, поступове зближення між Україною та ЄС на основі спільних цінностей, поглиблення економічних та торговельних відносин, зокрема шляхом створення зони вільної торгівлі, посилення співробітництва у сфері юстиції, свободи і безпеки. Закріплюються основні принципи, які лежатимуть в основі асоціації, передусім забезпечення прав людини та основоположних свобод, повага до принципу верховенства права, дотримання принципів суверенітету і територіальної цілісності, непорушності кордонів і незалежності. Підкреслюється, що подальші відносини між Україною та ЄС базуватимуться також на принципах вільної ринкової економіки, верховенства права, ефективному урядуванні тощо.
1 січня 2016 року набула чинності Угода про зону вільної торгівлі між Україною та ЄС (ЗВТ) яка передбачає суттєву лібералізацію торгівлі (усунення тарифів чи квот) між сторонами, гармонізацію законодавства і нормативно-регуляторної бази. Створення ЗВТ між Україною та ЄС відбуватиметься поступово, протягом 10 років. Станом на 2019 рік, створення даної ЗВТ вже позитивно вплинуло на торгівлю України з ЄС та часткову компенсацію від втрати російського ринку. Так, за даними Держстату України, якщо сукупний експорт українських товарів і послуг до ЄС становив 15,9 млрд дол. США у 2015 році та 16,5 млрд у 2016-му, то у 2017—2018 роках він виріс до 20,9 та 24,1 млрд відповідно (зростання на 51 %). У той час у країни СНД український експорт у ці роки становив 11,3, 9,7, 10,6 та 10,7 млрд відповідно (падіння на 5 %), у країни Азії 13,5, 12,9, 14,2 та 15,2 млрд (зростання на 12 %) а загалом в усі країни світу 47,8, 46,2, 53,9 та 58,9 млрд (зростання на 23 %). За ці роки частка ЄС в експорті України зросла з 33 % до 40 %. Частка ЄС в імпорті Україною товарів і послуг залишилася практично без змін — на рівні 42 %, але в розмірах збільшилася на 46 % (з 18 млрд дол. США у 2015 році до 26,5 млрд у 2018-му).
11 червня 2017 року почав діяти Безвізовий режим між Україною та Європейським Союзом. Він дозволяє громадянам України, які мають біометричні паспорти, без попереднього оформлення віз приїжджати з діловою чи туристичною метою або в сімейних справах на термін до 90 днів протягом 180-денного періоду до 26 з 28 країн ЄС (усі, за винятком Сполученого Королівства й Ірландії) та 4 інших членів Шенгенської зони (Ісландія, Норвегія, Швейцарія і Ліхтенштейн). За даними Державної міграційної служби України, за два роки існування, безвізом із країнами ЄС скористалися майже 3 мільйони українців. Після запровадження безвізу з ЄС, Україна також підписала аналогічні угоди з багатьма іншими країнами, бо якщо у 2016 році громадяни України могли вільно їздити у 81 країну світу, то, станом на червень 2019-го, їх кількість зросла до 128.
7 вересня 2017 року Президент України Петро Порошенко у посланні до Верховної Ради України назвав головним пріоритетом України на її шляху до євроінтеграції виконання Угоди про асоціацію. Також у промові він виділив наступні п'ять завдань:
- Асоціація із Шенгенською зоною. Йдеться, по суті, про членство України в Шенгенській зоні. Для країни поза межами Євросоюзу такий формат має назву «асоціація з Шенгеном». Саме такі стосунки мають із ЄС Швейцарія, Ісландія або Норвегія. Це, якщо станеться, фактично означатиме руйнацію західного кордону України, який стане точно таким прозорим, як кордон між Францією і Німеччиною чи Німеччиною і Польщею. На думку аналітиків, це завдання може виявитися ще складнішою метою, аніж членство в ЄС. Для прикладу, станом на 2018 рік, такі найновіші члени ЄС як Хорватія, Румунія, Болгарія — досі не набули повноправного членства у Шенгені, між ними і рештою країн ЄС досі існує прикордонний контроль.
- Приєднання до митного союзу ЄС. Митний союз з ЄС означає, що країна повністю синхронізує своє митне законодавство з європейським, торгівля з країнами ЄС стає безмитною, а у зовнішній торгівлі починають діяти ті мита, що встановлені для держав-членів Євросоюзу. Митний союз навряд чи включатиме агропродукцію. Станом на 2018 рік, є одна країна за межами ЄС, яка перебуває у митному союзі з Євросоюзом — Туреччина (з обмеженнями щодо агропродукції та торгівлі послугами).
- Приєднання до енергетичного союзу ЄС. Означатиме повноцінне входження до спільного енергетичного ринку ЄС та приєднання до спільної зовнішньоенергетичної політики. Це серед іншого мало би передбачати і український голос в ухваленні спільних рішень про європейську енергетичну безпеку, зокрема у відносинах із Росією. (див. також Енергетична політика Європейського Союзу).
- Вступ у дію спільного авіаційного простору. Означає формування спільного авіаційного простору між державами-членами ЄС та Україною, який заснований, зокрема, на ідентичних правилах у сфері безпеки польотів, авіаційної безпеки, управління повітряним рухом, захисту навколишнього середовища, захисту прав споживачів, систем комп'ютерного бронювання, а також, що стосується соціальних норм в авіаційній галузі. Станом на 2018 рік, угода є фактично готовою, але заблокована для остаточного підписання через спір Сполученого Королівства та Іспанії щодо статусу Гібралтару.
- Вступ до єдиного цифрового ринку. Є складовою частиною Угоди про асоціацію, означає гармонізацію законодавства у галузі інформаційно-комунікативних технологій, телекомунікацій, електронних послуг та торгівлі тощо. Серед конкретних досягнень означатиме, наприклад, скасування (або зменшення) плати за роумінг між Україною та членами ЄС.

За словами Порошенка,
Реалізація цих ініціатив фактично перетворить східні кордони України на східні кордони Євросоюзу ще до того, як ми де-юре приєднаємося до Союзу… І тоді членство стане лише формальним питанням часу.
На думку директора «Європейської програмної ініціативи», Дмитра Шульги, Україні слід було б визначити дві амбітні «мегаідеї» щодо її інтеграції до ЄС: Першою є повна економічна інтеграція до ЄС шляхом входження України до Європейської економічної зони, що для прикладу є зараз у Норвегії або Швейцарії. На думку експерта це б більше відповідало українським інтересам аніж митний союз. Другою є повна реалізація принципу політичної асоціації з ЄС що вже прописано в Угоді про асоціацію. Її реалізація означатиме виконання першого «копенгагенського критерію» членства у ЄС — наявність у країни-кандидата стабільної та дієвої демократії та гарантування дотримання ключових прав та свобод на своїй території. Таке визнання дало б Україні змогу з впевненістю підійти до рішення про подання заявки на початок переговорів про вступ до ЄС у майбутньому.
У березні-квітні 2019 року новообраний Президент України Володимир Зеленський під час своєї передвиборчої компанії заявляв про підтримку євроінтеграційного курсу України, а серед конкретних кроків для цього пропонував проведення референдуму щодо членства в ЄС та створення офісу з координації процесу євроінтеграції всередині Кабінету Міністрів, щоб пришвидшити імплементацію Угоди про асоціацію.

#### Суспільна думка
За даними соціологічних опитувань, станом на 2007 рік абсолютна більшість українців (55 %) підтримували вступ України до Європейського Союзу. При цьому 25 % були проти вступу України до ЄС, а 20 % не змогли визначитись щодо цього питання.
За даними дослідження, проведеного у 2011 році, більшість жителів України підтримують підписання угоди про Зону вільної торгівлі з Євросоюзом. Згідно з результатами дослідження, 56 % опитаних українців підтримують підписання угоди про ЗВТ з Євросоюзом. Водночас 30 % українців одночасно підтримують підписання угоди про ЗВТ з Євросоюзом і вступ України в Митний союз. Проте, респонденти оцінюють, що підписання угоди про ЗВТ вигідніше (39 %), ніж вступ до ТЗ (34 %).
За результатами опитування, проведеного групою Рейтинг у січні 2016 року, 59 % громадян України підтримують вступ України до ЄС, проти висловилися 22 %, решта (19 %) або не визначилися або не брали б участі в референдумі на таке питання.
За результатами опитування, проведеного групою Соціопрогноз у травні 2018 року, 59,4 % українців підтримують вступ України до ЄС, проти — 17,1 %. 10,7 % опитаних не брали участі у волевиявленні, ще 12,8 % не змогли відповісти на питання.
За даними опитування, проведеного в 2007 році, 55 % респондентів у Німеччині, Франції, Сполученому Королівстві, Італії, Іспанії та Польщі підтримували вступ України до ЄС якщо Україна виконає необхідні для цього умови. 34 % були проти вступу України до ЄС. Вступ до ЄС Росії, Туреччини та Марокко підтримували відповідно 45 %, 40 % та 35 % респондентів.
За даними опитування, проведеного в 2017 році в Німеччині, Франції, Італії, Литві, Сполученому Королівстві, Польщі та Нідерландах, підтримали вступ України до ЄС 48 % опитаних респондентів, не підтримали 52 %. Основні аргументи проти вступу України до ЄС — загальне небажання розширення ЄС (незалежно від країни-кандидата), бідність України (побоювання надмірного навантаження на бюджет ЄС), недостатня демократичність і корупція (ризик поширення української корупції на решту Союзу). Основні аргументи за вступ України до ЄС: Україна — це частина Європи, вступ до ЄС посилить демократію в Україні, заохочуватиме українців під час конфлікту з Росією і збільшить економічні відносини з ЄС. Щодо термінів вступу України до ЄС, 56 % респондентів думають (незалежно чи вони за чи проти), що це відбудеться «впродовж 10 років або раніше», 23 % — «не раніше, ніж через 15—20 років», решта 21 % — «ніколи». У порівнянні з іншими гіпотетичними кандидатами Україна продовжує мати найвищий рівень підтримки інтеграції в ЄС: вступ до ЄС Росії, Туреччини та Марокко підтримали відповідно 33 %, 21 % та 26 % респондентів.
Після початку повномасштабного російського вторгнення у 2022 році підтримка вступу до ЄС різко зросла. Зокрема, за даними Соціологічної групи «Рейтинг» у перші дні вторгнення (з 24 лютого) відбувся ріст підтримки з 68 % до 86 %, далі ріст продовжився і станом на кінець березня 2022 року підтримка склала 91 % — абсолютний рекорд за всі роки досліджень.